# 西武池袋線
池袋線（いけぶくろせん）は、東京都豊島区の池袋駅から埼玉県飯能市の飯能駅を経由して同市の吾野駅までを結ぶ西武鉄道の鉄道路線である。駅ナンバリングで使われる路線記号はSI。
歴史的経緯から西武鉄道の鉄道路線は池袋線系統（旧・武蔵野鉄道）、新宿線系統（旧・西武鉄道）とその他の路線に大別でき、支線の狭山線・豊島線・西武有楽町線と池袋線の実質的な延長路線である西武秩父線を併せて「池袋線」と呼ぶことがある。

## 概要
東京の副都心・池袋から練馬区や埼玉県所沢市、同県入間市などのベッドタウンを経由して同県西部方面を結ぶ東京圏の主要通勤路線の一つである。新宿線と共に西武鉄道の主要路線であり、同線と所沢駅で接続している。さらに西武有楽町線を経由して東京地下鉄（東京メトロ）有楽町線及び副都心線、さらに副都心線を経由して東急電鉄東横線・横浜高速鉄道みなとみらい線との相互直通運転を行っている。
またプロ野球試合やイベント開催時には埼玉西武ライオンズの本拠地である西武ドーム（ベルーナドーム）へ、行楽期には西武秩父線を経て秩父地方への東京都心などからの観光輸送も担っている。
特急「ちちぶ」と土休日の有料座席指定列車「S-TRAIN」、飯能駅 - 西武秩父駅方面間の各駅停車が西武秩父線と直通運転を行っている。武蔵野鉄道時代の1929年に吾野駅まで開業し、吾野駅から先の西武秩父線は1969年に開業した。そのため吾野駅が線路名称上の終点ではあるものの、ほとんどの列車は吾野駅から西武秩父線に直通して西武秩父駅に至ること、さらに飯能駅でスイッチバックを行う必要があることから、基本的に飯能駅止まりの「むさし」を除く特急と一部のS-TRAIN以外の一般列車の運転系統としては池袋駅 - 飯能駅間、飯能駅 - 吾野駅 - 西武秩父駅間で二分されている。さらに一部の各駅停車は西武秩父線経由で秩父鉄道秩父本線への直通運転も行っている。なお、前述の通り飯能駅で運転系統が二分されていることから、池袋駅 - 飯能駅間を池袋線、飯能駅 - 西武秩父駅間を西武秩父線とする鉄道関連書籍や時刻表検索サイトも見受けられるが、正確な表現ではない。また、沿線に住宅地が広がる池袋駅 - 飯能駅間とは対照的に、飯能駅 - 西武秩父駅間は山間部を走行するため民家の数も疎らであり、飯能駅を境に沿線風景も大きく異なる。
日中の時間帯の東京メトロ副都心線直通系統（飯能駅 - みなとみらい線元町・中華街駅）の列車のうち、各線内を特別料金不要で最速で結ぶ列車に対しては「Fライナー」の愛称がつく。また、2017年より有料座席指定列車「S-TRAIN」を運行しており、平日は通勤輸送に特化して東京メトロ有楽町線に、土休日は観光目的のために副都心線直通系統でみなとみらい線元町・中華街駅 - 西武秩父線西武秩父駅間に運転される。

## 路線データ
- 路線距離（営業キロ）：57.8 km
- 軌間：1,067 mm（狭軌）
- 駅数：31駅（起終点駅含む）
- 電化区間：全線（直流1,500 V 架空電車線方式）
- 複線区間：
  - 複々線：練馬駅 - 石神井公園駅間 (4.6 km)
  - 複線：池袋駅 - 練馬駅間 (6.0 km)、石神井公園駅 - 飯能駅間 (33.1 km)、北飯能信号場 - 武蔵丘信号場間 (1.5 km)
  - 単線：飯能駅 - 北飯能信号場間 (1.3 km)、武蔵丘信号場 - 吾野駅間(11.3 km)
- 高架区間：桜台駅 - 石神井公園駅間 (5.4 km)
- 最高速度：105 km/h[1]

## 沿線風景

### 池袋 - 練馬
この区間は複線で、池袋駅から江古田駅までは概ね地上を走っており、カーブが続く。線路の両側はずっと住宅地である。
西武鉄道の池袋駅は、頭端式ホーム4面4線と特急専用ホームを有するターミナル駅。同駅構内には2本の引き上げ線がある。同駅の南側では、JR東日本の山手線と、埼京線および湘南新宿ラインが通る山手貨物線を跨ぎながら急カーブで西向きに方向を変えている。そのためこの区間では、列車は最徐行している。その後列車は加速し、かつてここに存在していた上り屋敷駅の跡地を通り抜ける。S字カーブを描いた後、山手通りをくぐると椎名町駅に着く。
椎名町駅を出るとしばらく直線を描く。その後右へカーブすると、東長崎駅に着く。同駅は島式ホーム2面4線で、この池袋駅 - 練馬駅間での各駅停車の待避駅となっている。
東長崎駅を出ると、しばらく都営地下鉄大江戸線と併走しながら直線を描く。その後、列車は減速して左に曲がると、江古田駅に着く。なお、この駅間にはかつて西武市場駅という貨物駅が存在していた。
江古田駅を出ると、環七通りをくぐる。左にカーブしながら地下を走る西武有楽町線と合流する。高架に移行すると、桜台駅に着く。
西武有楽町線がトンネルから出て高架に合流してすぐに、都営地下鉄大江戸線との乗り換え駅で、西武有楽町線・豊島線との分岐駅でもある練馬駅に到着する。同駅は2面6線構造となっており、外側ホームに西武有楽町線との直通列車が発着、内側ホームは池袋線の列車が発着する。最も外側の線路は通過線で、ホームは設置されていない。

### 練馬 - 石神井公園
練馬駅から石神井公園駅までは高架複々線となる。内側の線路は各駅停車用で、途中駅には島式ホームが設けられている。外側の線路は優等列車用で、途中駅にホームは設けられていない。
練馬駅を出ると、練馬区役所が見えてくる。途中で、豊島線が高架下へ分岐する。目白通りを跨ぐと、中村橋駅に着く。なお、目白通りの架道橋は高架化工事前は線路が下、道路が上を走っていたが、工事完成後は線路が上、道路が下を走るという、いわゆる「逆立体化工事」が一晩で行われた。
中村橋駅のすぐそばに、富士見台駅が見える。中村橋駅を出ると途中で練馬区立美術館と練馬第三小学校が見え、間もなく富士見台駅に着く。この区間は、互いに隣同士の駅が見えるほど駅間距離が短い。
富士見台駅を出て右にカーブした後、環八通りを跨ぐ。石神井東小学校を通過し、石神井川を越えると練馬高野台駅に着く。
練馬高野台駅を出るとすぐに左へカーブし、笹目通りを跨ぐと、島式ホーム2面4線の石神井公園駅に到着する。

### 石神井公園 - ひばりヶ丘
石神井公園駅から大泉学園駅付近の区間は2015年1月まで高架化工事が実施された。石神井公園駅を出ると、緩行線が急行線に合流し、ここから先は飯能駅まで複線となる。その後、車窓右側に数本の引き上げ線が見える。そして、大泉高校・同附属中学校付近で進行方向左側（南西の方角）が広々とひらけており、気象条件に恵まれると富士山の姿が確認できる。高架部分が間もなく終わり、踏切を越えると大泉学園駅に着く。同駅は後述の狭山ヶ丘駅・稲荷山公園駅と同様に、池袋線の中でも特にホームがカーブしている駅である。
大泉学園駅を出てゆめりあの間を抜けてもしばらく左カーブは続く。その後直線になると加速して、東京都道233号東大泉田無線（保谷街道）とほぼ平行して走る。保谷街道の踏切を越えると、保谷駅に着く。同駅は島式ホーム1面2線と単式ホーム1面1線で、合計2面3線構造となっている。なお同駅の真ん中の線では、同駅始発・終着列車の一部が発着するほか、緩行列車が優等列車の待避をすることもある。
保谷駅を出ると、右手に保谷電留線が見える。これは保谷駅で折り返す列車が一定数存在するためである。その後、保谷高校付近で列車は減速し、大きな右カーブを描く。カーブが終わって直線になると、東京都道36号保谷志木線の踏切を過ぎて間もなく、島式ホーム2面4線のひばりヶ丘駅に到着する。

### ひばりヶ丘 - 所沢
ひばりヶ丘駅を出ると、右にカーブする。落合川を渡ると、東久留米駅に着く。池袋駅から同駅までは住宅街がほとんどで、この駅間では緩やかな下り勾配になっている。
東久留米駅を出て野火止用水を渡るまでは、直線で上り勾配となっている。その後、黒目川の橋を渡りながら河岸段丘を越える。すると住宅の密集度は低くなり、林や畑が混在しているところを通る。埼玉県新座市に入ると、野火止用水を渡る。保守用の引き込み線跡地が見えると列車は減速し、大きく左へカーブ再び東京都に入って新小金井街道を渡ると、変則的な島式ホーム2面4線構造の清瀬駅に着く。同駅で折り返す列車も一定数設定されている。
清瀬駅を出ると、車窓右側には1本の引き上げ線が見える。次の秋津駅までの間は直線が続き、沿線は住宅街や畑がほとんどである。空堀川を越えてしばらくすると秋津駅に着く。
秋津駅を出ると、すぐにJR武蔵野線を跨ぐ。マンションが見えてくると、列車は大きく減速して右にカーブする。そして柳瀬川を渡ると埼玉県に入る。すると、新秋津駅付近からのJR連絡線と併走する状態になり、所沢駅まで3線区間となる。カーブを終えた後は広い丘やゴミ焼却場の煙突が見え、住宅街を走る。大きな団地群が見え、所沢陸橋をくぐると大きく急なカーブを左に曲がる。所沢駅前後は、池袋線有数の急カーブである。なお、かつてこの急カーブの区間には東所沢駅が設置されていた。曲がるとすぐ右側に西武新宿線の線路が見えて、所沢駅に到着する。同駅は3面5線構造をしているが、池袋線だけで見れば、基本的には保谷駅と同様で、2面3線と言える。なお、同駅は改良工事がなされ、駅舎やコンコースが拡大した。

### 所沢 - 小手指
所沢駅を出ると車窓右側に2本の引き上げ線を見ながら緩い坂を上り、右へ大きく曲がり、すぐに新宿線を跨いで、さらに急カーブは続く。この辺りのカントはきついため、列車は大きく傾く。カーブが終わると次の西所沢駅までは直線が続く。この辺りは住宅街である。しばらくすると、1本の引き上げ線が見える。そこから狭山線との分岐が始まり、複雑な分岐器が連続し、4本の線路となる。そのため、この区間はあたかも線路別複々線のように見える。その後埼玉県道55号所沢武蔵村山立川線の踏切（所沢10号踏切）を越えると、狭山線との分岐駅・西所沢駅に着く。
同駅は3面4線構造となっており、島式ホーム1面2線を相対式ホーム2面2線で挟んだ形となっているが、駅の構造上、同駅で各駅停車が待避をすることはない。なお、狭山線のホームはカーブしている。
西所沢駅を出ると、狭山線はすぐに南方へ分岐する。その後、非常に緩いS字カーブを描きながら国道463号線・東川を越える。沿線には六所神社や住宅街、畑が広がる。S字カーブが終わると、上新井の大踏切（西所沢6号踏切）を越える。その後直線を走りながら、上新井跨道橋で上新井新道を跨ぐ。上新井新道は、近年開通した西武新宿線の新所沢駅から国道463号所沢入間バイパス（小手指バイパス）につながる新所沢駅前通り線である。その後ほどなく小手指駅に到着する。同駅は島式ホーム2面4線構造をしており、同駅で折り返す列車が多数設定されている。

### 小手指 - 入間市
小手指駅を出た列車は、複雑な分岐器を越えて、車窓右側に小手指車両基地を眺めながら進む。ここまで来ると、車窓には武蔵野の面影残す雑木林や畑が住宅に混ざって見えてくる。また、天気の良い時には富士山が望めることがある。しばらく直線を走ると、貨物輸送時代の側線を残す狭山ヶ丘駅に着く。この側線は深夜に車両が留置される。なお、同駅構内の飯能駅寄りは急カーブとなっている。
狭山ヶ丘駅を出てもまだしばらくカーブは続き、進路を北にとる。その後再び直線を走り、ほどなく対向式ホームの武蔵藤沢駅に着く。この小手指駅 - 入間市駅間の駅は、対向式ホームが多い。同駅構内は通常のバラスト軌道ではなく、コンクリートの省力化軌道で敷設されている。なお、駅舎改良工事と共に駅前は再開発された。
武蔵藤沢駅を出ると、国道463号線（行政道路）の建武橋の下をくぐり過ぎ、左カーブして進路は北西となる。その後、航空自衛隊入間基地の中を通り抜ける。そのため、車窓右側では自衛隊の航空機を多数眺めることができる。かつてはここに、自衛隊への物資輸送のための下原駅という貨物駅が設置されていた。入間基地を抜け終えると稲荷山公園駅に着く。同駅は、狭山ヶ丘駅と同様にホームが大きくカーブしている。このカーブにより、進路は西にとることになる。
稲荷山公園駅を出ると、入間基地の跡地を通りながら再び入間市に入る。そこからは大きな左カーブを描き、分岐器を通ると島式ホーム2面4線の入間市駅に到着する。この駅間は0.9 kmと池袋線の中では特に近いが、急カーブを通るため列車の速度は抑えられる。なお、毎年11月3日の入間基地航空祭開催時は同駅折り返し列車が運行される。だが、入間市駅には上下線間の亘り線が存在しないため、折り返し列車は次の仏子駅の中線を利用して折り返す。また、入間基地の跡地の影響により、入間市駅を過ぎるまでは市街地を一望できない。

### 入間市 - 飯能

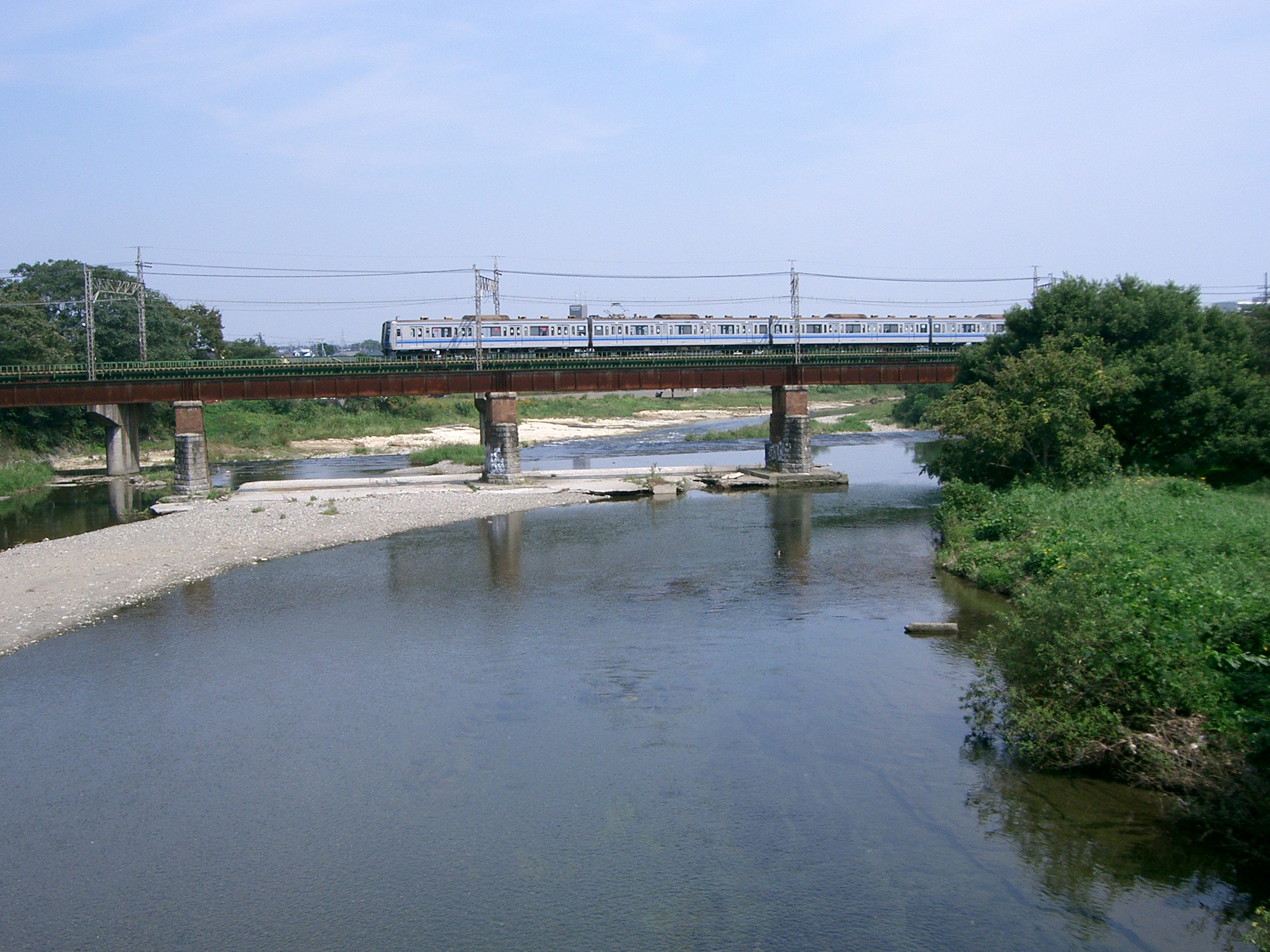
入間川橋梁を渡る6000系

入間市駅を出ると列車は築堤の上を走り、急な右カーブを描きながら国道16号線と霞川を渡る。一瞬ではあるが、入間市の市街地が望め、駅前の高層マンションや各種商業施設（コナミスポーツ、丸広百貨店、i-potなど）が望める。霞川を渡り、カーブを終えると今度はすぐ切り立った崖に沿って、急な左カーブを描きながら走る。そのため進行方向右側の眺めは大変良く、ほんの一瞬だが、車窓の窓一面を空が占める。その後崖を下ると、かつて存在していた黒須駅という貨物駅の跡を通り抜け、国道299号線バイパス・圏央道をくぐると仏子駅に着く。同駅は待避・折り返し用の中線がある。なお、前の入間市駅よりも南に位置する。また、この区間は車窓左側に加治丘陵が見えるため緑に溢れている。さらに、線路が直線的なため比較的高速で走る。
仏子駅を出ると再び築堤の上を走る。右側に大きな団地を眺めつつ、少し右に曲がりながら入間川を渡る。この入間川橋梁は西武鉄道の橋梁では最も長い（延長169.9m）。入間川を渡る際、進行方向左側には使用されていない単線の旧入間川橋梁が錆びた姿を晒している。また、北側の河原ではかつてアケボノゾウの足跡化石が見つかったことがある。入間川橋梁を渡りきると、2009年8月に再有人化されるまで池袋線唯一の無人駅であった元加治駅に着く。同駅からは、かつて入間川に向かう貨物線（岩沢側線）が伸びていた。なお、駅前は駿河台大学へのスクールバスが発着するのみで、普段は閑散としている。
元加治駅を出ると、車窓からの風景は畑から少しずつ住宅地に変わっていく。しばらくしてJR八高線をくぐり抜けると上下線が分かれる。その後、少しずつ住宅の密集度が高くなっていく。そして変電所が見えてくる辺りで、未成線となった飯能短絡線の建設予定地が分かれていく。この辺りでは、緩いS字カーブを描きながら高速で走行する。かつては途中に笠縫信号所があり複線から単線となっていた。カーブを終えると減速し、東飯能駅方面からの単線の線路と合流する。複雑な分岐器を越えると、3面4線の飯能駅に到着する。なお、同駅以東から吾野駅方面へ直通する列車は、特急「ちちぶ」、S-TRAINの土休日列車と快速急行の臨時列車のみとなる。

### 飯能 - 吾野
この区間は急カーブが連続し、かつほとんどの区間が単線であるため、ごく一部の複線区間（後述）を除いて、列車の速度は抑えられることになる。また、前述のとおり飯能駅で運転系統は二分されている。なお、飯能駅から吾野駅方面に進行するにはスイッチバック（方向転換）が必要となるため、飯能駅以西への直通列車は、同駅で進行方向を変えて東飯能駅へと向かう。
飯能駅を出ると、スイッチバックをするため一時的に進路は東となる。その後、複雑な分岐器を一旦戻って吾野駅方面へ進路をとる。その後所沢方面の複線の線路と分岐して、単線となる。飯能市の市街地をみながら北向きに急カーブで進路を変えると、東飯能駅に着く。
同駅は単式ホーム1面1線で、池袋線では唯一の上下相互発着が不可能な棒線駅であるが、ホームの西側には線路一本分の土地がある。これは飯能短絡線（前述）との合流用とされていたが、今後この土地を使う予定はない。また、同駅はJR東日本の八高線と乗り換えができる駅だが、飯能駅より圧倒的に利用者は少ない。その上、西武とJRの改札は分離されており、乗り換えるには一旦改札口を出る必要がある。なお、平日の朝夕ラッシュ時には八高線との乗り換え客で賑わうが、土曜・休日・平日早朝にはハイキング客が改札を出入りする光景も見られる。
東飯能駅を出ると線路は再び急カーブになり、北西に進路を変える。カーブを抜けてすぐのところにある北飯能信号場から再び複線となり、速度を上げる。その後、坂を上って盛土へと移行する。かつて存在していた天覧山駅の跡地を通る。飯能駅からこの辺りまでは住宅地が広がっている。その後、山が近づいてくる。そして武蔵丘信号場付近で減速し、線路は再び単線となって武蔵丘車両基地・武蔵丘車両検修場と分岐する。この区間が複線なのは、飯能駅から武蔵丘への回送列車が通り、運転本数が多くなるからである。なお、ここから国道299号線と併走するようになる。その後、しばらく山間部を走行した後は再び平地に戻って、高麗駅に着く。
同駅は、島式ホーム1面2線と側線を1本有する構造となっている。なお、東飯能駅 - 高麗駅の駅間距離は、東吾野駅 - 吾野駅間とともに、池袋線では最長の4.0 kmである。しかし、池袋線の実質的な延長路線で、飯能駅からの直通列車も多数運行されている西武秩父線には、それらよりもはるかに長い、6.1 kmが正丸駅 - 芦ヶ久保駅間に存在する。
高麗駅を出ると、高麗川と併走するようになり、再び山間部を走行する。しばらくすると武蔵横手駅に着く。
武蔵横手駅を出ると、急カーブも多くなり、周辺の山々が少しずつ険しくなってくる。その後ほどなく東吾野駅に着く。
東吾野駅を出てしばらくすると、山が険しくなり、速度を落として急カーブを描きながら、池袋線では唯一のトンネルである鎌倉坂トンネル（223 m）を通る。その後国道299号線を2度跨ぐと、住宅地が広がる。住宅地を見ながら国道299号線・高麗川と併走して、国道と川が右に分かれると、終点・吾野駅に到着する。なお、同駅は側線を1本有する。また同駅からは、ほとんどの列車が西武秩父線の西武秩父駅へ、さらには土休日の一部列車が秩父鉄道秩父本線の長瀞駅・三峰口駅にまで直通する。
なお、この区間の駅には発車メロディの設備がないため、車両上の乗車促進音を使用するほか、車掌乗務列車では車掌の手笛による出発合図が行われる。

## 運転
池袋線の運転系統は飯能駅を境に池袋駅 - 飯能駅間と西武秩父線を含む飯能駅 - 西武秩父駅間の2つに分かれている。池袋駅 - 西武秩父駅間を直通運転するのは特急「ちちぶ」と土休日のS-TRAINのみである。以下では主に池袋駅 - 飯能駅間について述べる。飯能駅 - 吾野駅間は「西武秩父線」の項も参照のこと。
基本的に速達列車が途中駅から各駅停車となる郊外電車型の停車パターンである。各駅停車は日中1時間あたり1本の池袋駅 - 飯能駅間の列車以外は、基本的に池袋駅 - 豊島線豊島園駅、石神井公園駅、保谷駅、清瀬駅、所沢駅、小手指駅、狭山線西武球場前駅のいずれかの駅との間の運転であるため、小手指駅 - 飯能駅間は急行・快速・準急が各駅停車の役割を果たす。
速達列車であっても下り列車で以遠各駅停車となる区間では、「各駅停車」として案内されている（後述）。
平日朝ラッシュ時は、速達列車の停車駅を千鳥配置にする千鳥停車を採用することで、各列車の混雑を分散するように配慮されている。そのため、多様な停車パターンの多数の列車種別が運転されている。
飯能駅では西武秩父方面の普通電車と池袋駅発着の急行、準急または副都心線直通の快速急行との相互接続が考慮されている。また練馬駅では原則として副都心線・有楽町線直通電車と池袋駅 - 豊島園駅間の普通電車との接続が考慮されている。

### 臨時列車
- 西武ドーム（最寄駅：狭山線西武球場前駅）
プロ野球埼玉西武ライオンズの試合をはじめ、コンサートなどイベントなどの開催時には狭山線への臨時列車が多数運転される（新宿線や有楽町線・副都心線からの直通列車もあり）。
- 羊山公園の芝桜（最寄駅：西武秩父線横瀬駅・西武秩父駅）
4月頃の花の見頃に臨時列車運転。
- 横瀬車両基地（最寄駅：西武秩父線横瀬駅）
「西武トレインフェスティバルin横瀬」などイベント開催時に臨時列車運転。
- 巾着田の曼珠沙華（最寄駅：高麗駅）
9月頃の花の見頃に臨時列車運転・特急臨時停車。
- 武蔵丘車両検修場
6月の「西武・電車フェスタin武蔵丘車両検修場」などイベント開催時に検修場への臨時列車運転。
- 航空自衛隊入間基地の「入間航空祭」（最寄駅：稲荷山公園駅）
開催日の11月3日に特急臨時停車や入間市駅始発・終着の臨時列車運転。
- 秩父夜祭（最寄駅：西武秩父線西武秩父駅）
12月3日の大祭にあわせ臨時列車運転。

このほか、2016年4月17日より、西武4000系1本 (4009F) を改造した「旅するレストラン 52席の至福」が、土休日を中心に年間100日程度、池袋駅または西武新宿線西武新宿駅から西武秩父駅まで1往復運行される。ただし、所要時間は通常と比べて長くなっている。2017年以降は、夕方のみ池袋線池袋駅から飯能方面へ向かい、池袋駅へ戻ってくるコースも用意された。

### 他社線との直通運転
秩父鉄道方面
池袋線から西武秩父線を経由して秩父鉄道秩父本線に乗り入れている。2023年3月18日改正以降は土休日に下りのみ1本、いずれも飯能駅発で運行される。
西武秩父駅経由で三峰口駅に乗り入れる系統と秩父鉄道線御花畑駅経由で長瀞駅（2007年春の改正までは寄居駅まで）に乗り入れる系統があり、いずれも西武鉄道から秩父鉄道への片乗り入れ運転である。
かつては土休日に限り池袋発着の快速急行、急行計2往復が直通運転を行っていたが、2020年3月14日のダイヤ改正で廃止されている。
2020年4月13日より、新型コロナウイルス感染症（COVID-19）拡大防止のため直通運転を中止し、長瀞発着は御花畑発着、三峰口発着は西武秩父発着にそれぞれ変更された。
2021年3月13日のダイヤ改正で運転を再開したが、平日の設定を取りやめ、土休日のみの直通運転となった。
2023年3月18日のダイヤ改正で上り（秩父鉄道→西武線方面）の運転が取りやめられ下りのみの直通となったほか、1本が西武秩父線の横瀬駅始発となり、池袋線から直通する列車が1本に削減された。

地下鉄有楽町線方面
練馬駅から西武有楽町線を経由して東京メトロ有楽町線新木場駅まで相互直通運転を実施している。日中は池袋線内は保谷駅（土休日の一部は清瀬発着）・小手指駅発着で1時間あたり各2本で各駅停車で運転される。西武ドームでのイベント開催時には狭山線西武球場前駅発着の列車も運転される。
飯能駅発着の列車は平日は朝1本、夕方1本の到着列車、休日は朝1本発着と夕方3本の到着列車のみである。
2017年3月25日より着席保証列車「S-TRAIN」が運行されており、平日のみ豊洲方面と所沢駅（下りは小手指駅まで）を結んでいる。
2022年3月12日のダイヤ改正で日中は1時間当たり2本減便され4本となる。
地下鉄副都心線・東急東横線・みなとみらい線方面
練馬駅から西武有楽町線・東京メトロ副都心線・東急東横線を経由して横浜高速鉄道みなとみらい線の元町・中華街駅まで相互直通運転を実施している。副都心線に直通する列車はすべて東横線・みなとみらい線まで直通して武蔵小杉駅・菊名駅・横浜駅および元町・中華街駅発着となり、渋谷駅など副都心線内発着の列車は設定されていない。これにより西武の車両は初めて神奈川県内でも運転されることになった。
池袋線内は小手指駅発着快速急行（練馬駅に停車、副都心線内急行、東横線・みなとみらい線内特急）が1時間に2本、石神井公園駅発各駅停車（副都心線内各駅停車、東横線・みなとみらい線内各駅停車）が2本、同駅着列車はうち1本は準急となる。
なお2022年3月12日のダイヤ改正で飯能発着の快速急行は土休日の一部のみとなった。
西武ドームでのイベント開催時には狭山線西武球場前駅発着の列車も運転される。その際、快速急行小手指駅行きを西武線内は快速として運転し、ひばりヶ丘駅で保谷駅から回送される同駅始発の快速急行小手指駅行きに乗り継ぐパターンが組まれ、ひばりヶ丘駅で快速急行小手指駅行きを待ち合わせる各停小手指駅行きは清瀬駅で快速西武球場前駅行きの待ち合わせとひばりヶ丘駅始発の快速急行の通過待ちをする。これは、西所沢駅に快速急行が停車しないことによるものであり、『西武時刻表』第25号で該当する列車に注釈がつけられている。
2014年より、入間基地航空祭開催時は一部の小手指駅発着列車を入間市駅または飯能駅発着に延長するほか、最寄りの稲荷山公園駅を快速急行は通過するため、西武線内は快速急行ではなく、入間市駅行きと飯能駅行きは快速・準急、飯能駅発と入間市駅発は急行として運行される。かつては仏子駅発着も設定されていたが、現在は入間市駅発着に短縮されている。
2016年よりFライナーが設定された。また、東急車10両編成の運用が変更され、回送で武蔵丘信号場まで乗り入れるようになった。
2017年3月25日より着席保証列車「S-TRAIN」が設定されており、休日のみ元町・中華街方面と所沢駅・飯能駅・西武秩父駅を結んでいる。
2023年3月、東急電鉄と相模鉄道は東横線の日吉駅から新横浜駅を経て、相鉄線西谷駅までの間に約10kmに及ぶ東急新横浜線・相鉄新横浜線（相鉄・東急直通線）を開業したが、西武鉄道との相互直通運転は実施されない。

### 日中の運行本数
2023年3月18日改正の現行ダイヤでの日中（平日は11時〜14時、土休日は12時〜13時）の1時間あたりの運行本数は以下のようになっている。なお、※印を付した吾野駅 - 西武秩父駅間は西武秩父線であるが、上述のように、運行系統は飯能駅 - 吾野駅間と一体化しているため、まとめて記す。
| 種別＼駅名 | 種別＼駅名             | 池袋          | …             | 練馬          | 練馬            | …               | 石神井公園      | 石神井公園 | …       | 保谷    | 保谷    | …       | 所沢    | 所沢    | 西所沢  | 西所沢  | 小手指  | 小手指  | …                    | 飯能    | 飯能    | …       | 吾野    | 吾野    | ※       | 西武秩父 | 備考 |
| ---------- | ---------------------- | ------------- | ------------- | ------------- | --------------- | --------------- | --------------- | ---------- | ------- | ------- | ------- | ------- | ------- | ------- | ------- | ------- | ------- | ------- | -------------------- | ------- | ------- | ------- | ------- | ------- | ------- | -------- | ---- |
| 運行範囲   | 特急 「ちちぶ」        | 1本           | 1本           | 1本           | 1本             | 1本             | 1本             | 1本        | 1本     | 1本     | 1本     | 1本     | 1本     | 1本     | 1本     | 1本     | 1本     | 1本     | 1本                  | 1本     | 1本     | 1本     | 1本     | 1本     | 1本     | 1本      |      |
| 運行範囲   | 快速急行 （Fライナー） | 元町・中華街… | 元町・中華街… | 元町・中華街… | 2本             | 2本             | 2本             | 2本        | 2本     | 2本     | 2本     | 2本     | 2本     | 2本     | 2本     | 2本     | 2本     | 2本     |                      |         |         |         |         |         |         |          |      |
| 運行範囲   | 急行                   | 3本           | 3本           | 3本           | 3本             | 3本             | 3本             | 3本        | 3本     | 3本     | 3本     | 3本     | 3本     | 3本     | 3本     | 3本     | 3本     | 3本     | 3本                  | 3本     |         |         |         |         |         |          |      |
| 運行範囲   | 準急                   | 元町・中華街→ | 元町・中華街→ | 元町・中華街→ | 下りのみ1本     | 下りのみ1本     | 下りのみ1本     |            |         |         |         |         |         |         |         |         |         |         |                      |         |         |         |         |         |         |          |      |
| 運行範囲   | 準急                   | 1本           |               |               |                 |                 |                 |            |         |         |         |         |         |         |         |         |         |         |                      |         |         |         |         |         |         |          |      |
| 運行範囲   | 準急                   | 2本           |               |               |                 |                 |                 |            |         |         |         |         |         |         |         |         |         |         |                      |         |         |         |         |         |         |          |      |
| 運行範囲   | 各停                   | 4本           | 4本           | 4本           | …豊島園         | …豊島園         | …豊島園         | …豊島園    | …豊島園 | …豊島園 | …豊島園 | …豊島園 | …豊島園 | …豊島園 | …豊島園 | …豊島園 | …豊島園 | …豊島園 | …豊島園              | …豊島園 | …豊島園 | …豊島園 | …豊島園 | …豊島園 | …豊島園 | …豊島園  |      |
| 運行範囲   | 各停                   | 元町・中華街… | 元町・中華街… | 元町・中華街… | 下り1本 上り2本 | 下り1本 上り2本 | 下り1本 上り2本 |            |         |         |         |         |         |         |         |         |         |         |                      |         |         |         |         |         |         |          |      |
| 運行範囲   | 各停                   | 新木場…       | 新木場…       | 新木場…       | 2本             | 2本             | 2本             | 2本        | 2本     | 2本     |         |         |         |         |         |         |         |         |                      |         |         |         |         |         |         |          |      |
| 運行範囲   | 各停                   | 1本           |               |               |                 |                 |                 |            |         |         |         |         |         |         |         |         |         |         |                      |         |         |         |         |         |         |          |      |
| 運行範囲   | 各停                   | 2本           |               |               |                 |                 |                 |            |         |         |         |         |         |         |         |         |         |         |                      |         |         |         |         |         |         |          |      |
| 運行範囲   | 各停                   | 新木場…       | 新木場…       | 新木場…       | 2本             | 2本             | 2本             | 2本        | 2本     | 2本     | 2本     | 2本     | 2本     | 2本     | 2本     | 2本     | 2本     | 2本     |                      |         |         |         |         |         |         |          |      |
| 運行範囲   | 各停                   | 1本           |               |               |                 |                 |                 |            |         |         |         |         |         |         |         |         |         |         |                      |         |         |         |         |         |         |          |      |
| 運行範囲   | 各停                   |               |               |               |                 |                 |                 |            |         |         |         |         |         |         |         |         |         |         | 平日1〜2本 土休日2本 |         |         |         |         |         |         |          |      |

## 列車種別

### 現在の種別

#### 特急
1969年10月14日のダイヤ改正で新設。

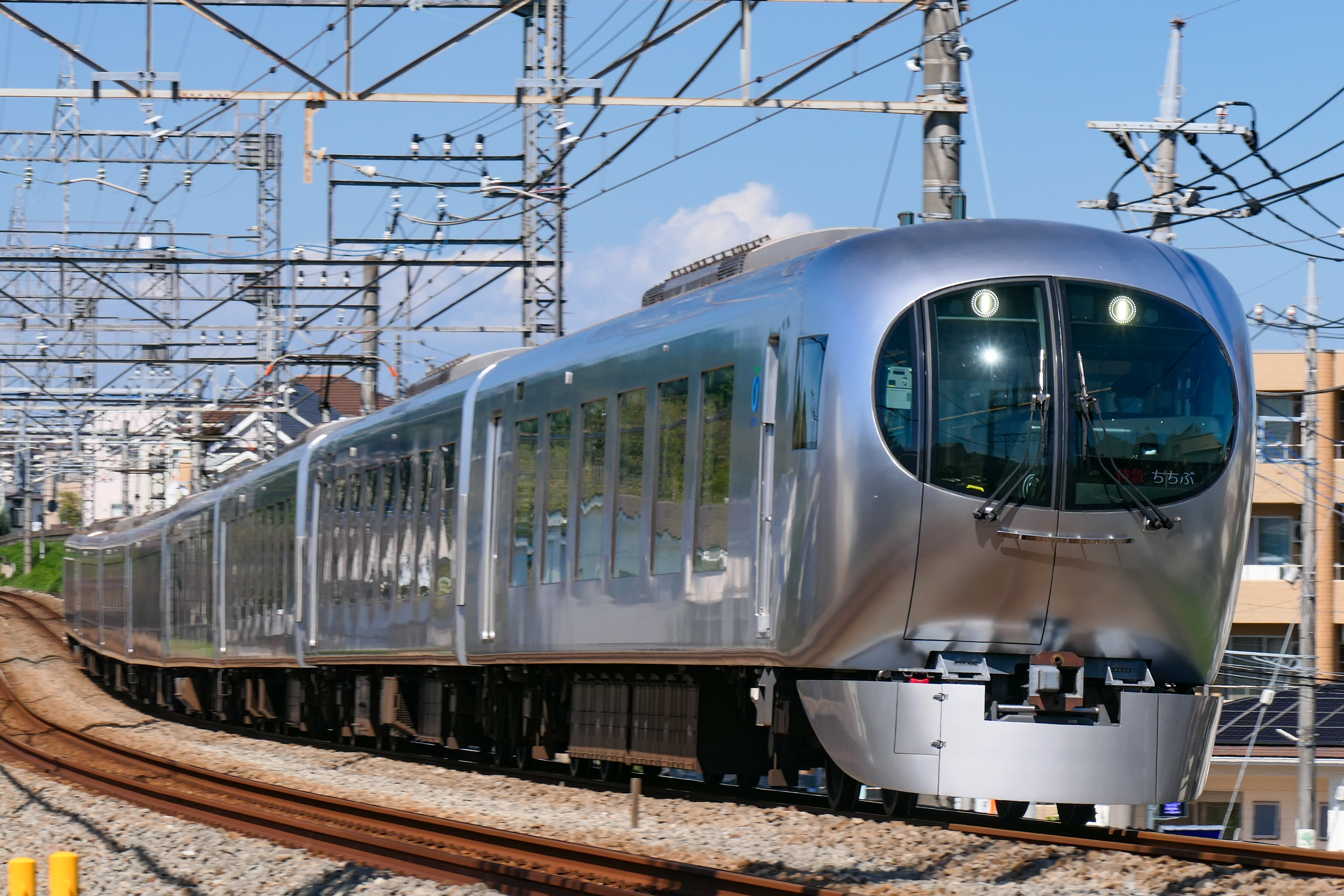
ちちぶ（Laview 001系）
（2021年10月小手指駅 - 西所沢駅間）

池袋駅 - 飯能駅・西武秩父駅間を運転する有料特急。平日の定期列車で唯一西武秩父線への直通運転を行う種別であり、池袋駅と西武秩父駅の間を最短77分で結ぶ。以下の列車が運転されており、2020年3月14日のダイヤ改正以降は全て8両編成の001系で運行されている。
- 「ちちぶ」：池袋駅 - 西武秩父駅間の運転
- 「むさし」：池袋駅 - 飯能駅間の運転
- 「ドーム」：池袋駅 - 西武球場前間駅の運転（臨時列車 埼玉西武ライオンズ主催試合開催時運転）

昼間は「ちちぶ」が毎日1時間に1本運転されているが、平日下りは16時以降、土休日の上りは14時以降・下りは15時以降より「むさし」も運転されている。池袋駅では特急専用ホーム（番線は『特』）から発車する。夏休みなどは一部列車がかつての停車駅である芦ヶ久保駅、11月3日の入間基地航空祭開催時に稲荷山公園駅、9月の巾着田の曼珠沙華シーズンに高麗駅へ臨時停車する。
なお、1976年から1993年12月5日までは西武新宿駅 - 西武秩父駅間の運転、1993年12月6日から2003年3月11日までは池袋駅 - 西武秩父駅間の運転（入間市駅は通過）の「おくちちぶ」が存在した。また、飯能駅行きの「むさし」を延長運転し西武秩父駅行きとした「むさし」が臨時ながら設定されていたこともあるが、2016年3月26日実施のダイヤ改正で金曜日のみ池袋駅発22時台の飯能駅行き「むさし」1本が西武秩父駅行きに延長されたものの、2021年3月改正でこの延長措置は取りやめられた。
路線図で示される種別カラーは赤色■で、英文種別表記は「Ltd. Exp.」（「Limited Express」の略）である。列車番号は一桁か二桁が与えられる。

#### S-TRAIN（エストレイン）
2017年3月25日のダイヤ改正で新設。

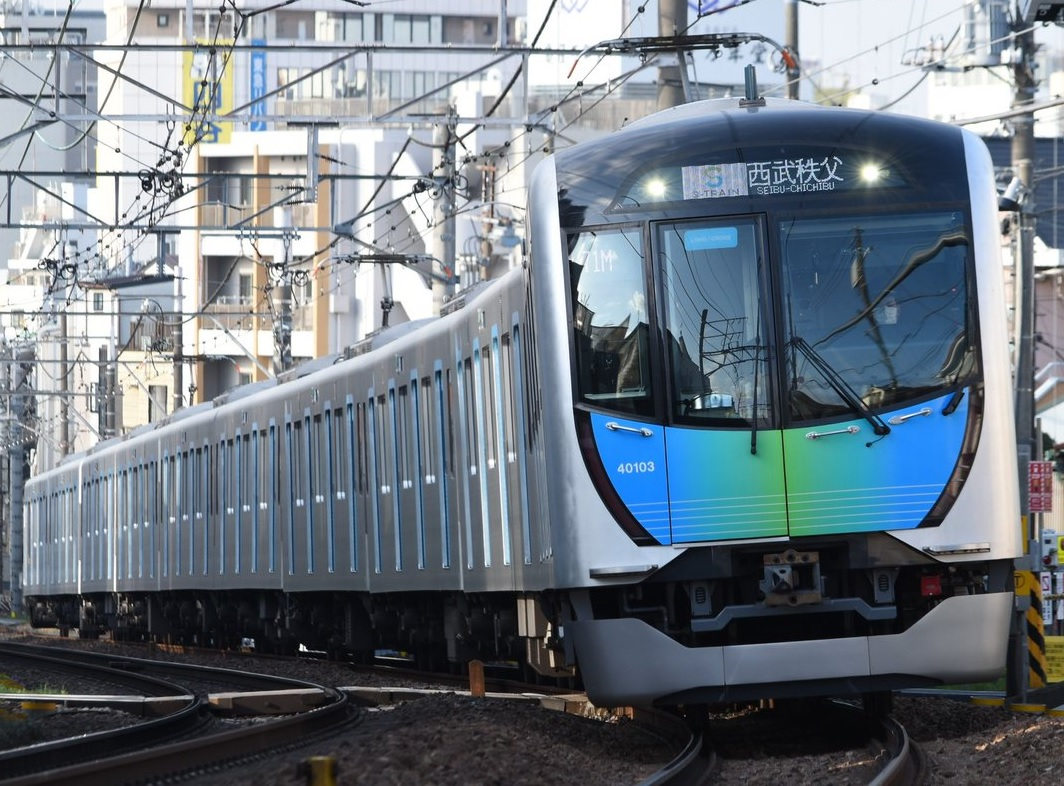
S-TRAIN

40000系を使用する西武鉄道初の有料座席指定列車で、平日は通勤輸送を目的に東京メトロ有楽町線豊洲駅 - 小手指駅間、土休日は観光輸送を目的に横浜高速鉄道みなとみらい線・東急東横線・東京メトロ副都心線を経由して元町・中華街駅 - 所沢駅・飯能駅・西武秩父駅間で運行されている。

#### 快速急行

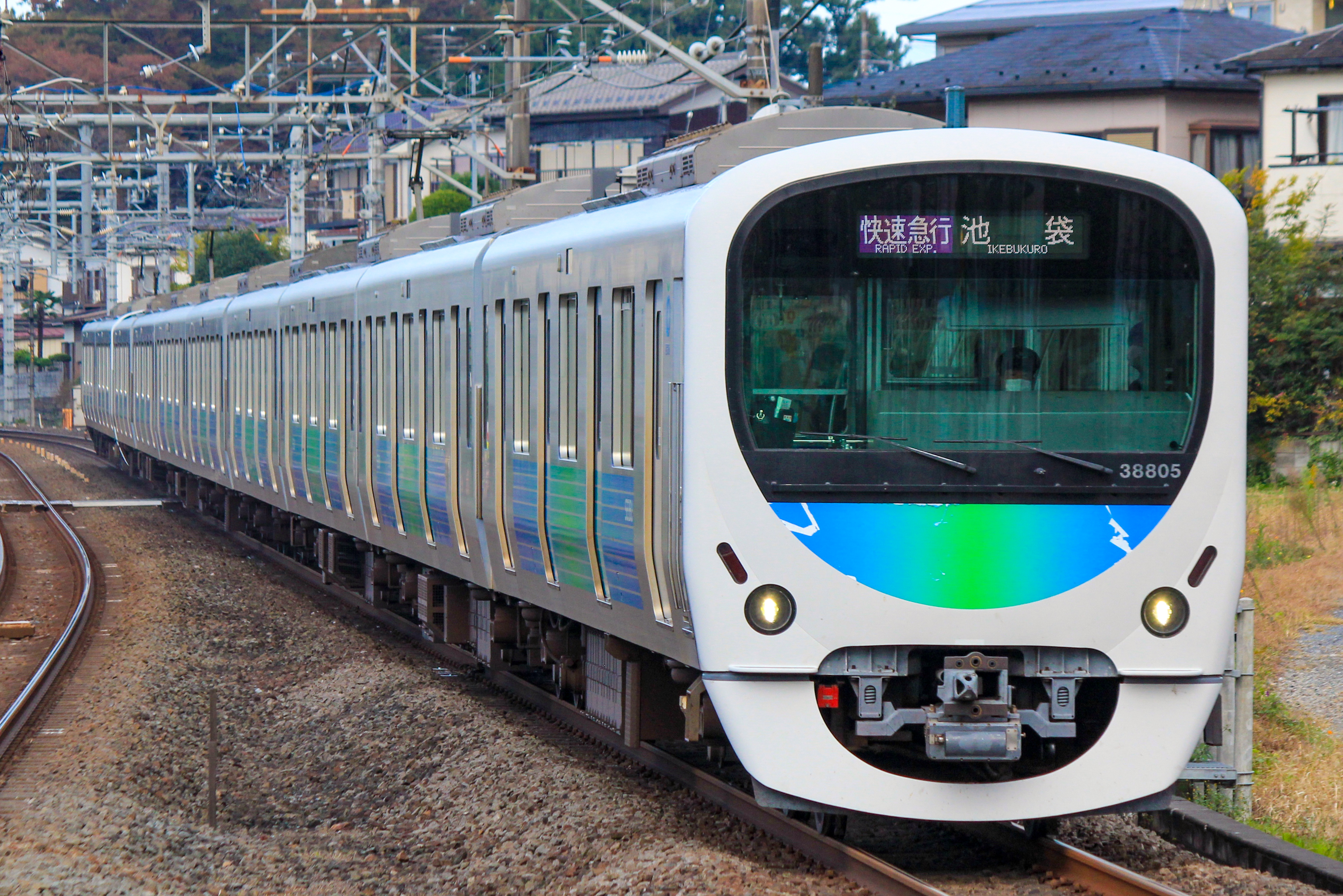
朝方に運転される飯能始発の快速急行（2021年11月 元加治駅）

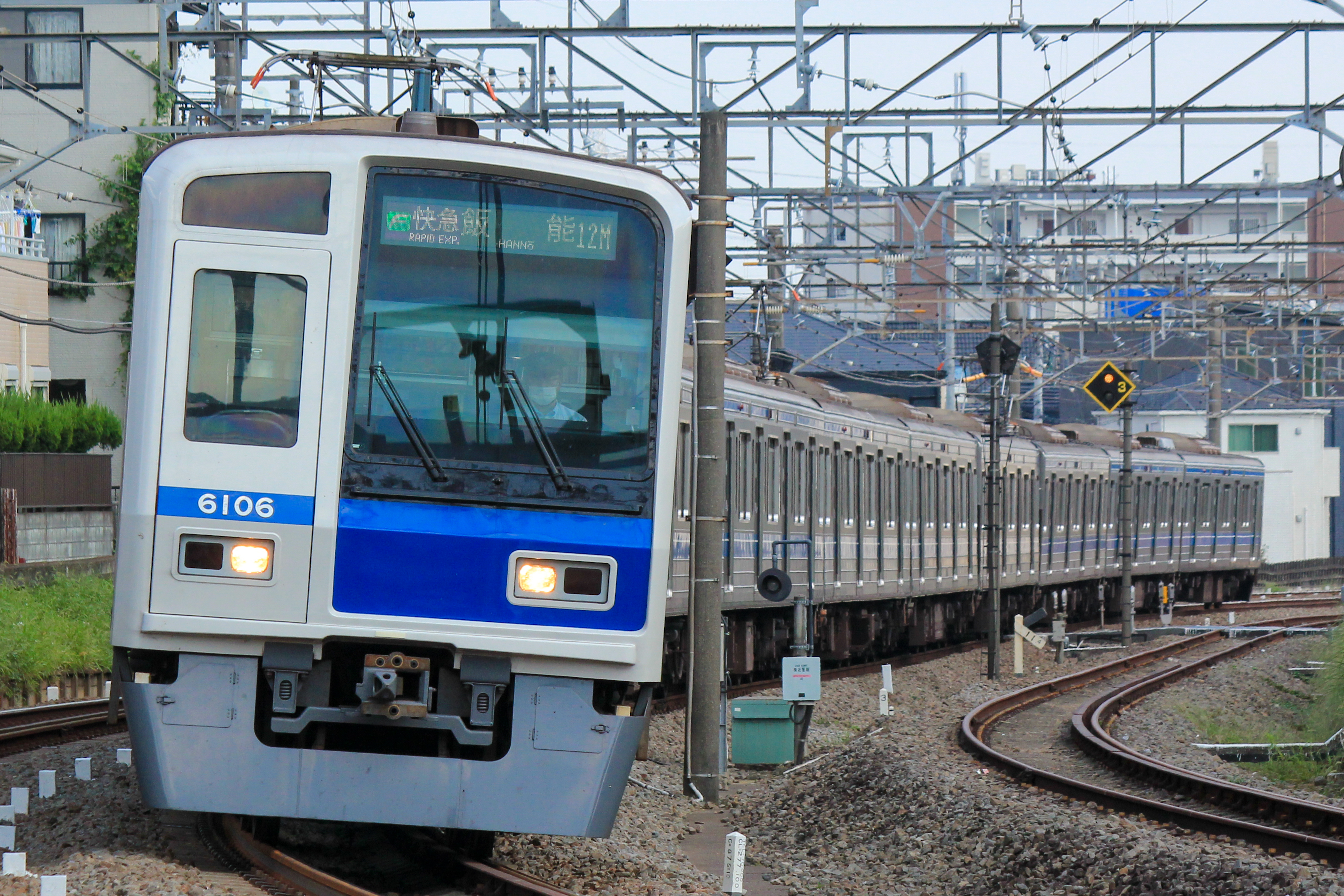
Fライナー快速急行 （2021年9月 秋津駅〜所沢駅）

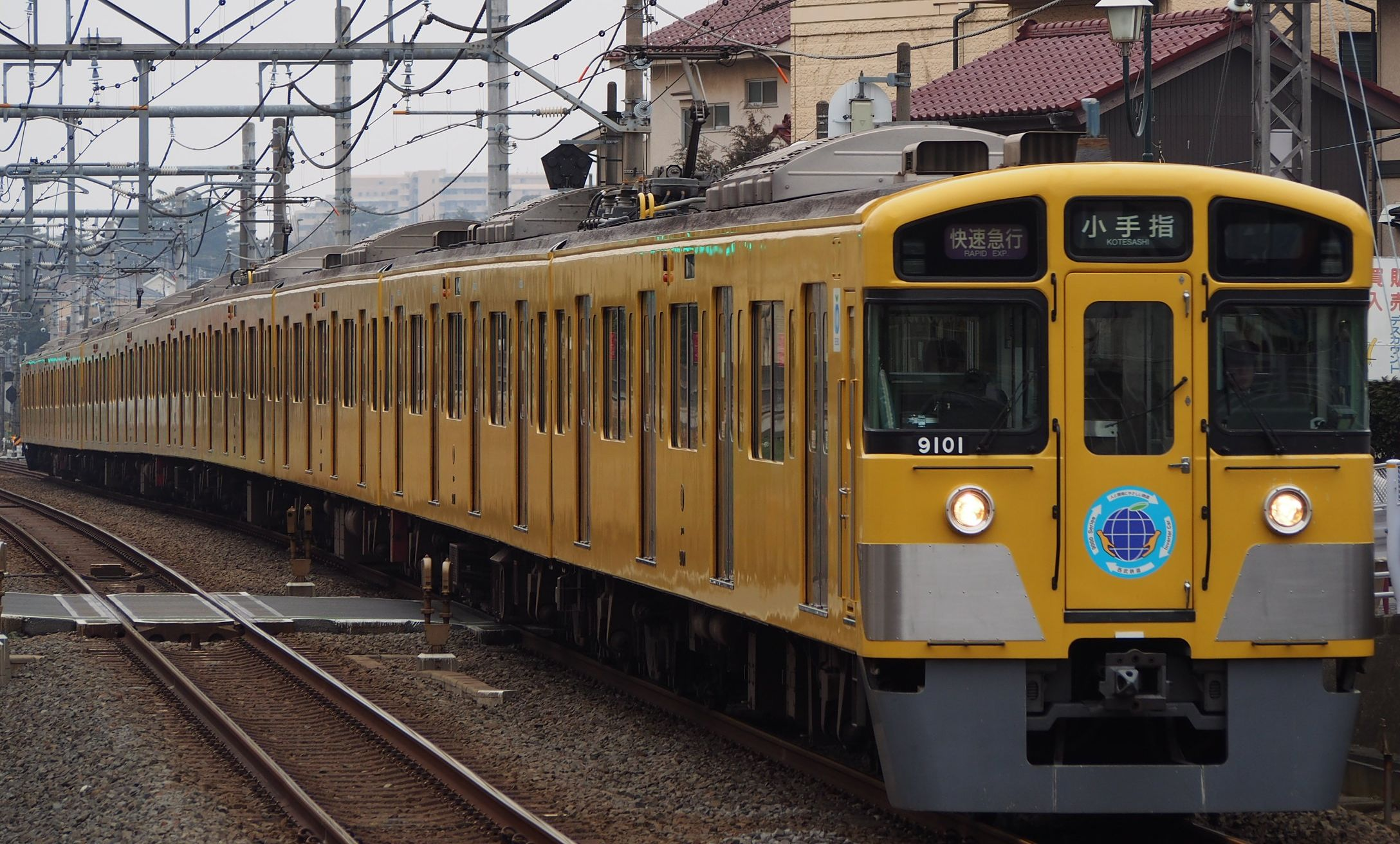
9000系によるひばりヶ丘駅始発の快速急行小手指駅行き
（2015年2月22日 秋津駅）

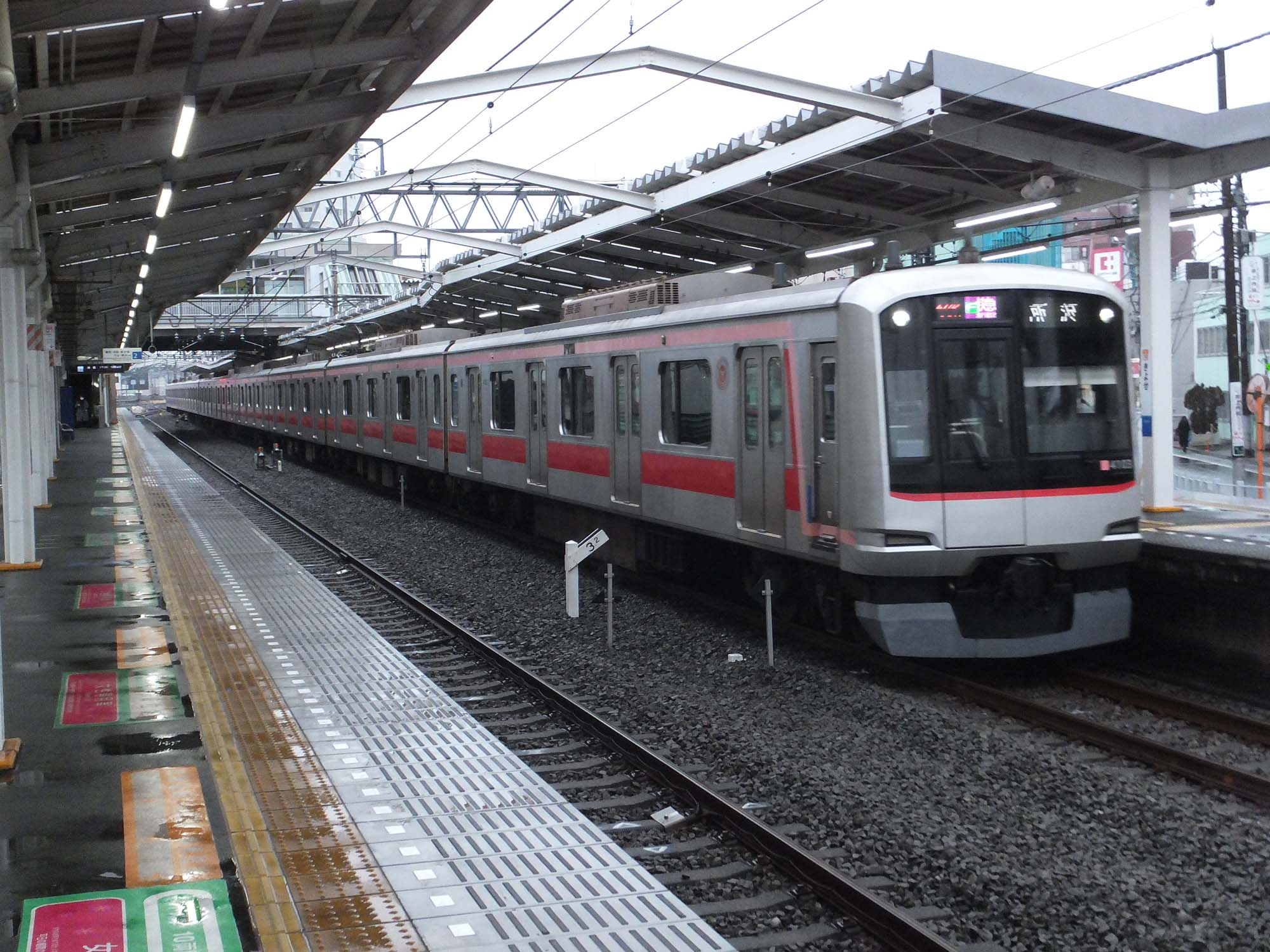
平日夕方に設定されたFライナー快速急行所沢行き（2025年3月 清瀬駅）

1980年3月17日のダイヤ改正で新設。特急料金・座席指定券不要の列車としては最速達種別となる。路線図で示される種別カラーは紫色■、英文種別表記は「RAPID EXP.」（「RAPID EXPRESS」の略）である。また、2008年6月14日のダイヤ改正に備えて新101系・新2000系・6000系・9000系・20000系・30000系の通勤車両全系式で、字幕式行先表示器の交換やLED式行先表示器のROM書き換えが実施された。旧字幕では「快速」部分が水色地に白文字、「急行」部分が赤色地に白文字となっていたが、新字幕及びフルカラーLED表示器では紫色地に白文字、3色LEDでは無点灯の地に赤文字の表記となっている。なお2016年3月26日以降、「Fライナー」として運転される列車で東急車と西武車は紫色地に緑のFと白文字で表示される。またLED表示器などで表示できるスペースが限られる場合は「快急」と略される。列車番号は1000番台が与えられる。

##### 地下鉄副都心線直通系統
ここでは平日午前中下りに設定のある有楽町線からの直通についても記述する。
日中に小手指駅（ただし、野球開催時は快速の西武球場前駅行きに変更される列車もある）から西武有楽町線経由で副都心線へ直通する。
池袋線池袋駅発着の快速急行および急行・通勤急行（後述）が練馬駅を通過するのに対し、地下鉄線直通の快速急行は急行・通勤急行より速達の種別でありながら保安装置の切り替えおよび池袋線池袋方面との接続の利便性を図るため練馬駅に停車する（所沢以東で比較すると、練馬駅に停車する分、池袋駅発着の急行と比べるとあたかも下位種別であるかのように見える逆転現象が起きている）。2020年3月14日改正前までは西武有楽町線新桜台駅に停車していたが、同改正より通過するようになった（補完として練馬駅基準で直後に有楽町線直通準急が設定されたが、2022年3月12日のダイヤ改正で新木場駅 - 石神井公園駅間の各停が減便されたため、同駅の日中の停車本数は2020年改正前よりも減少している）。
副都心線方面は平日上りと土休日下りのそれぞれ1本以外は「副都心線内急行・東横線内特急」で運転され、2016年3月26日のダイヤ改正以降このパターンの列車には「Fライナー」の愛称がつく。
有楽町線方面は地下鉄内各駅停車で平日午前中下りのみ1日2本設定されている。ダイヤ乱れによる運用変更などにより上り列車が運転される場合もある。
西武線池袋駅方面との接続は、2016年3月26日ダイヤ改正以降、上下とも練馬駅で10両編成の準急（ただし、土休日ダイヤの一部は8両編成の準急）と接続する形がとられた（運転開始当初の下りは石神井公園駅・上りは練馬駅で行われ、下りは所沢駅・飯能駅行きの準急、上りは西武球場前駅発および保谷駅発の各駅停車に接続していた）。2022年3月12日改正で、下りの一部列車で石神井公園駅での準急接続が復活した。また、小手指駅発着の列車は小手指駅で飯能駅発着の各駅停車に接続する。なお、2019年3月16日改正から2020年3月14日改正前までは、小手指駅発の上りの一部列車が飯能駅発の各駅停車との接続がなされていなかった。
なお2019年の改正以降、土曜・休日ダイヤのみ所沢駅始発の上り快速急行が2本設定されたが、このうちの1本はひばりヶ丘駅で後続の特急列車に追い抜かされる。また、所沢駅終着のFライナーも平日夕方に1本設定されたが、2025年3月15日のダイヤ改正で小手指駅まで延長されるため消滅する。
2022年3月12日のダイヤ改正で基本的に小手指駅発着に変更、飯能発着は土休日朝時間帯の一部のみに変更。またこの改正で、土休日ダイヤ朝の所沢駅始発2本は小手指駅始発に延長され、所沢行きは平日の夕方1本に減らされた。但し、平日朝方の菊名7時38分発が快速所沢行きから快速急行小手指行きに格上げされ、平日・土休日ダイヤとも午前中の各1本が8両編成での運転となった。
その後、平日の東急東横線始発の8両編成の快速急行が廃止され、2024年3月16日のダイヤ改正により唯一残っていた土休日の1本も廃止された。これにより、西武池袋線を走る快速急行はすべて10両編成での運行となった。

##### 池袋駅発着系統

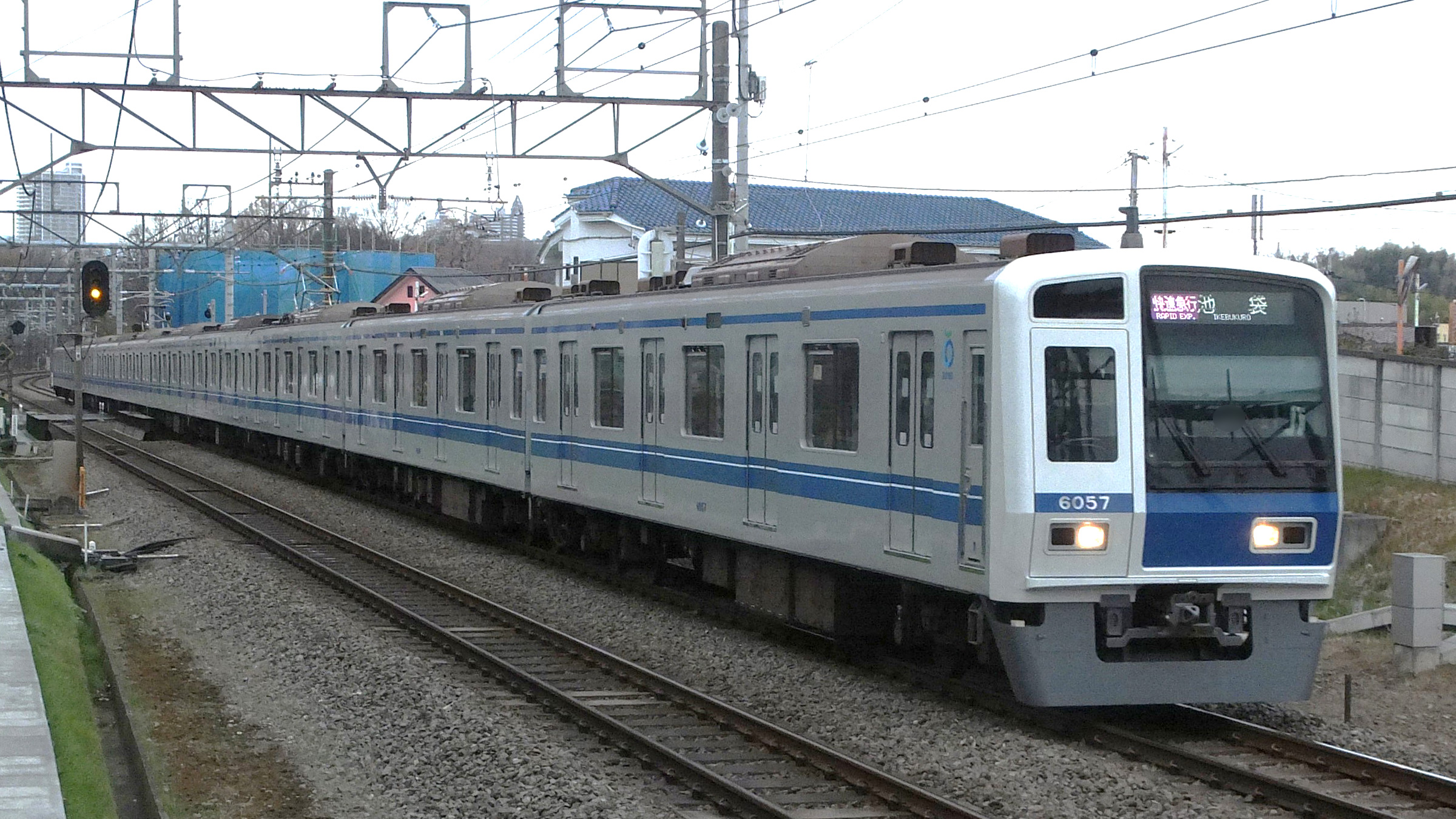
6000系50番台6157Fによる快速急行池袋行き（2022年12月21日 秋津駅）

副都心線直通系統とは異なり、練馬駅を通過する。2022年3月12日改正時点では上り飯能発池袋行きが通勤形車両10両編成で平日朝に1本設定されている。ひばりヶ丘駅で通勤準急池袋駅行きに接続し、清瀬駅で追い抜いた副都心線直通快速元町・中華街駅行きにも連絡する。石神井公園駅で有楽町線直通各駅停車新木場駅行きに接続する。また土休日の夕方には通勤形車両8両編成で上り西武秩父駅発池袋駅行きが1本設定されていた。
池袋駅発着および西武秩父線直通系統の快速急行は、長らく平日は朝ラッシュ時と昼間を中心に池袋駅 - 飯能駅間で特急の補完的な列車として、土休日は行楽列車として秩父方面の列車が数多く運行されていた。
しかし、2013年3月16日改正で副都心線直通の快速急行が設定された一方、平日日中の池袋駅発着の快速急行は全て急行へ格下げされ、土曜・休日の秩父鉄道方面の列車も朝下り2本（4000系による運用、その池袋送り込み上り列車は快速急行から回送に変更）と夕方1本（通勤形車両による運用、西武秩父発）に減便（上りの秩父鉄道からの直通列車は急行に格下げ、飯能駅で副都心線直通の快速急行に接続）され、池袋駅発着の快速急行は激減した。
2020年3月14日のダイヤ改正で、秩父鉄道線直通の快速急行が池袋駅 - 飯能駅間運行の急行に置き換わる形で廃止され、秩父鉄道直通列車は全て飯能駅 - 長瀞駅・三峰口駅間での運行となるため、池袋発の定期快速急行列車及び池袋駅 - 飯能駅間における4000系の定期旅客運用は改正前最後の休日となる同年3月8日をもって終了した。
2022年3月12日のダイヤ改正で、土休日の夕方に1本だけ残っていた通勤形車両8両編成で運転される上り西武秩父駅発池袋駅行きが、西武秩父駅 → 飯能駅間運転の各駅停車と飯能駅 → 池袋駅間運転の急行に置き換わる形で廃止された。

#### 急行

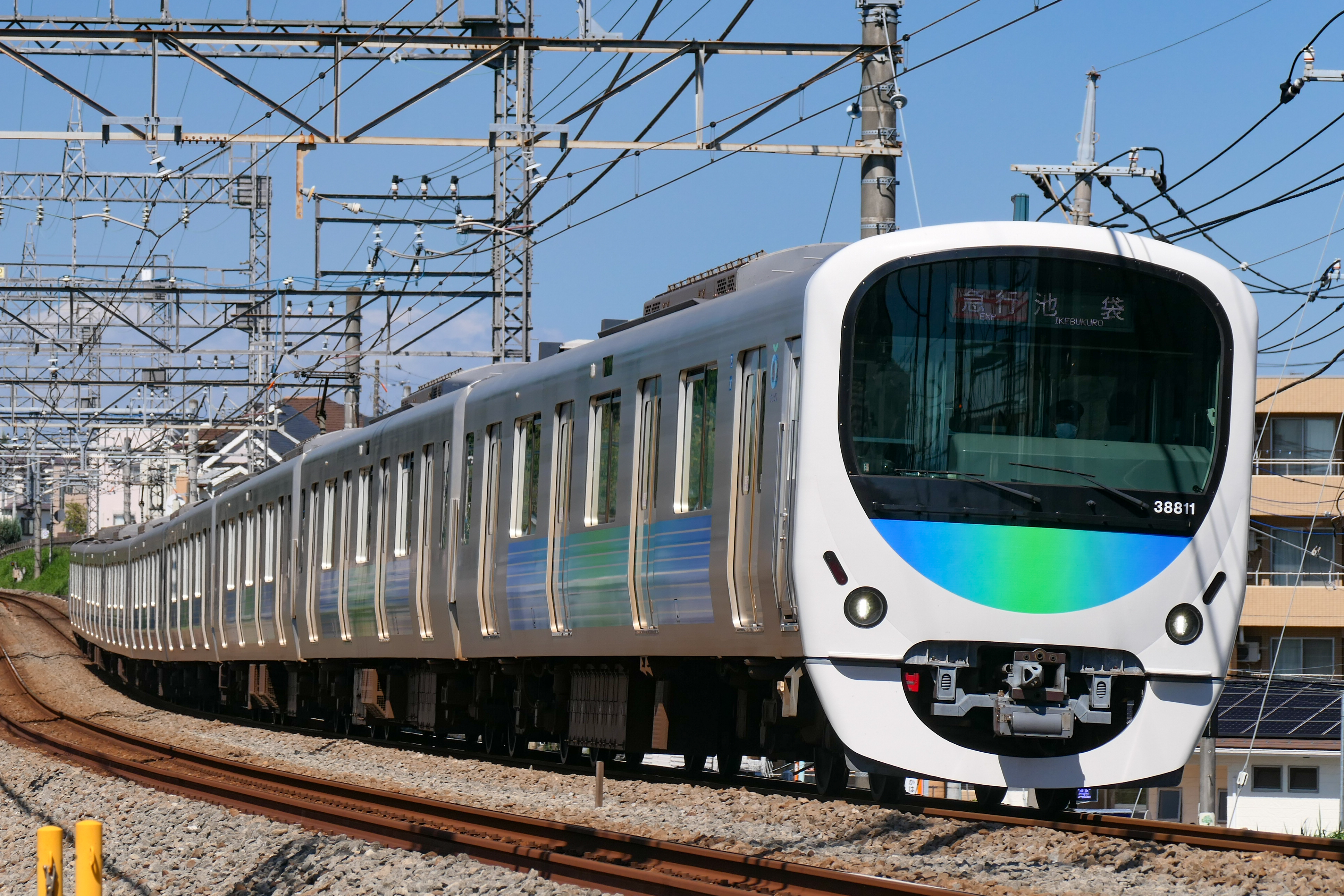
日中は池袋駅 - 飯能駅間で毎時2 - 3本運行（約10分 - 30分間隔）される。
（2021年10月 小手指駅 - 西所沢駅間）

池袋線の中心的種別で、池袋駅 - 飯能駅間で終日運行されるほか、土曜・休日ダイヤに池袋23時05発急行小手指行きと小手指11時42分発急行池袋行きも各1本ずつある。また野球開催時は、西武球場前駅発池袋駅行きの列車も設定される。大半の列車において、石神井公園駅やひばりヶ丘駅での各停・準急・通勤準急と、西所沢駅で狭山線各停と、飯能駅で西武秩父線直通各停との接続が考慮されている。石神井公園駅での接続は、有楽町線・副都心線方面発着の各停もしくは池袋駅発各停所沢駅行き・西武球場前駅行きが対象となることが多い。
平日朝の下り2本は所沢駅で、平日日中の下りは入間市駅で、全日夜の下りと土休日飯能17時発の上り1本は入間市駅でそれぞれ特急の待ち合わせ、朝の上り2本は小手指駅および石神井公園駅で特急の通過待ちを行う。基本的には10両編成だが、土休日ダイヤなど、終着駅での折り返し前または後が各駅停車になる場合は、8両編成での運転となる。
なお、定期列車としては西武有楽町線を経由して副都心線・東急東横線方面に直通する列車は存在しないが、臨時列車として設定されることがある（定期列車として設定されている快速急行を種別変更している）。この場合、通常の急行は通過する練馬駅は停車することになる。
2020年3月14日のダイヤ改正で、秩父鉄道線直通の快速急行・急行は池袋駅 - 飯能駅間運行の急行と飯能駅 - 長瀞駅・三峰口駅間運行の秩父鉄道線直通の各駅停車に置き換わる形で廃止され、秩父鉄道直通列車は全て飯能駅 - 長瀞駅・三峰口駅間での運行となるため、同時に池袋駅発の急行列車の飯能駅以西への運行及び池袋駅 - 飯能駅間での急行列車の4000系による定期運用は終了した。
1990年に飯能駅で系統が分割されるまでは西武秩父駅まで運転する列車が多数あったが、系統分割後は大幅に減らされた。
駅構内の路線図で示される種別カラーは橙色■で、英文種別表記は「EXP.」（「EXPRESS」の略）である。旧字幕ならびにフルカラーLEDでは赤色地に白文字で、新字幕では橙色地に白文字で、3色LEDでは無点灯の地に赤文字で表記される。列車番号は2000番台が与えられる。

#### 通勤急行

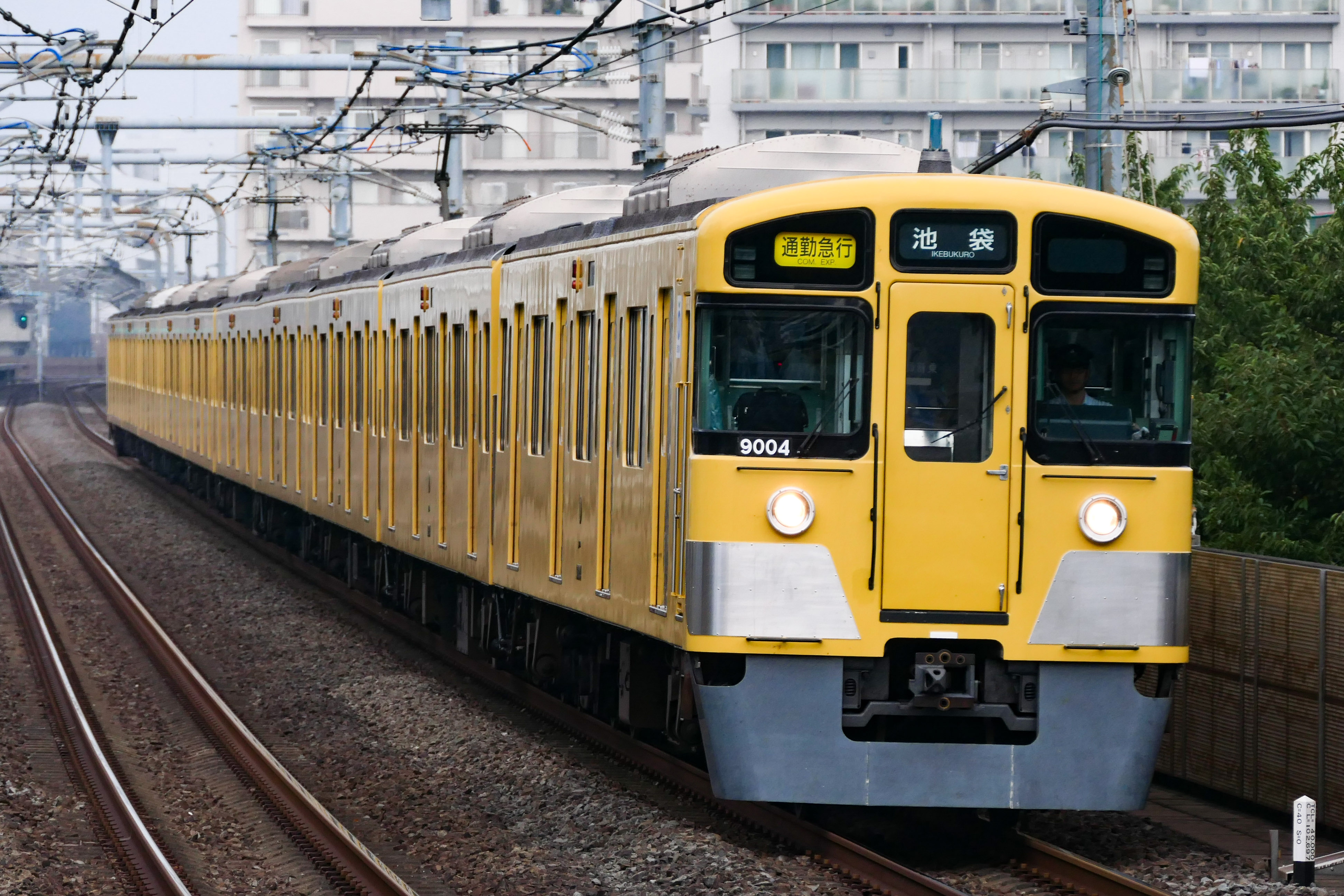
朝ラッシュ時の上り6本のみ運転される通勤急行
（2019年8月 富士見台駅 - 中村橋駅間）

1980年3月17日のダイヤ改正で新設。略称は「通急」。平日朝上りのみ、10両編成を用いてすべて飯能駅発池袋駅行きで6本運転される。快速と共に千鳥式運転を行い、飯能駅 → 所沢駅間は各駅に停車し、所沢駅を出ると東久留米駅・保谷駅・大泉学園駅・石神井公園駅の順に停車するが、快速や急行停車駅のひばりヶ丘駅は通過する。飯能発7時台の1本は石神井公園駅で特急の通過待ちを行う。全ての列車が保谷駅で、ひばりヶ丘駅で追い抜いた有楽町線直通新木場駅行き（各停または準急）に連絡するほか、3本が石神井公園駅で始発の各停池袋駅行きに接続する。
ダイヤそのものは1970年代から既に存在していたが、当時の池袋線関係の列車種別は平日の定期ダイヤの場合だと「特急・急行・準急・各駅停車」のみだったため、現在の「通勤急行」という種別が設定される前は「ひばりヶ丘駅には停車しない急行」や「朝だけ東久留米駅・保谷駅・大泉学園駅に停まる急行」といった表現で利用者は解釈していた（当初は石神井公園駅も通過）。
路線図で示される種別カラーは黄色■で、英文種別表記は「COM.EXP.」（「COMMUTER EXPRESS」の略）である。表示色は、旧字幕では「通勤」が白色地に赤文字、「急行」が赤色地に白文字となっており、新字幕では黄色地に黒文字で、3色LEDでは無点灯の地に赤文字、フルカラーLEDではオレンジ色地に黒文字で表記される。表示できるスペースに限りがあるときは、「通急」と略される。列車番号は2500番台が与えられる。

#### 快速

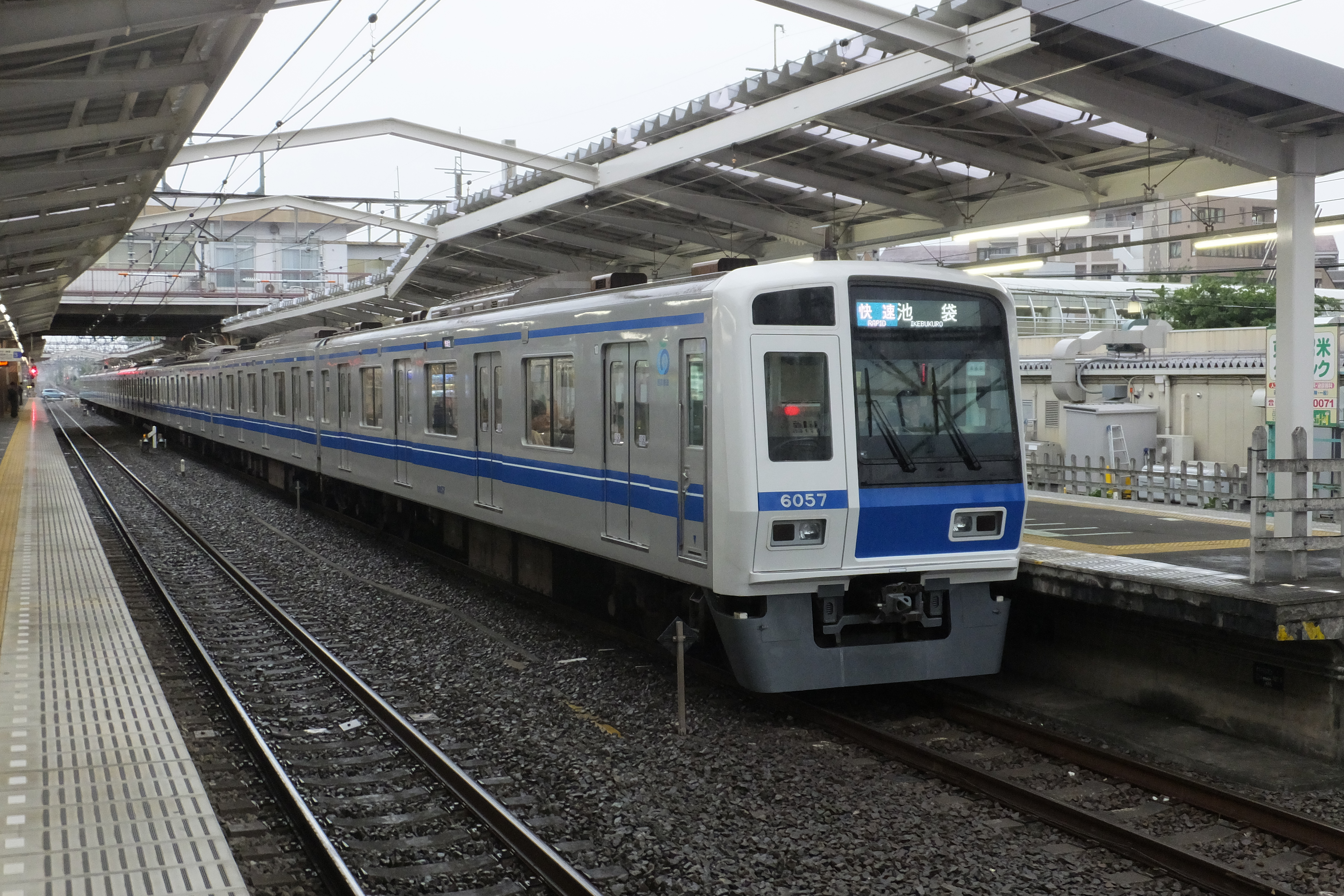
6000系50番台6157Fによる快速池袋行き（2018年5月8日 清瀬駅2番線で特急の通過待ち）

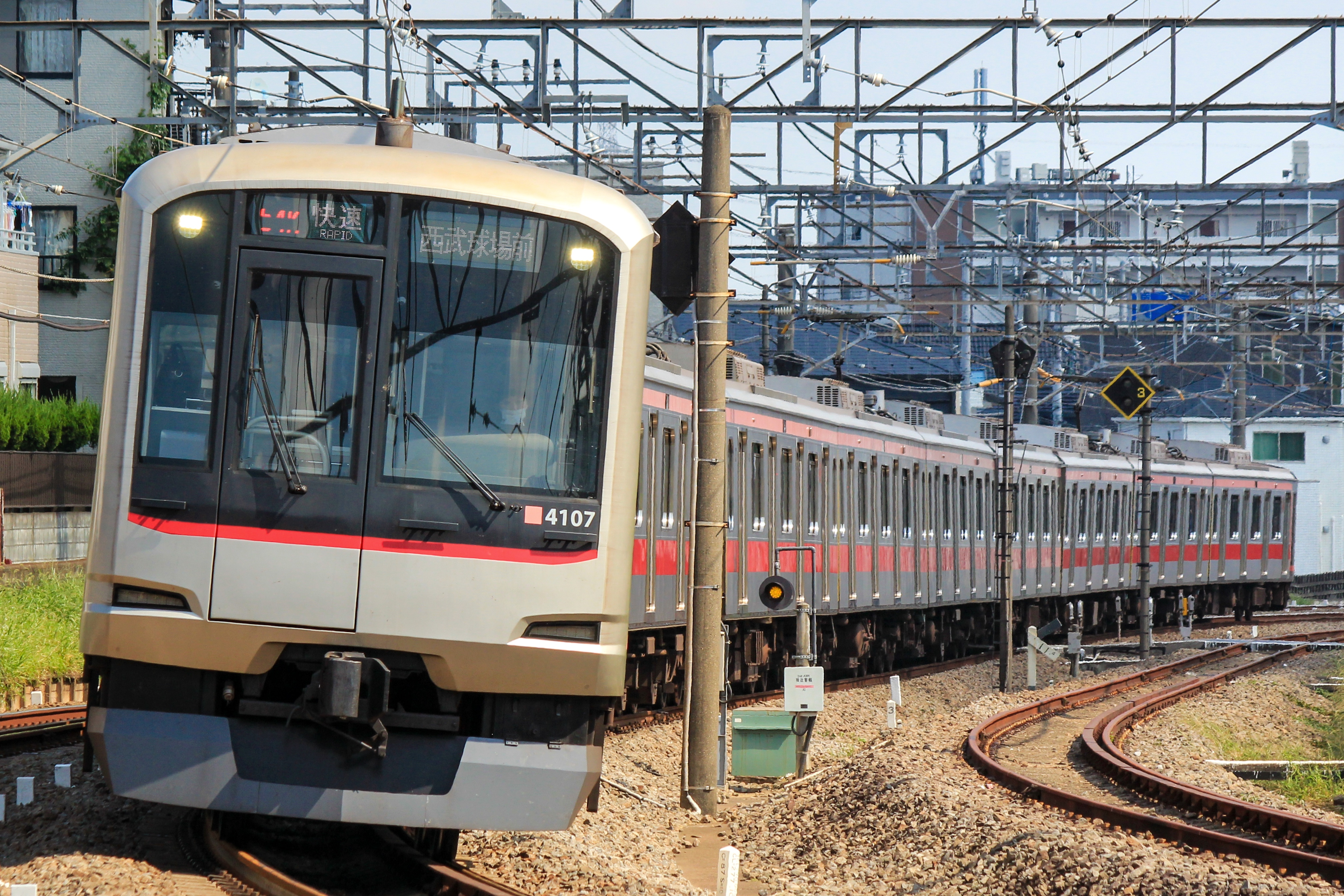
東急5050系4000番台による快速西武球場前駅行き
（2021年）

1980年3月17日のダイヤ改正で新設。朝・夕方に池袋駅発着および西武有楽町線経由で有楽町線・副都心線（東横線・みなとみらい線）直通で設定されている系統。加えて、土休日日中には下りのみ1時間に1本設定される。副都心線直通としては通勤種別としてFライナー快速急行に代わって運転される。副都心線内は主に急行、東横線・みなとみらい線内は主に通勤特急（日吉駅・馬車道駅・日本大通り駅停車）として運転されている。10両編成が大半であるが、池袋駅発着の各停となる運用を持つ場合や、東横線・みなとみらい線内を各停として運転する場合などは8両編成で運転される。
上下線ともに、有料列車を除いて池袋駅・小竹向原駅 - 所沢駅間で先着することが多いが、上りで清瀬駅あるいはひばりヶ丘駅で特急待避を行う場合も多いほか、平日朝に清瀬駅で快速急行の通過待ち及び小手指駅始発の準急と接続を行う列車もある。また、下りは所沢駅で特急待避を行う列車も多い。地下鉄直通は、朝上りは練馬駅で豊島園駅発池袋駅行き各停に接続し、夕下りは同駅で池袋駅発準急の接続を受ける。時間帯によっては、快速は池袋駅発、準急は地下鉄線方面発と逆になる。
池袋駅発着は設定時から長年、平日夕方時の下りに池袋駅 - 小手指駅間で運転されていた。2010年3月ダイヤ改正で土休日の夕方以降の下りは23時台の3本を除いて急行または準急に編入される形で廃止された（ただし、2013年3月改正で復活）うえ、土休日は池袋駅 - 西武球場前駅間運転の列車も設定された（池袋駅 - 所沢駅間は通年運転、所沢駅 - 西武球場前駅間は冬季以外に運転だが、2010年3月改正から後者も通年運転）。2012年6月30日のダイヤ改正では夕方下りの通勤準急を格上げする形で1時間2本から4本へ増発されたが、上りは夜間の所沢駅発21時以降の列車が準急に格下げされている。2022年3月12日のダイヤ改正で土休日日中に下りのみ池袋駅発飯能駅行きが新設された一方、池袋駅18時台以降の列車の大半が準急に格下げされた。
一方、地下鉄線直通は2001年12月のダイヤ改正から停車駅に練馬駅が加えられたことで飯能駅発着の有楽町線直通列車の中心的種別として終日運転となった。その後、2008年6月14日の副都心線開業と同時に多くが副都心線渋谷駅発着へシフトしたが、2013年3月16日改正で日中の副都心線直通の快速が快速急行へ格上げされたため（ただし、野球デーゲーム開催時は一部の小手指駅発着の快速急行が西武球場前駅発着の快速で運転される）、池袋駅発着を含め再びラッシュ時中心の種別に戻っている。なお、東急東横線・みなとみらい線の相互直通運転開始発表当初のプレスリリースには、西武線内快速 - 副都心線内急行 - 東横線・みなとみらい線内特急という形態となっていた。また、土休日夕方時の運転が3年ぶりに復活し、池袋方面からは小手指駅行き、地下鉄からは（元町・中華街駅発または新木場駅発）飯能駅行きが各2本ずつ運転されていた。同時に後者では練馬駅で準急の接続が復活している。さらに2017年3月25日ダイヤ改正では、土休日ダイヤで池袋駅発17時台の準急所沢駅行きを快速飯能駅行きに変更させたほか、一部の上り列車で特急の時刻変更及び「S-TRAIN」運転開始に伴い、Fライナー快速急行を快速に格下げする形で増加している。それ以降のダイヤ改正においても当種別の増減を繰り返している。2020年3月改正と2022年3月改正の2回、18 - 20時台の各1本ずつを池袋発準急所沢駅行きおよび小手指駅行きと副都心線からの快速飯能駅行きのダイヤを交換する形で池袋発の快速飯能駅行きが復活している。
路線図で示される種別カラーは濃い水色■で、英文種別表記は「RAPID」である。表示色は旧字幕でも新字幕でも水色地に白文字だが、両者では若干濃さに違いがみられる。また、フルカラーLED表示器でも水色地に白文字、3色LED表示機では無点灯地に緑文字で表記される。列車番号は3000番台が与えられる。

#### 通勤準急
1980年3月17日のダイヤ改正で新設。

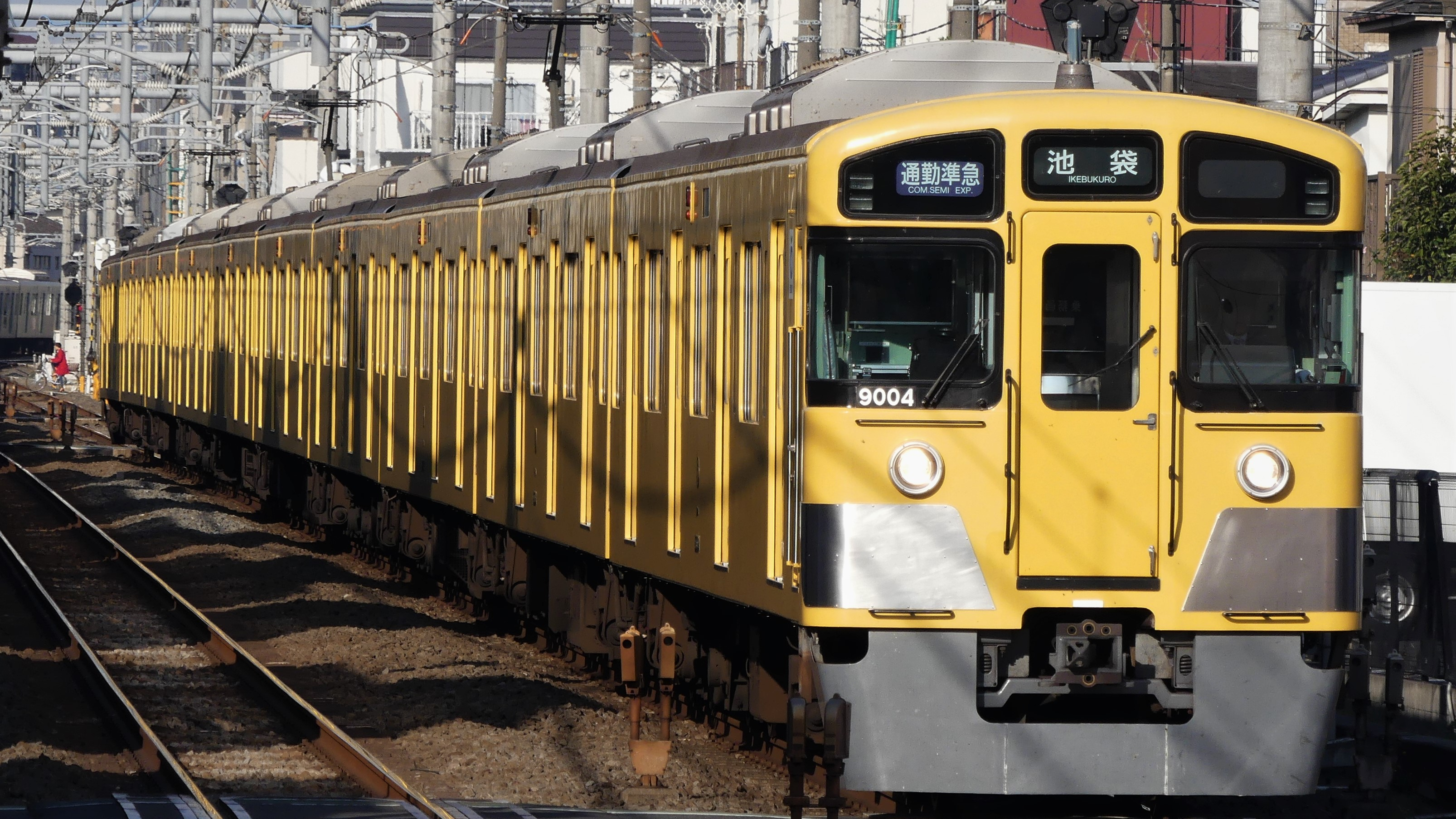
9000系による通勤準急

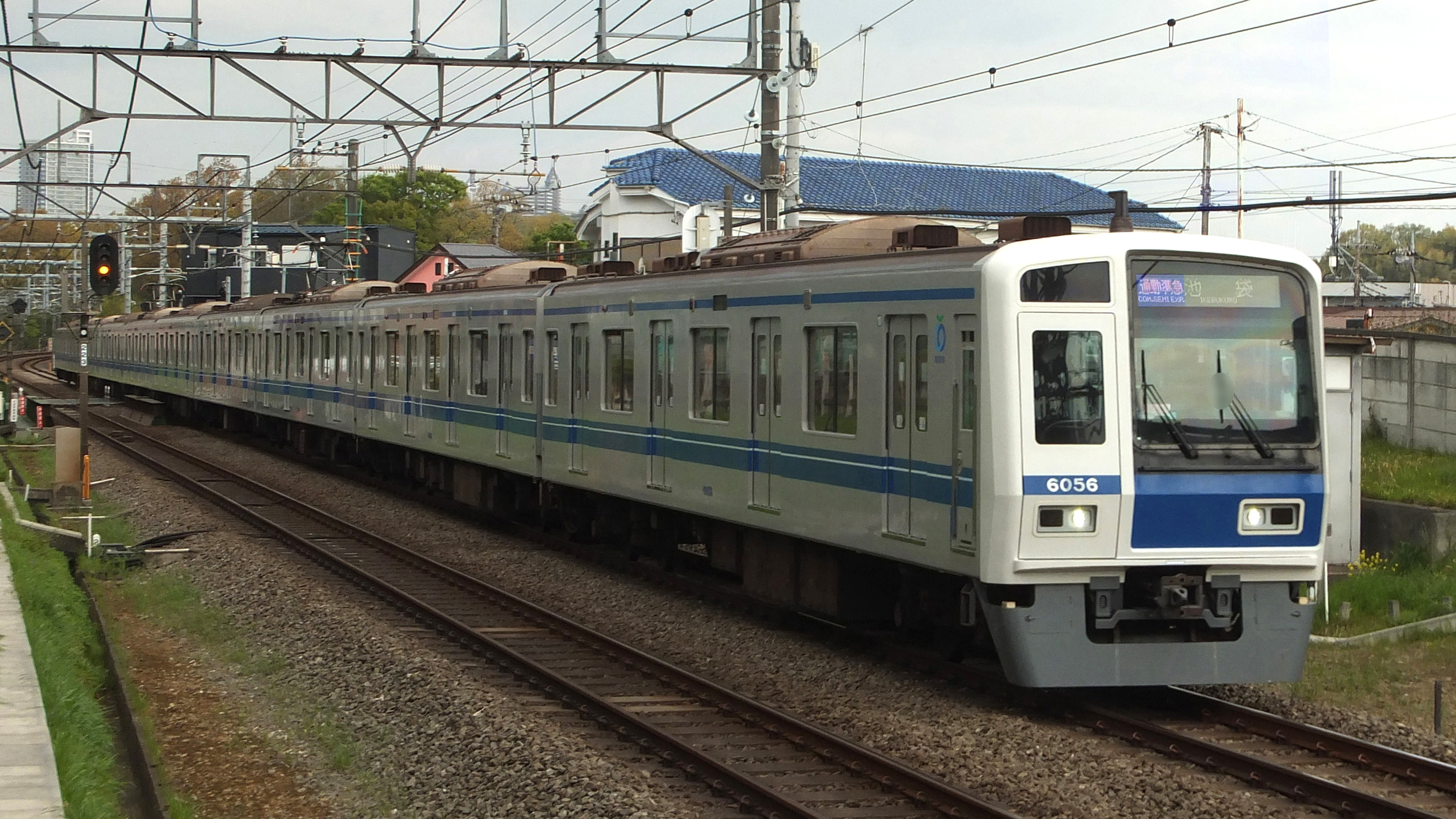
6000系50番台による通勤準急

略称は「通準」。平日朝上りのみ、10両編成（ごくまれに8両）を用いて、1本のみ小手指駅発で運転される。急行および快速急行と千鳥停車となっており、小手指駅 - 大泉学園駅間の各駅と練馬駅に停車し、快速および急行・快速急行停車駅の石神井公園駅は通過となる。副都心線の開業で一部の快速が副都心線直通へ移行したため、その接続確保のために練馬駅の停車を開始したという経緯を持つ。なお、現行のダイヤでは、通勤準急池袋駅行きは有楽町線直通各停と接続し、副都心線直通快速は前述の通り豊島線からの各停池袋駅行きと接続する形に変更されている。ひばりヶ丘駅で快速急行や急行と待ち合わせをする（長年、池袋駅発の下りでは当列車が発車する2分後に急行が発車していた）。
この種別の運転される時間帯は、池袋駅行きの準急は運転されない。有楽町線直通列車のみ準急として運転される。
1980年の設定当初の運転区間は池袋駅 - 清瀬駅間で、1990年以降所沢駅・小手指駅へと延長された。かつては飯能駅発の朝の上り1本のみ、また野球開催日には所沢駅行きを延長する形で西武球場前駅行きが、さらに平日の朝1本は西武秩父駅行きが運転されていた。下りは運行開始当初は17 - 19時台に1時間4本運転され、2005年3月17日のダイヤ改正では平日朝の時間帯に、2008年6月14日のダイヤ改正では21時台までそれぞれ運転時間帯が拡大されたが、2012年6月30日のダイヤ改正で下りの通勤準急は全て廃止となり、準急や快速に置き換えられた。2022年3月12日改正前までは小手指駅発池袋駅行きが6本設定されていたが、同改正で1本が減便、1本が小手指駅始発から所沢駅始発に変更され、1日5本の運転に変更された。その後2023年3月18日に行われたダイヤ改正でさらに1本が減便され、1日4本の運転に変更された。さらに2025年3月15日のダイヤ改正で1日1本のみの運転に変更された。
路線図で示される種別カラーは青色■で、英文種別表記は「COM.SEMI EXP.」（「COMMUTER SEMI EXPRESS」の略）である。表示色は、旧字幕では「通勤」が白色地に緑文字、「準急」が緑色地に白文字となっており、新字幕及びフルカラーLED搭載車では青色地に白文字、3色LED表示機では無点灯地もしくは黒地に緑文字で表記される。表示できるスペースに限りがあるときは、「通準」と略される。列車番号は4600番台が与えられる。

#### 準急

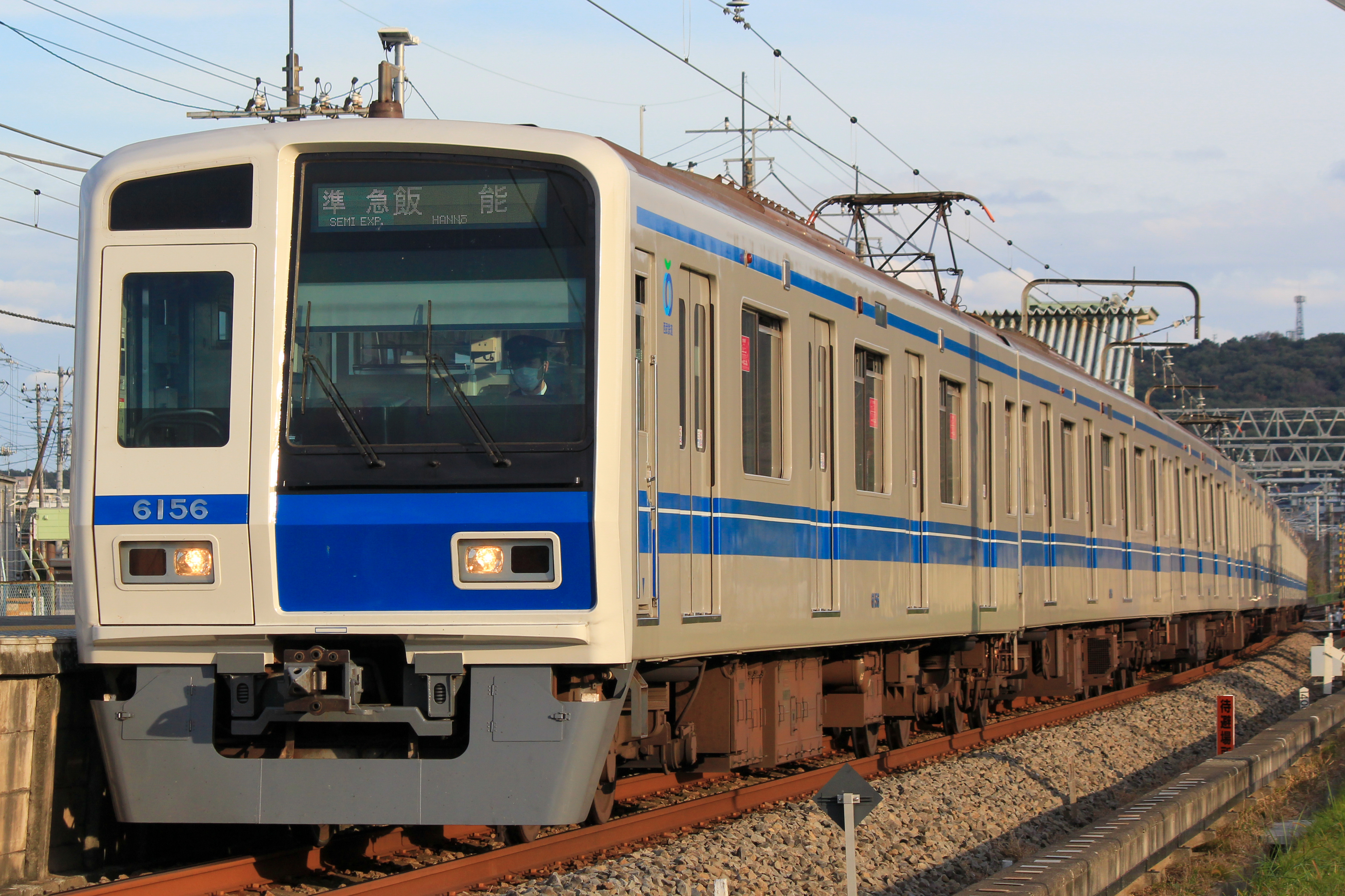
6000系50番台による準急飯能行き（元加治駅）

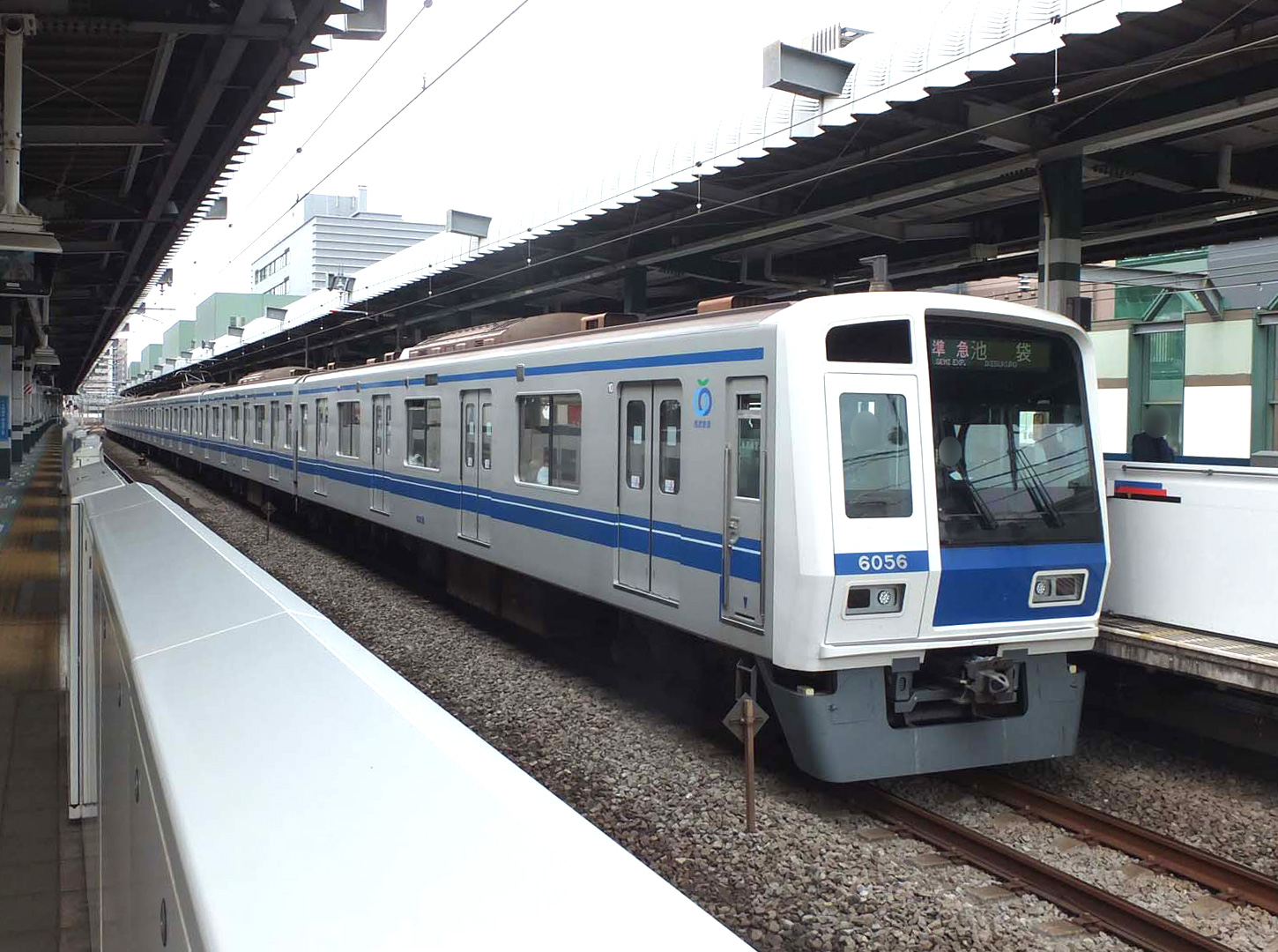
6000系50番台6156編成による準急池袋行き（練馬駅）

終日池袋駅 - 所沢駅・飯能駅間で運転されるほか、日中は副都心線方面元町・中華街駅発石神井公園駅行き、朝や夕方には池袋駅 - 西武球場前駅・小手指駅間、有楽町線直通列車、大泉学園駅以西へ向かう副都心線直通列車も運転される。料金不要の優等列車としては最も多く設定されており、池袋駅 - 石神井公園駅間では快速急行や急行などを、石神井公園駅以西では各停を補完する。地下鉄線直通列車は全列車が小竹向原駅で種別を変更し、有楽町線内では各停として、副都心線内では急行または各停として運行される。
平日朝には、小手指駅発有楽町線直通新木場駅行きが設定され、ひばりヶ丘駅で通勤急行池袋駅行きの通過待ちを行う。土休日朝夕を中心に、平日にも大泉学園駅以西 - 副都心線直通元町・中華街駅発着列車が運転される。下り（副都心線北行）は副都心線急行あるいは通勤急行、東横線・みなとみらい線急行以上の列車が多いが、上り（副都心線南行）の夕方以降は副都心線各駅停車の列車が多い。その多くは東横線・みなとみらい線内も各駅停車（8両編成）である。この時間帯は、池袋線内各駅停車の一部が副都心線・東横線・みなとみらい線内で速達運転する。所沢駅・小手指駅発着は野球開催時には西武球場前駅発着として延長運転または立て替えされる。
平日朝の小手指駅行き1本が西武秩父駅行きとして延長運転する日があり、その場合は小手指駅で前2両を切り離す形となっていたが、2016年3月26日改正で池袋駅発8時台の各駅停車小手指駅行きが延長運転対象となったため消滅した。1990年までは定期列車として西武秩父駅発着が設定されていた。
早朝・深夜以外のほとんどの列車が練馬駅以西の待避駅で、特急・S-TRAIN・（Fライナー）快速急行・急行に抜かれる（昼間の下り準急は、日中1時間に1本がFライナー快速急行・急行・特急に抜かれる）ため、速達列車としての役割は低い。快速急行の節で記述したとおり日中は上りは練馬駅で、下りは練馬駅または石神井公園駅で（Fライナー）快速急行と相互に接続する。なお、2022年3月12日改正で、東長崎駅で各停を追い越すダイヤが日中に復活した。
地下鉄線直通を含め10両編成の運転が基本であるが、急行・快速急行・快速と同様、車両運用の都合で折り返し前後が各駅停車になる場合や副都心線・東横線・みなとみらい線内を各停で運転される場合は、8両編成で運転される（特に土休日夕方に設定されている西武球場前駅発着の列車に多い）。
なお、人身事故・各種トラブルなどでダイヤが乱れている場合、本来は通過する練馬高野台駅 - 中村橋駅間に停車する準急（=かつての区間準急）を運行する場合もある。
少数ながら保谷駅終着や清瀬駅発着も存在する。2022年3月12日改正時点では、保谷駅終着は有楽町線新木場駅発、副都心線方面元町・中華街駅発が設定されている。清瀬駅始発は土休日夜間の池袋駅行きが1本、清瀬駅終着は平日朝の副都心線方面元町・中華街駅発が設定されている。時期は詳細不明だが、以前にも清瀬駅発・保谷駅発池袋駅行きが設定されていた。2019年3月16日ダイヤ改正で、新木場駅発保谷駅行きが平日ダイヤの午前中のみ下り1本新設され、清瀬駅発準急池袋駅行きが土休日ダイヤの20時台1本復活した。また、2020年3月14日のダイヤ改正では、日中時間帯の新木場駅発保谷駅行きが各停から準急に格上げされ、多数増便されるとともに、平日深夜上りのみ保谷駅発池袋駅行きが復活した。2022年3月12日改正で新木場駅発保谷駅行きが一部を除き各停へ再度変更された一方で、平日朝2本のみ元町・中華街駅発清瀬駅行きも設定された。
2022年改正で土休日ダイヤの朝に、2025年改正まで土休日夕方の一部に設定されていた西武球場前発着が所沢駅・小手指駅発着に変更されている。
平日下り夕方については、19 - 21時台の各1本ずつ計3本の副都心線方面元町・中華街発からの飯能行き快速と練馬駅から池袋発所沢行きおよび小手指行き準急のダイヤを交換する形で元町・中華街発所沢ゆきおよび小手指行きの準急が2025年3月改正まで運行されたが、同改正後は左記の3本と22時台の元町・中華街発小手指行き準急1本の計4本が各駅停車に格下げられた。逆に平日17時台の石神井公園行きや土休日20時台の元町・中華街発飯能行きは各駅停車から準急へ格上げされ、練馬駅で石神井公園行きの各駅停車に接続している。また、平日に小手指駅 - 池袋駅間を準急で朝に2往復、夕方に1往復運行したのち小手指駅で折り返して東京メトロ有楽町線や副都心線方面へ運行する自社車両の運用が登場している。そのため3本とも小手指発池袋行きから運用番号を表示する。
1993年12月6日のダイヤ改正以前は練馬駅を通過しており、朝の上りと一時期存在した下り豊島園駅行きのみが練馬駅に停車していた。地下鉄線直通列車は、2008年6月から11月までの短い期間に有楽町線内準急（千川駅・要町駅は通過）の列車も設定されていた。
豊島園駅行きの準急は、1980年から平日の朝のラッシュ時の下りのみに設定され、池袋駅 - 練馬間のみを通過運転していた。1988年で廃止された。
路線図で示される種別カラーは緑色■、英文種別表記は「SEMI EXP.」（「SEMI EXPRESS」の略）である。表示色は旧字幕でも新字幕でも緑地に白文字だが、両者では若干色合いに違いがみられる（新字幕の方が少し青緑に近い）。また、フルカラーLED表示器でも緑地に白文字、3色LED表示機では無点灯地に緑文字でと表記される。列車番号は4000番台が与えられる。

#### 各駅停車

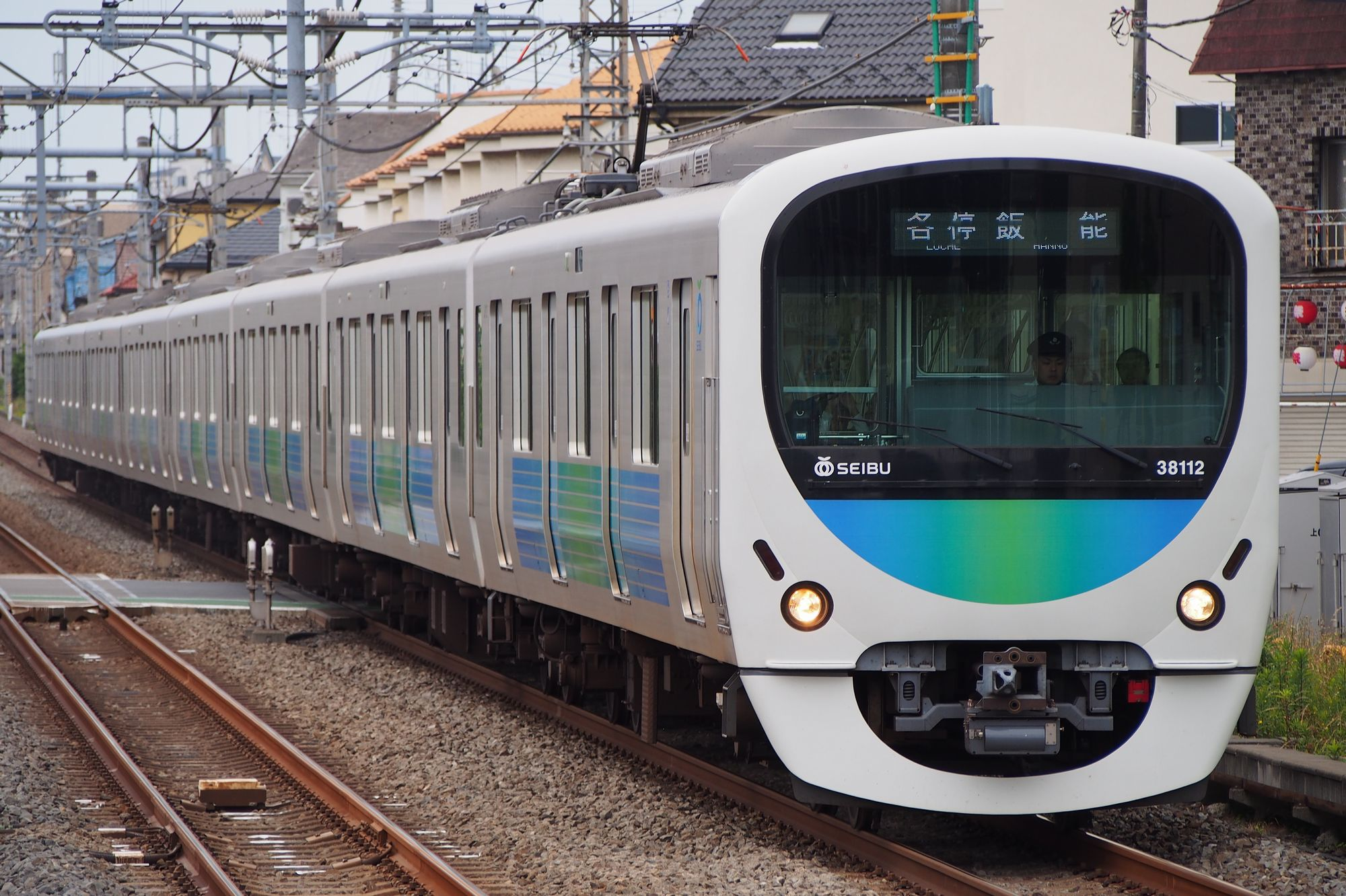
池袋駅 - 飯能駅間の各駅停車は、2013年3月16日より日中時間帯から夕方時間帯まで毎時上下各1本ずつ運転されている。（2016年6月5日 武蔵藤沢駅）

各駅に停車する。主に、池袋駅 - 中村橋駅以西を直通する系統、池袋駅 - 豊島線豊島園駅発着系統、有楽町線・副都心線 - 中村橋駅以西発着系統、飯能駅 - 西武秩父線西武秩父駅発着系統の4系統に大別される。池袋駅発着の各駅停車は全て8両編成で運行されている。有楽町線直通は全て10両編成、副都心線直通は大半が8両編成（自社所有の6000系・40000系は10両固定のため、副都心線8両の西武車運用はない）で運行される。朝夕などは副都心線直通でも10両編成で運転される場合もあり、この場合はホーム有効長の関係上、東横線・みなとみらい線は急行以上の種別で運転され、その多くは副都心線内を通勤急行または急行として運転する。
西武線内完結列車は、池袋駅発着のほか、全日早朝には保谷駅・小手指駅始発飯能駅行きが、土休日深夜には狭山線西武球場前駅始発保谷駅行きも設定されている。小手指駅始発飯能駅行きのみ、他の西武線内完結列車と異なり10両編成で運行される。
飯能駅以北の系統は、飯能駅 - 西武秩父駅間運転の列車が大多数を占めるが、飯能駅 - 吾野駅間運転の列車が1往復設定されているほか、飯能駅 - 秩父鉄道線長瀞駅・三峰口駅間直通列車が休日に下りのみ1本設定されている。横瀬駅で分割を行い、長瀞駅発着の列車は西武秩父駅を通らず御花畑駅に停車する。一部列車を除き4両編成で運転され、ワンマン運転を行っている。
このほか、野球開催日や12月の秩父夜祭をはじめ沿線で開催されるイベントに合わせ、通常運行されない区間への延長運転や臨時停車が行われる。2016年3月26日ダイヤ改正以降、平日池袋駅発8時台の各駅停車小手指駅行きは、西武秩父駅まで延長運転する日もあった（この場合、小手指駅で特急「ちちぶ7号」の通過待ちを行った）が、新型コロナウイルス感染拡大以降は延長運転は設定されなかった。2022年3月12日改正で、当該列車は石神井公園駅行きに短縮された。
2012年6月30日のダイヤ改正ではそれまで平日朝ラッシュの時間帯に運行されていた有楽町線・副都心線直通の練馬高野台駅発着が石神井公園駅発着に延長された一方で、日中の副都心線からの清瀬駅発着が石神井公園駅発着に短縮された。また、この改正では日中の有楽町線直通や西武球場前駅発着の準急が各駅停車へ格下げとなり、日中と平日夕方の練馬駅 - 石神井公園駅間の各駅停車の本数が1時間に10本に増えた。さらに2013年3月16日のダイヤ改正で、平日朝ラッシュ時に石神井公園駅発の池袋駅行きが新設された。一方で、池袋駅 - 保谷駅間の各停は石神井公園駅・所沢駅・小手指駅・飯能駅発着などへ振り分けられたことで減少した。2017年3月25日のダイヤ改正で「S-TRAIN」運転開始に伴い、日中時間帯（15時台）に清瀬駅始発・小手指駅始発の各駅停車池袋駅行きが各1本ずつ復活したほか、一部列車で発着駅変更を行っている。2018年3月10日のダイヤ改正で平日日中の池袋駅 - 狭山線西武球場前駅間に運行されていた列車の大半が西所沢駅 - 西武球場前駅間の狭山線内運行に短縮されたことにより、平日における池袋駅 - 西武球場前駅間の各駅停車の運行は下り2本のみとなった。また土休日ダイヤの日中時間帯で、新木場駅 - 保谷駅間を発着する一部の列車が清瀬駅まで延長されている。2022年3月12日改正で土休日下りの池袋駅発快速が新設されたことに伴い清瀬駅発着が増便された。また、同改正で、平日ダイヤにおいて、新木場駅発保谷駅行きが終点保谷駅で、先行の池袋駅発各停所沢駅行き・西武球場前駅行きに接続するダイヤも新たに設定された。
なお、現行ダイヤでは日中上りの秋津駅 - 椎名町駅間の各駅で各停が池袋駅への先着列車（特急を除くと所沢駅からも）となるパターンが発生している。また日中下りでも、椎名町駅 - 元加治駅間の各駅で各停が飯能駅への先着列車となるパターンも存在する。
路線図で示される種別カラーは灰色■で、英文種別表記は「LOCAL」である。表示色は、2008年4月頃までの旧字幕時代は「普通」表示で紺色地に白文字(新101・301・3000の各系列では90年代中頃まで白地に黒文字)となっており、新字幕では「各停」表示で灰色地に白文字、フルカラーLED表示器も字幕と同様の色が用いられているが、3色LED表示機では無点灯の地に橙色の文字で表記される。
列車番号は5000・6000番台が与えられる（前者は西武線池袋駅発着などの池袋線・西武秩父線内完結列車、後者は地下鉄線直通、秩父鉄道直通、狭山線に割り振られる）。
これとは別に、下り方面の速達列車は、通過運転を終えると駅の接近放送や発車案内標では「各停」として案内される（例：急行は所沢駅以西では通過運転を行わず各駅に停まるため、所沢駅からは各停として案内される）。車内の案内放送やLED表示器、およびスマートフォンアプリ「西武線アプリ」でも「各停」に変更されるが、車両の案内表示は車内外ともに優等種別のままとなる。上り方面の有楽町線直通列車も、かつては練馬駅から「各停」と案内されていたものの、副都心線渋谷方面開業で種別切り替えが煩雑となることから、小竹向原駅まで種別案内を変更しないこととした。

### 過去の種別

#### ハイキング急行
1969年から1980年まで愛称を使用。

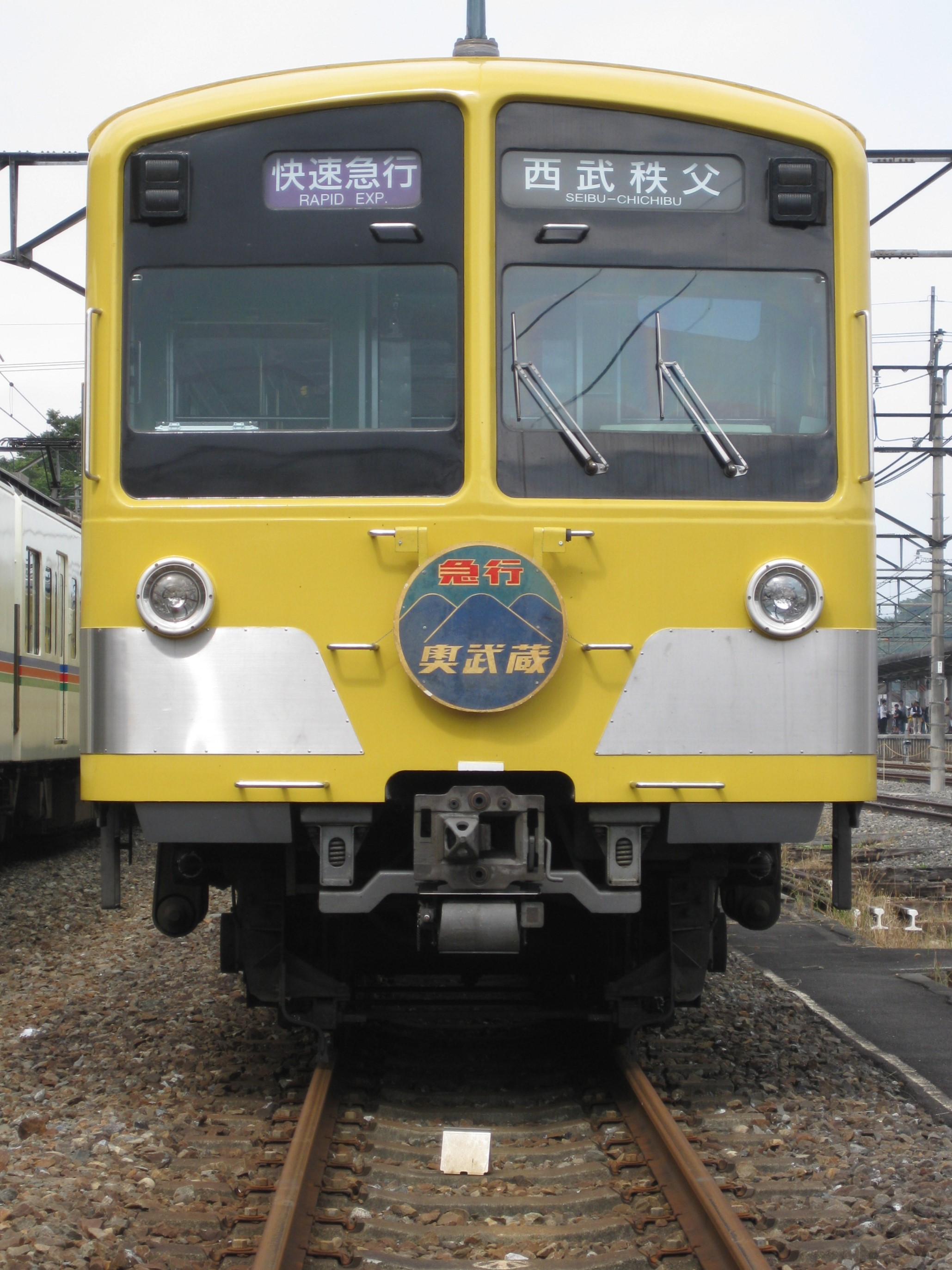
横瀬駅イベント開催時の臨時列車のヘッドマークとして付けられていた

池袋 - 吾野間で休日運転されていた急行「正丸」「伊豆ヶ岳」が前身で、1969年の西武秩父線開業に伴い西武秩父駅まで延長された際に「奥秩父」「奥武蔵」の愛称に改称されたのが起源となる。停車駅は「奥秩父」が池袋駅 - 所沢駅 - 飯能駅 - 吾野駅 - 正丸駅 - 芦ヶ久保駅 - 西武秩父駅で、「奥武蔵」は飯能駅 - 西武秩父駅間が各駅停車。これらの列車は、当初は「ハイキング急行」もしくは「不定期急行」と呼ばれており、ヘッドマークも掲出されていたが、1973年の改正で「奥秩父」が消滅。さらに1980年には快速急行に種別が変更。愛称名も1980年代後半には使われなくなった。

#### 通勤快速
1988年から2001年まで運行。
1988年に登場し、平日朝ラッシュ時上り1本（列車番号：3502レ）のみ設定されていた。当時は所沢駅から池袋駅への一極集中により通勤準急や通勤急行で石神井公園駅やひばりヶ丘駅の拠点駅を通過する千鳥式運転でも捌ききれず、遅延や途中駅での積み残しが恒常化していた。設定当初は所沢駅 - 池袋駅間での運転で、池袋にラッシュピークを迎える時間（8時10分頃）に到着する急行に続行する形で運転を行っていた。この急行の分散を目的としていたため急行停車駅の手前駅に停車するのが特徴で、この取り組みは『NHKモーニングワイド』に取り上げられた。後に小手指駅始発に繰り下がり、1993年12月6日のダイヤ改正時に飯能駅始発に、1998年3月26日のダイヤ改正で再び小手指駅始発となり、同時に東久留米駅にも停車するようになったが、2001年12月のダイヤ改正で消滅した。
英文種別表記は「Rapid」で快速と同じだった。また、種別表示色は旧字幕では「通勤」が白色地に水色の文字、「快速」が水色地に白文字であった。また、3色LED表示器では無点灯の地に緑色の文字で、「準急」や「快速」と同じであった。なお、近年新2000系などで更新された新字幕では、「通勤快速」は削除、種別表示部分は「拝島快速」に変更され、種別と行先が一体の新2000系・3000系の側面表示部分は空コマとされた。また、表示できるスペースに限りがあるときは「通快」と略された。
途中停車駅の変遷
1988年12月5日改正（運転開始）：所沢駅 - 大泉学園駅 - 池袋駅
1992年12月14日改正：小手指駅 - 所沢駅 - 大泉学園駅 - 池袋駅
1993年12月6日改正：飯能駅 - 入間市駅 - 小手指駅 - 所沢駅 - 大泉学園駅 - 池袋駅
1998年3月26日改正 - 2001年12月15日改正（廃止）：小手指駅 - 所沢駅 - 東久留米駅 - 大泉学園駅 - 池袋駅

#### 区間準急
1998年から2003年まで運行。
池袋駅 - 練馬駅間のみを通過運転する種別で、平日の朝の上下列車に設定された。1998年3月26日のダイヤ改正で、有楽町線直通列車設定に伴い池袋駅への直通列車が大幅に減少した中村橋駅・富士見台駅・練馬高野台駅から池袋駅への利便を図るために設定されたが、2003年3月12日のダイヤ改正で消滅した。
運転区間は池袋駅 - 所沢駅・小手指駅・飯能駅（下り1本のみ）・西武秩父駅間（シーズン時下りのみ）で基本的に10両で運転していたが、西武秩父駅行きのみ小手指駅で前の2両を切り離していた。
種別表示色は、旧字幕では「区間」が黄色地に黒文字、「準急」が緑色地に白文字であった。また、3色LED表示機では、無点灯の地に緑色の文字で、「快速」や「準急」と同じであった。なお、新2000系などで交換された新しい字幕でも「区間準急」は削除されず、旧幕時代にはなかった石神井公園行きや保谷行きなどの表示が追加されている。
新しい表示は黄緑色地に白文字、英文種別表記は「S.SEMI EXP.」（「SECTION SEMI EXPRESS」の略）となっている。また表示できるスペースが限られるとき、「区準」と略していた。なお3000系には区準幕が装備されておらず運用に入ることはなかったが、2008年の幕交換時に空コマ部分に追加された。
現在でもダイヤが乱れて池袋線と西武有楽町線の直通を中止したときに、中村橋駅・富士見台駅・練馬高野台駅に停車する列車の本数が激減することを救済する目的で「準急」が練馬駅から「各停」に変更されたり、上りの地下鉄直通「各停」が練馬駅から池袋駅行き「準急」に変更されたりすることがあるが、基本的に「区間準急」としては案内されない。
なお、池袋駅・練馬駅の発車案内標で、「区準」と表示され、『まもなく、○番ホームに、区間準急、池袋行きが、10両編成で、まいります、黄色い線の内側で、お待ちください。』などと自動放送が流れることもあるが、車両側には表示されない。

## 使用車両

### 現在の自社車両
特急形車両
- 001系 Laview

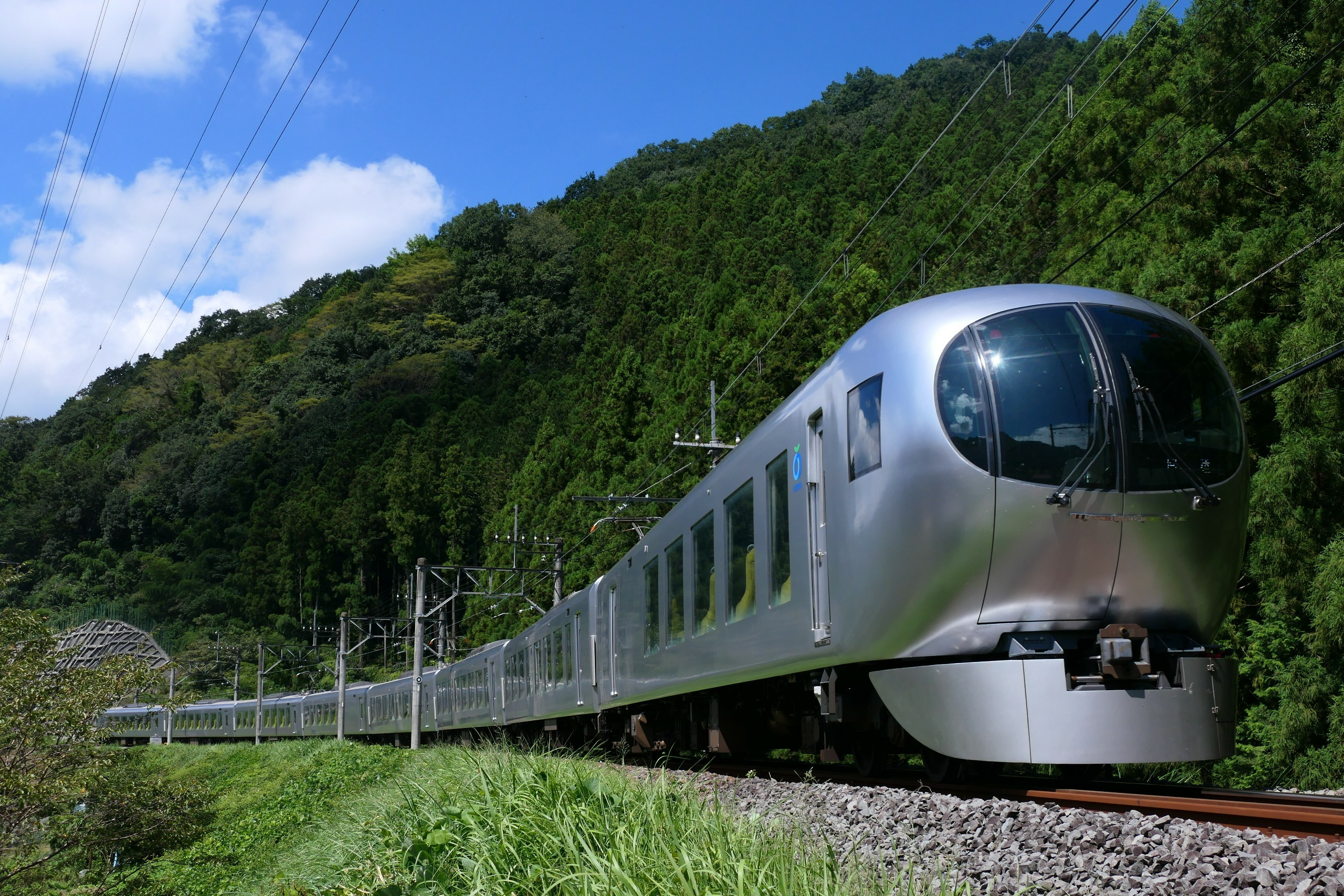
001系

通勤形車両
- 40000系（0番台・50番台） - 自社線内での優等運用ならびに東京メトロ有楽町線・副都心線・東急東横線・みなとみらい線直通列車で運行。0番台は「S-TRAIN」としても運用。2025年ダイヤ改正で当車両と6000系0番台において平日夕方に小手指駅 - 池袋駅間を準急として往復したのち、小手指駅で折り返して新木場行きの各駅停車として運用する列車が存在する。そのため、小手指発準急池袋行きから運用番号を表示している。
- 30000系
- 20000系
- 6000系（0番台・50番台） - 自社線内の優等運用ならびに、東京メトロ有楽町線・副都心線・東急東横線・みなとみらい線直通列車で運行。2007年時点では試作車の6101F・6102Fを除いた全編成が直通列車にも使用されていたが、2023年3月に6108Fが西武新宿線・拝島線へ転属したのを皮切りに、6103F - 6108Fの6本が西武新宿線・拝島線へ転属した。また、2024年4月1日より東京メトロ線・東急線・みなとみらい線直通列車での使用編成は6109F - 6117Fの9本のみに限定され、アルミ車体の50番台は2024年3月30日までに東京メトロ線・東急線・みなとみらい線直通列車での使用を終了した。
- 新2000系
- 4000系 - 西武秩父線・秩父鉄道線乗り入れ列車で運行。うち1編成は「旅するレストラン 52席の至福」仕様。

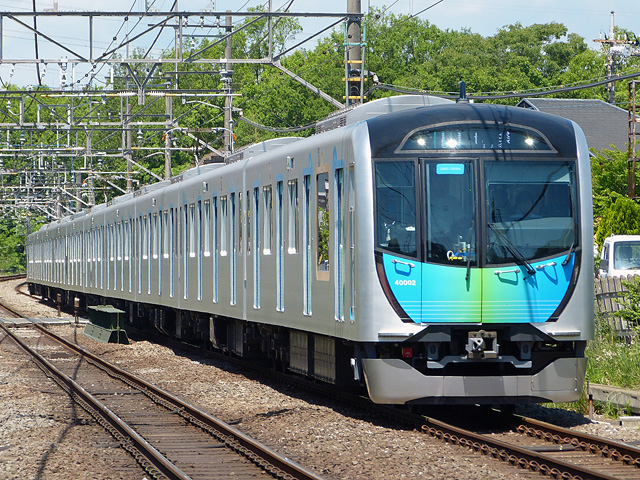
40000系
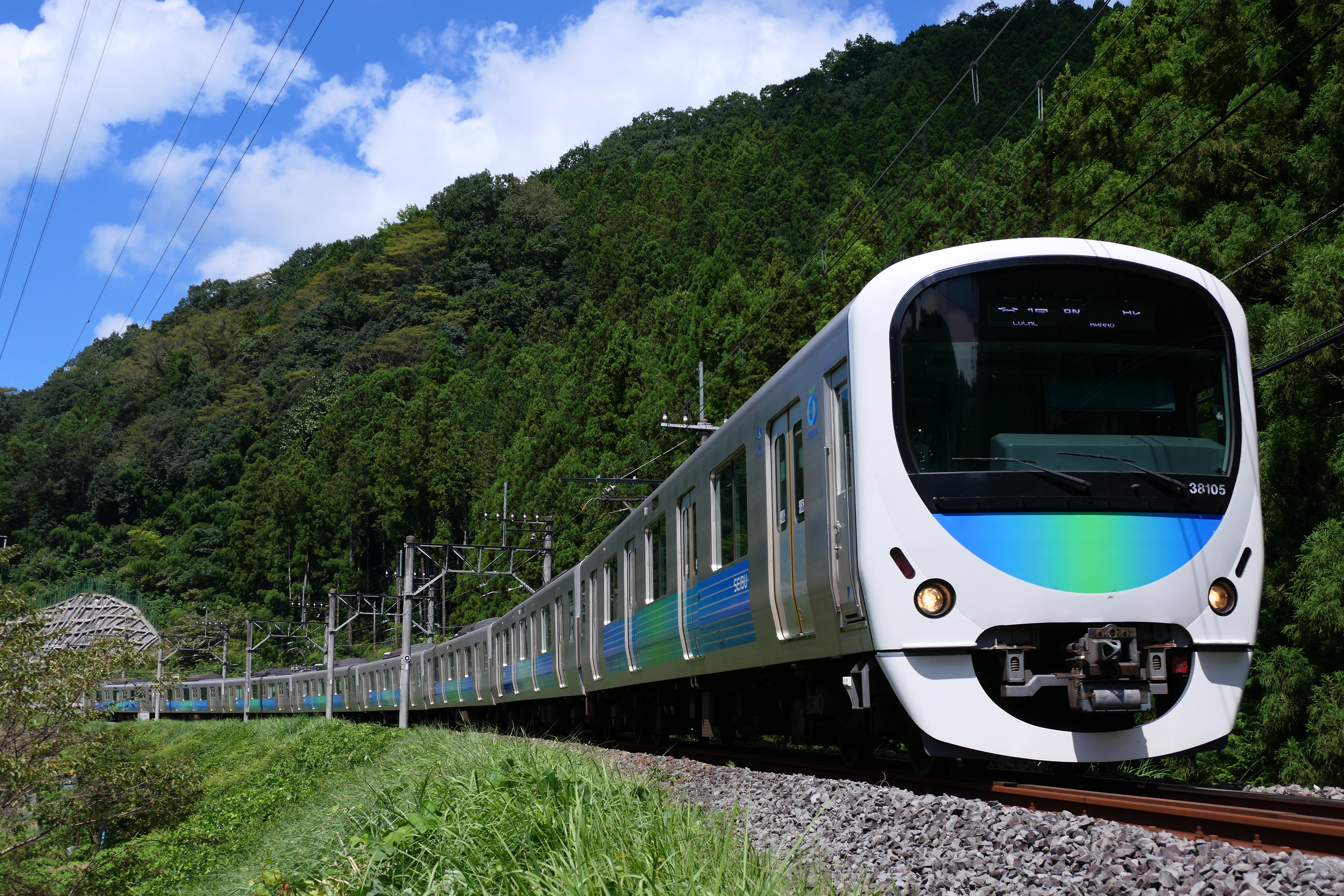
30000系
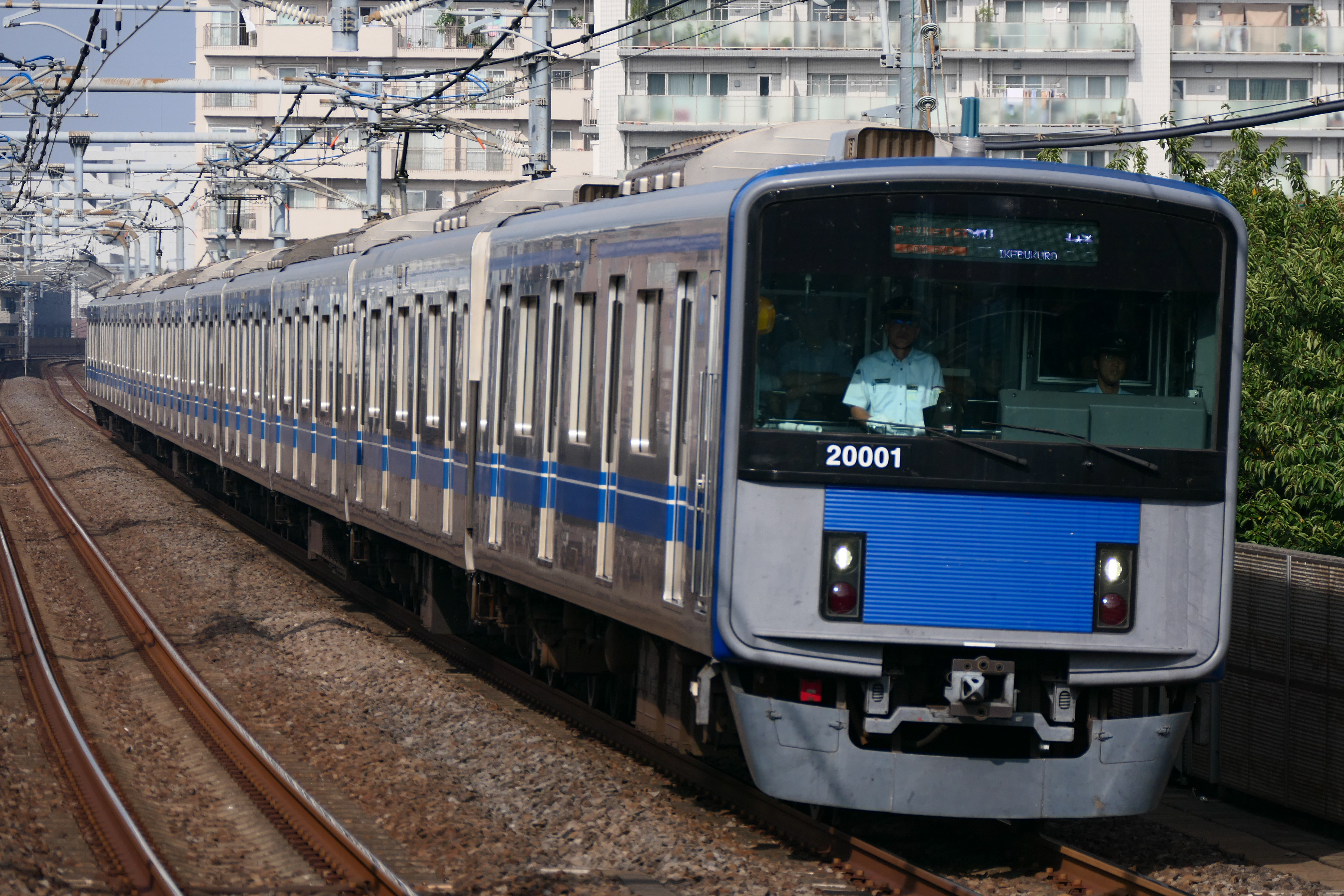
20000系
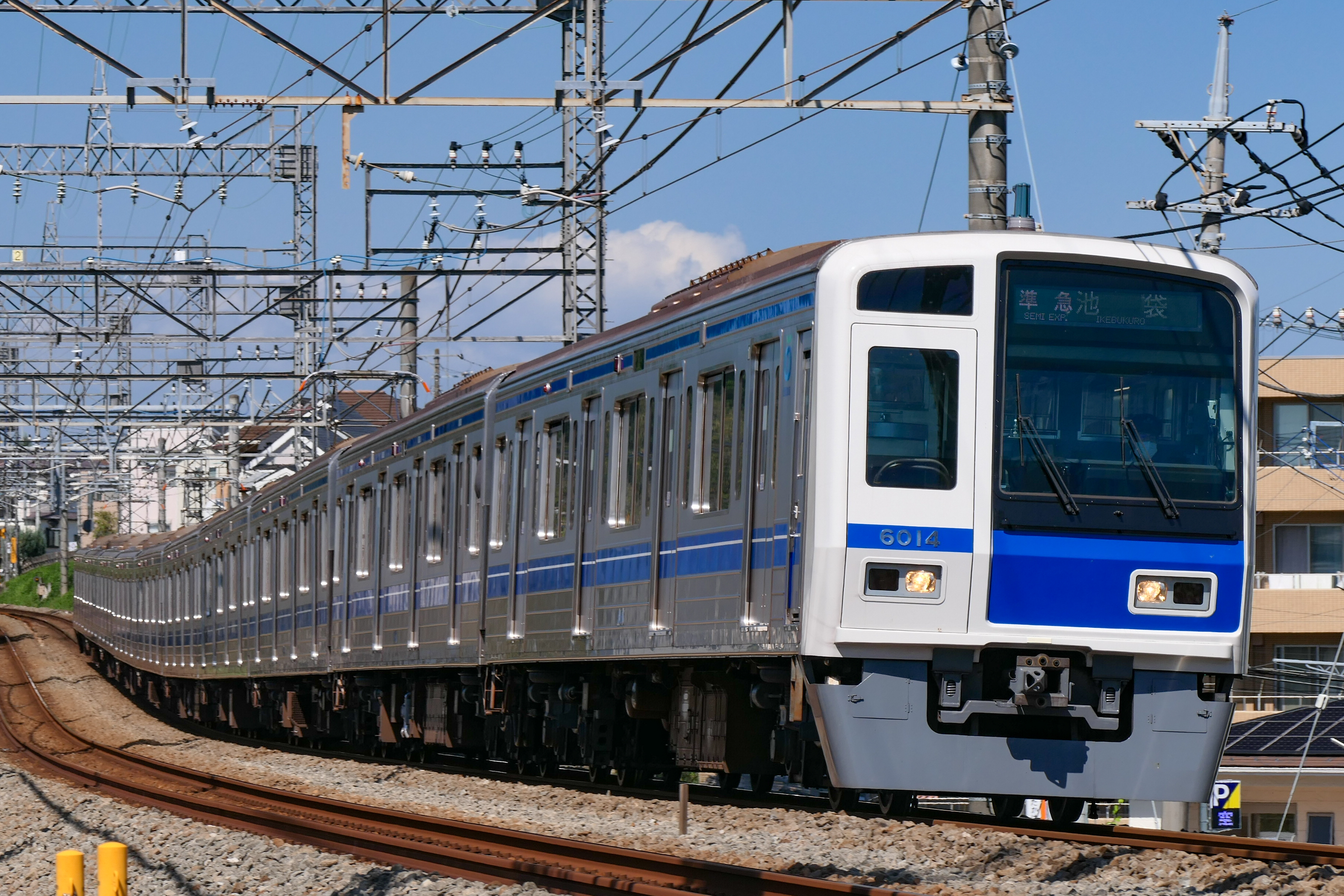
6000系
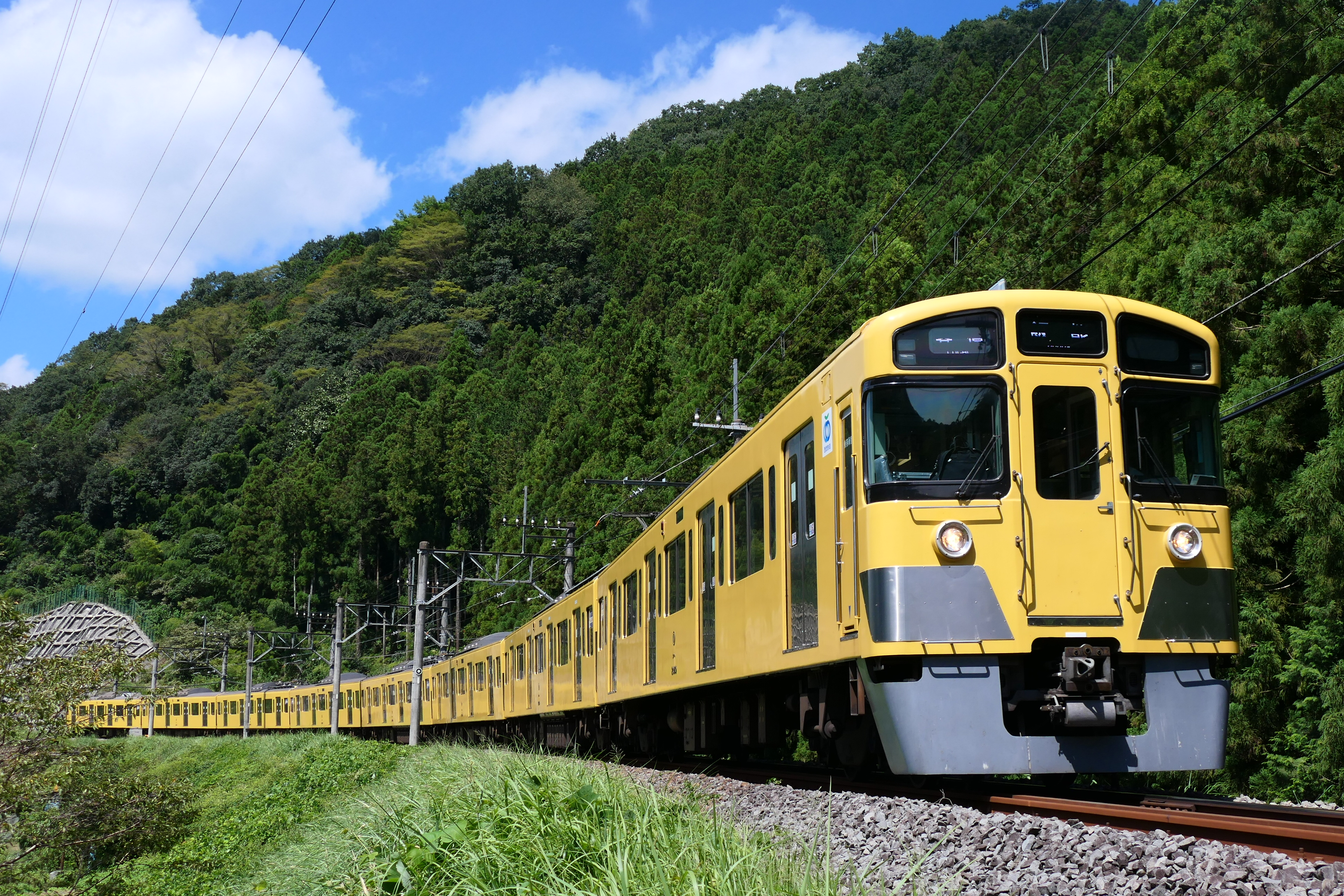
新2000系
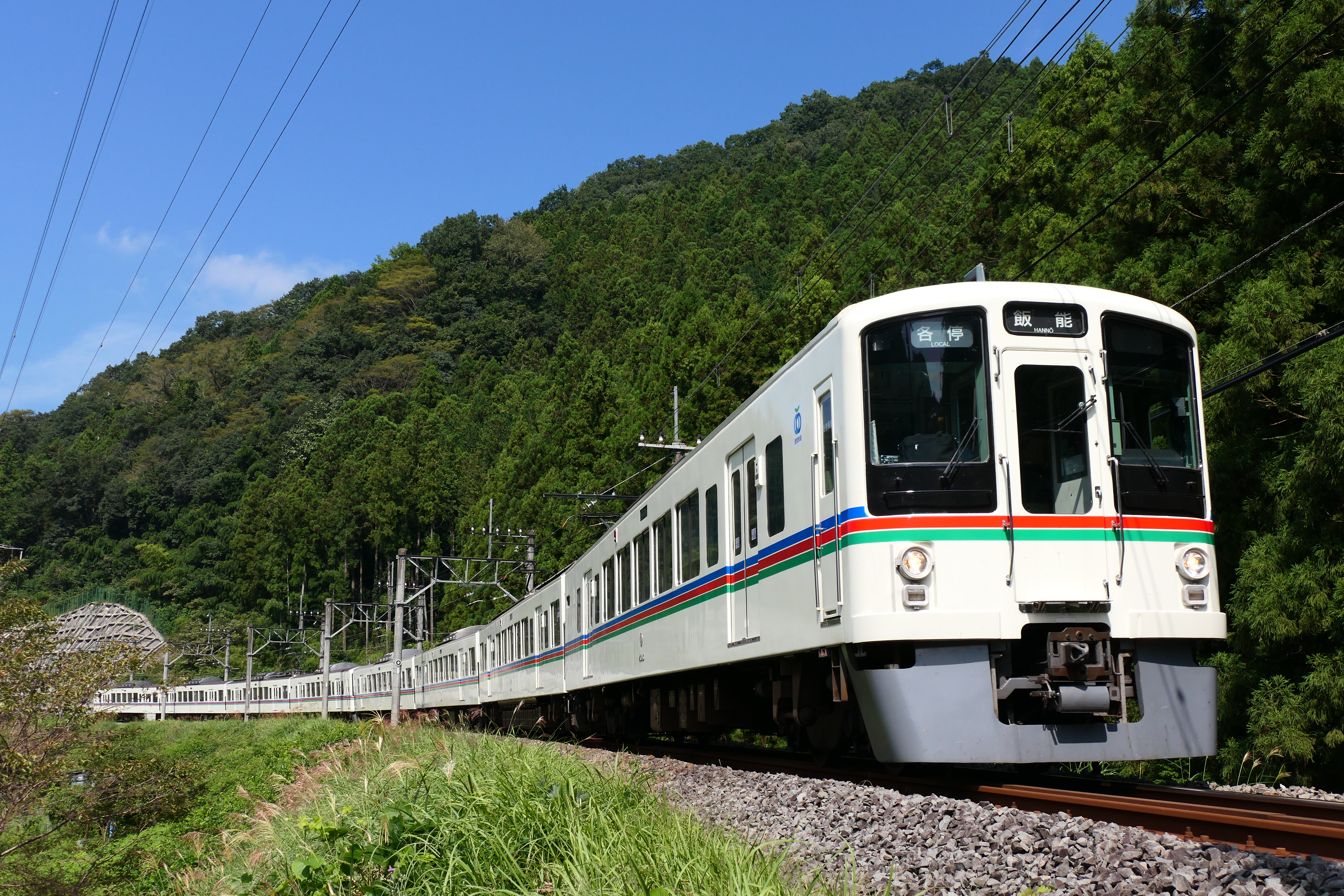
4000系

特別料金不要の一般列車に使用される車両は、新2000系や6000系が導入される1990年頃まで、1977年以降2000系の導入が進んでいた新宿線とは対照的に3ドア車で運転された。しかし新101系・301系や3000系などの3ドア車が全廃されたこと、4000系の飯能以東の運用が消滅したことなどから、2022年現在では特急や「旅するレストラン 52席の至福」を除き池袋 - 飯能間は全て4ドア車での運行となっている。
6000系は有楽町線・副都心線直通に使用されているが、西武線池袋発着の優等運用にも定期的に使用されている。優等列車は基本的には10両編成の運用だが、土休日を中心に地下鉄直通を含む一部列車に8両編成が使用されている。
新2000系・30000系では8両と2両を連結した10両編成で運用されるが、途中駅で分割併合・増解結する列車は無く、原則10両固定編成として運用されている。なおこの場合は飯能寄りに2両を連結するため、当線所属の2両編成には女性専用車両のステッカーが貼られている。
過去に所沢や小手指止まりの列車を行楽シーズンのみ西武秩父まで延長運転した際、この列車に8両＋2両または4両＋4両＋2両が限定使用され、小手指で前2両を解放していた。
また、2001年までは平日ダイヤに秩父鉄道直通の急行が設定され、直通対応の新101系4両＋4両に2両を連結した10両編成が使用された。
この場合も小手指で下り方2両を解放していた。

### 現在の乗り入れ車両

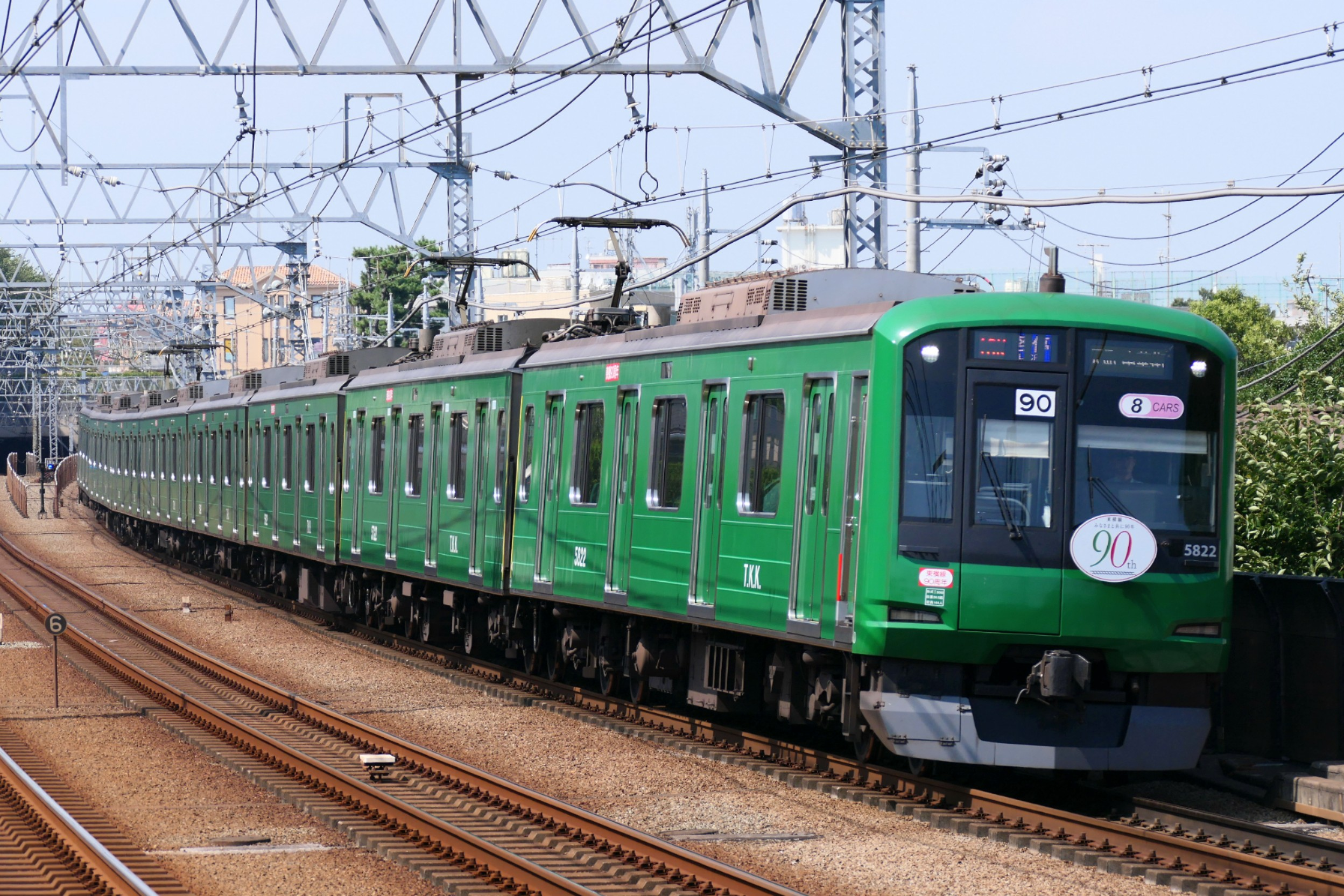
東急5000系
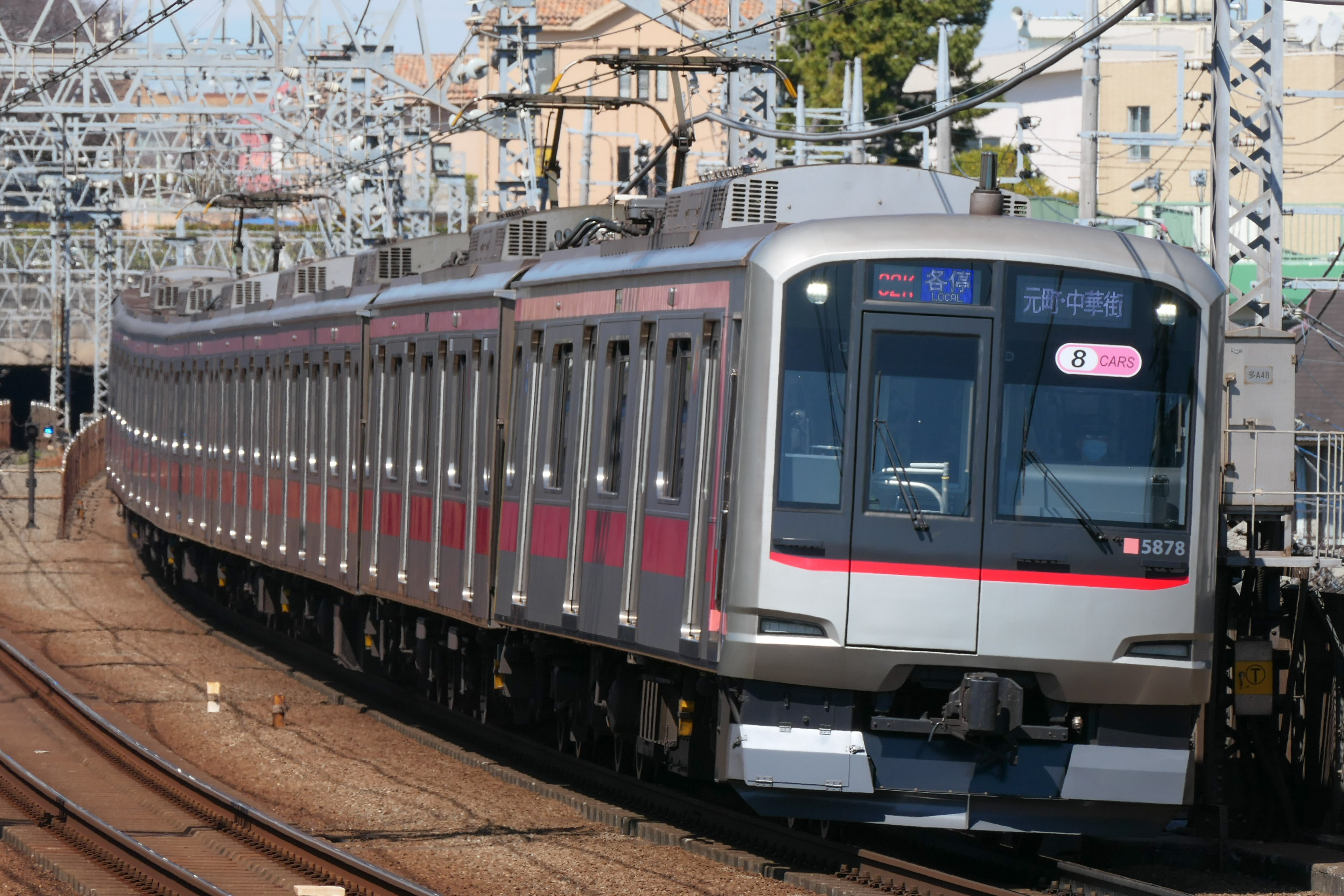
東急5050系
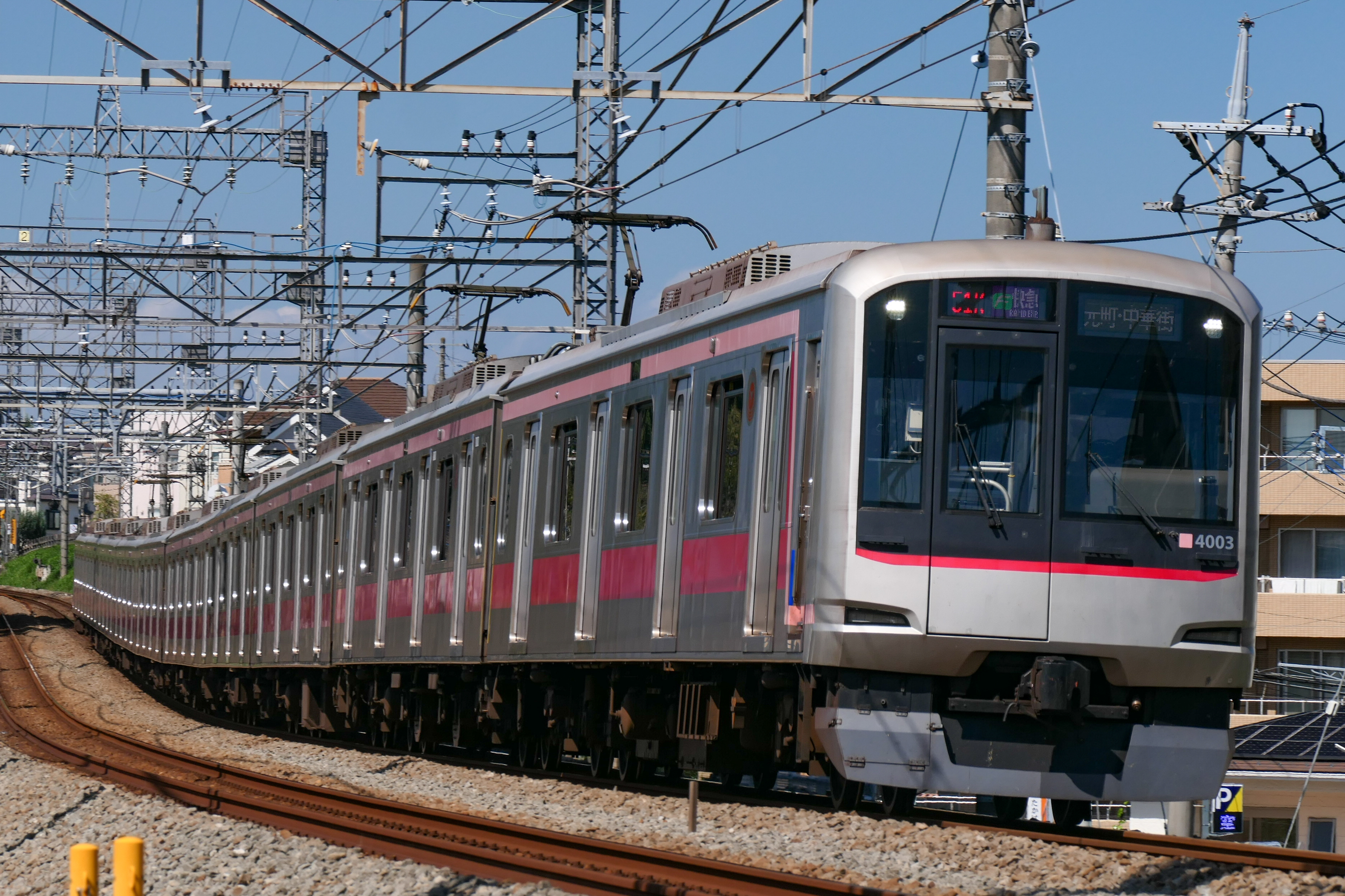
東急5050系4000番台

東京地下鉄・東急電鉄・横浜高速鉄道からの乗り入れ車両には10両編成と8両編成があり、10両の優等列車を中心に飯能まで乗り入れる。原則として西武線池袋 - 練馬間には入らないが、ダイヤ乱れによって有楽町線・副都心線との直通運転が中止された場合に同区間を走行することがある。10両編成は有楽町線と副都心線（東横線・みなとみらい線までを含む）の両方から乗り入れる。副都心線方面では西武6000系同様、西武線からみなとみらい線までの全区間を優等列車として運転するのが主体である。一方、8両編成は副都心線方面のみ乗り入れる。飯能まで乗り入れるものは少なく、日中は石神井公園と保谷まで、それ以外の時間帯も多くは小手指までの運転である。西武線内での優等扱いは、朝と夜間に下りの準急・快速・快速急行が、上りは準急・快速（ともに副都心線内各駅停車）の運用が数本あるが、西武線からみなとみらい線までの全区間を各駅停車で運転する列車が主体となっている（東横線・みなとみらい線内は急行で運行する列車もあるが、副都心線内は各駅停車で運行することが多い）。
西武線のほか、同じく有楽町線・副都心線と相互直通運転を行う東武東上線にも乗り入れており、西武線直通列車の折り返しが東上線直通列車（またはその逆）となる運用もある。東武鉄道の車両は西武線への入線に対応していないため乗り入れない。同様に、西武線の車両が東上線に入線することも不可能である。
どの列車がどの車両で運転されるかは『MY LINE 東京時刻表』（交通新聞社）の列車番号欄にて判別ができる（西武池袋線のページでは相互直通列車も西武方式の列車番号で記載されているため判別不可能）。列車番号末尾アルファベットの「M」が西武、「S」がメトロ車両、「K」が東急・横浜高速所属車両となっている。なお、東武車両と相鉄車両は西武には入線しない。
2013年3月16日改正ダイヤでは、東京地下鉄所属の10両編成1本および東急所属の10両編成1本各々が武蔵丘車両基地で、東急・横浜高速所属の8両編成1本が石神井公園駅でそれぞれ夜間留置となる運用が組まれている。逆に、西武車は東京地下鉄の和光検車区・新木場車両基地および東急の元住吉検車区で1本ずつが夜間留置となる運用が組まれている。なお、東急所属の10両編成の一部は「Q SEAT」を2両連結しており、2022年10月24日以降は車両運用の都合で一部列車に「Q SEAT」を連結した編成が充当されるが、2023年8月10日の東横線での有料座席指定サービス開始以降も西武線内では有料座席指定サービス提供は行われない。
東京地下鉄
- 17000系（10両編成・8両編成）
- 10000系（10両編成）

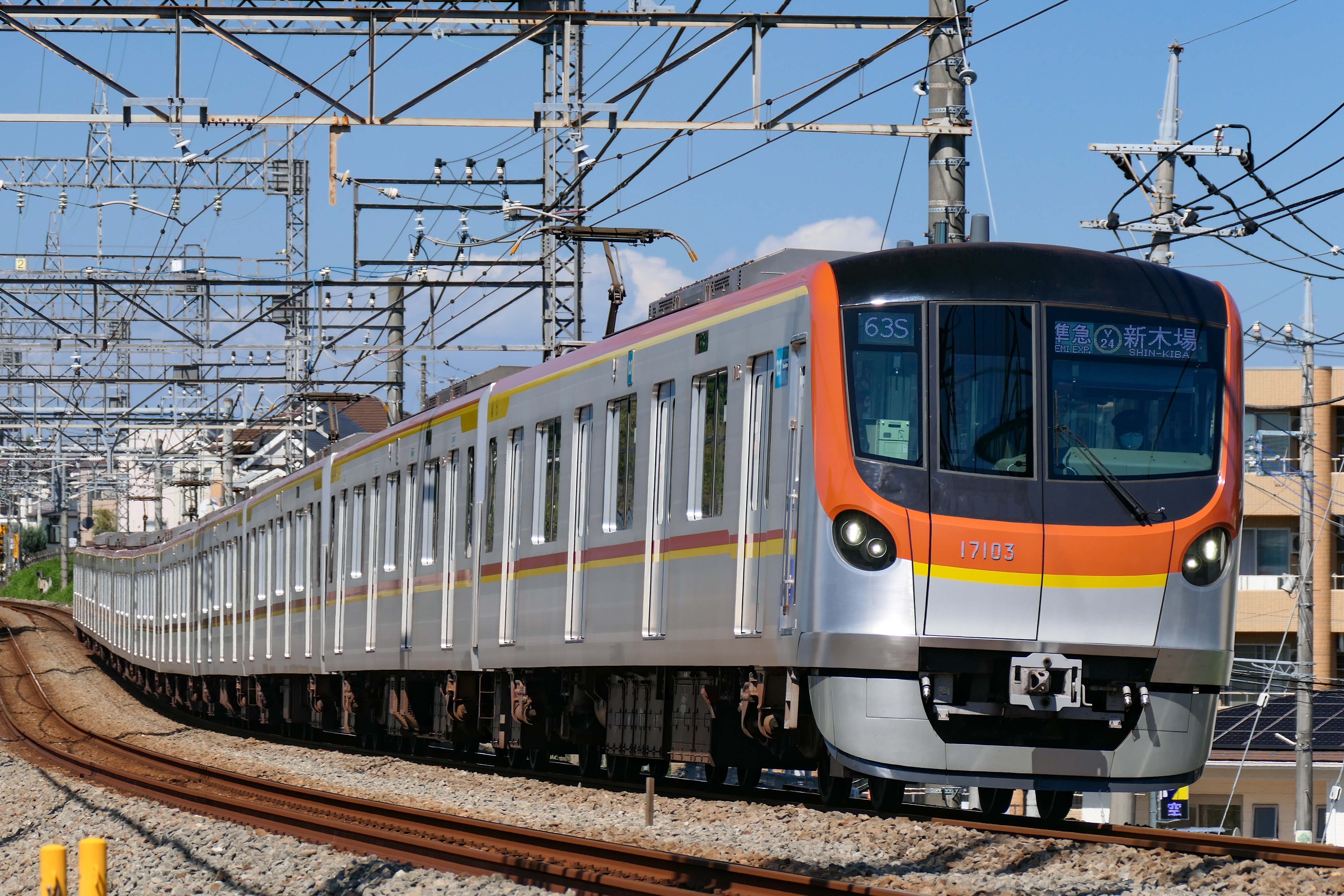
東京地下鉄17000系
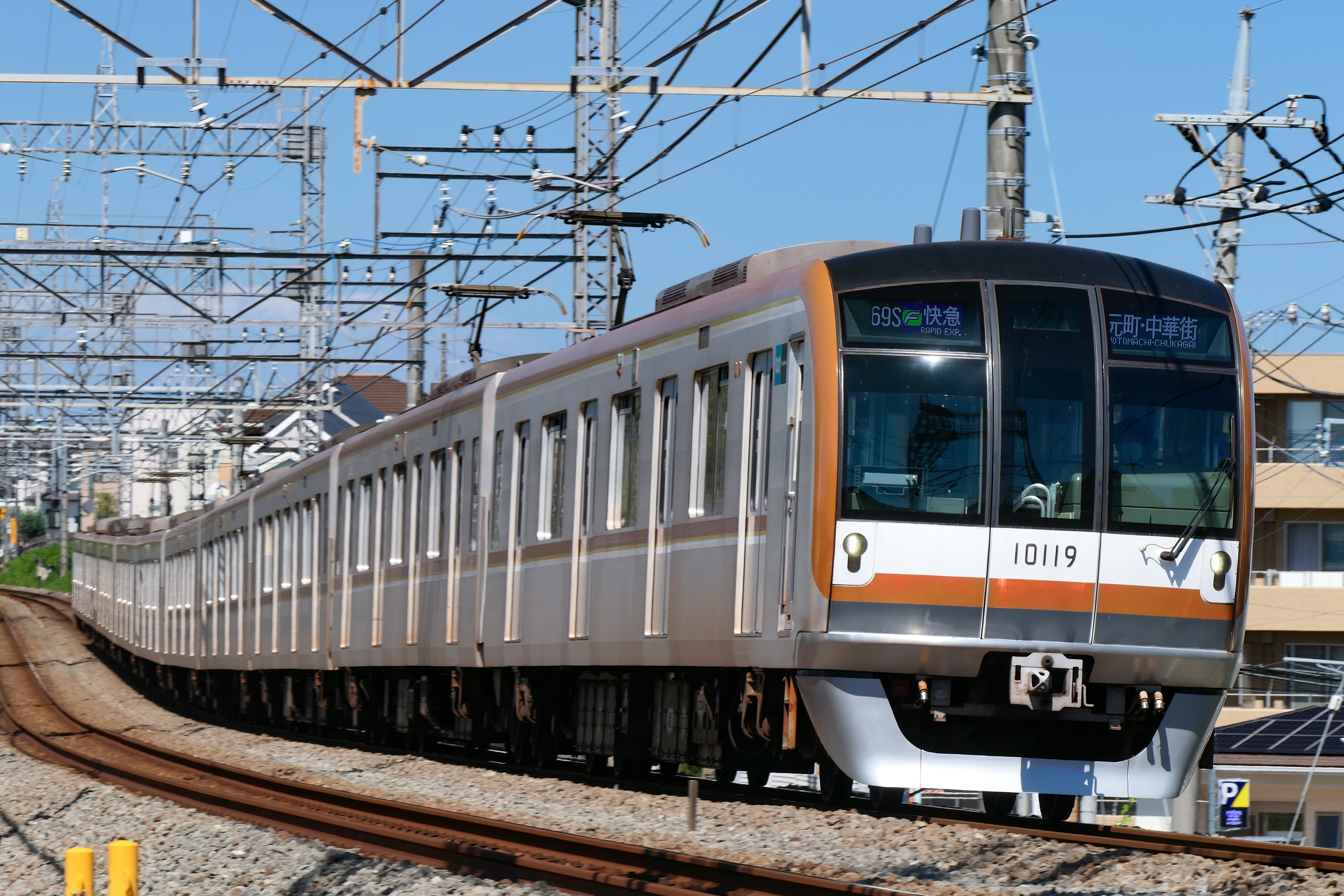
東京地下鉄10000系

東急電鉄
- 5050系4000番台（10両編成）
- 5050系（8両編成）
- 5000系（8両編成）

- 東急5000系
- 東急5050系
- 東急5050系4000番台

横浜高速鉄道
- Y500系（8両編成）

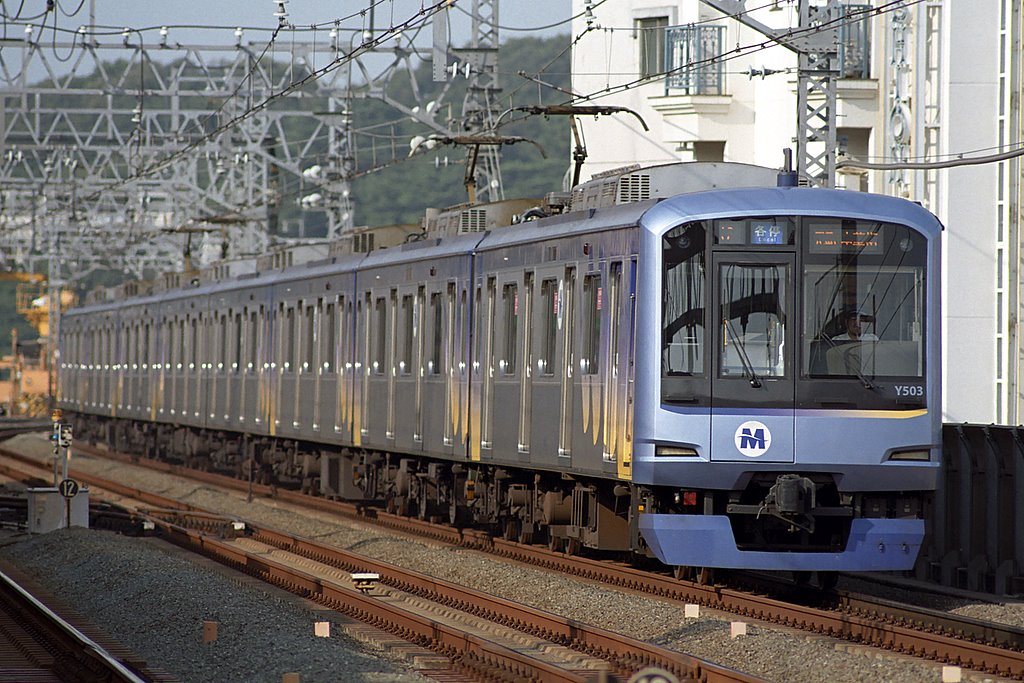
横浜高速鉄道Y500系

東急5000系・5050系と横浜高速鉄道Y500系は、2013年3月16日に開始された副都心線経由による東急東横線・みなとみらい線直通運転に充当される車両で、東急5050系は直通運転開始に先立って2012年7月に池袋線内で試運転が行われ、同年9月10日より営業運転を開始している。編成の扱いは他社直通車両と同じである。

### 過去の自社車両
501系以前の車両は省略。
- 特急形車両
  - 5000系 - 初代レッドアロー
  - 10000系 - 2代目レッドアロー
- 通勤形車両
  - 9000系
  - 3000系
  - 旧101系
  - 新101系・301系 - 2010年3月6日のダイヤ改正をもって運行終了。以後は代走のみで運行されることとなった。
  - 701系
  - 801系
  - 411系
  - 2000系 - 新2000系導入前に、データ収集のため1990年1月のみ定期運用に就いていた（ただし、これ以降も野球開催時の新宿線から西武球場前への臨時列車や回送として入線しているほか、車両トラブルのため2009年11月23日 - 11月24日の間に定期運用に就いていた）。その後も一時的な貸し出しで運用に就くことがある。
  - 601系
  - 551系
  - 501系（初代・2代）

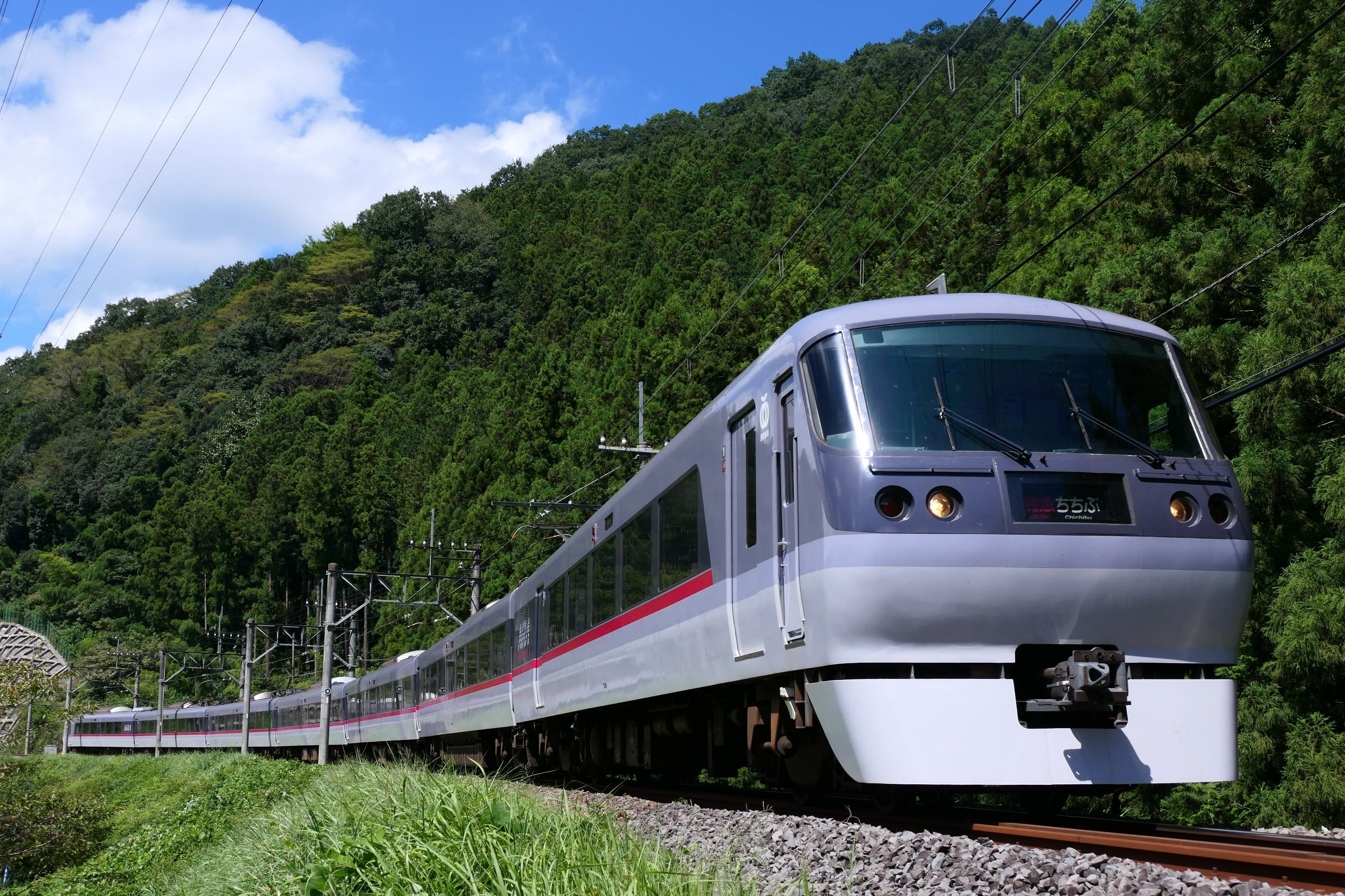
10000系
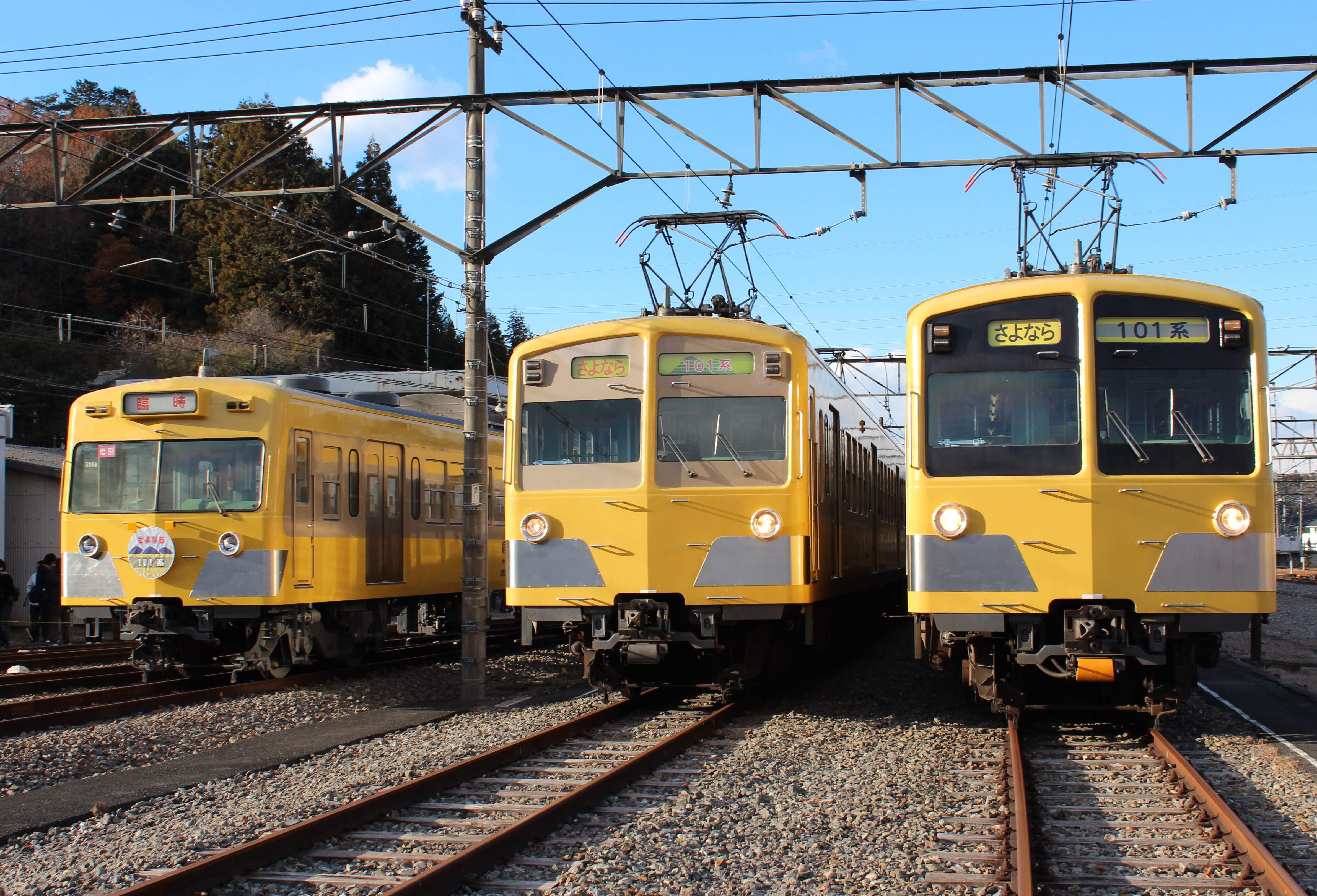
101系・新101系
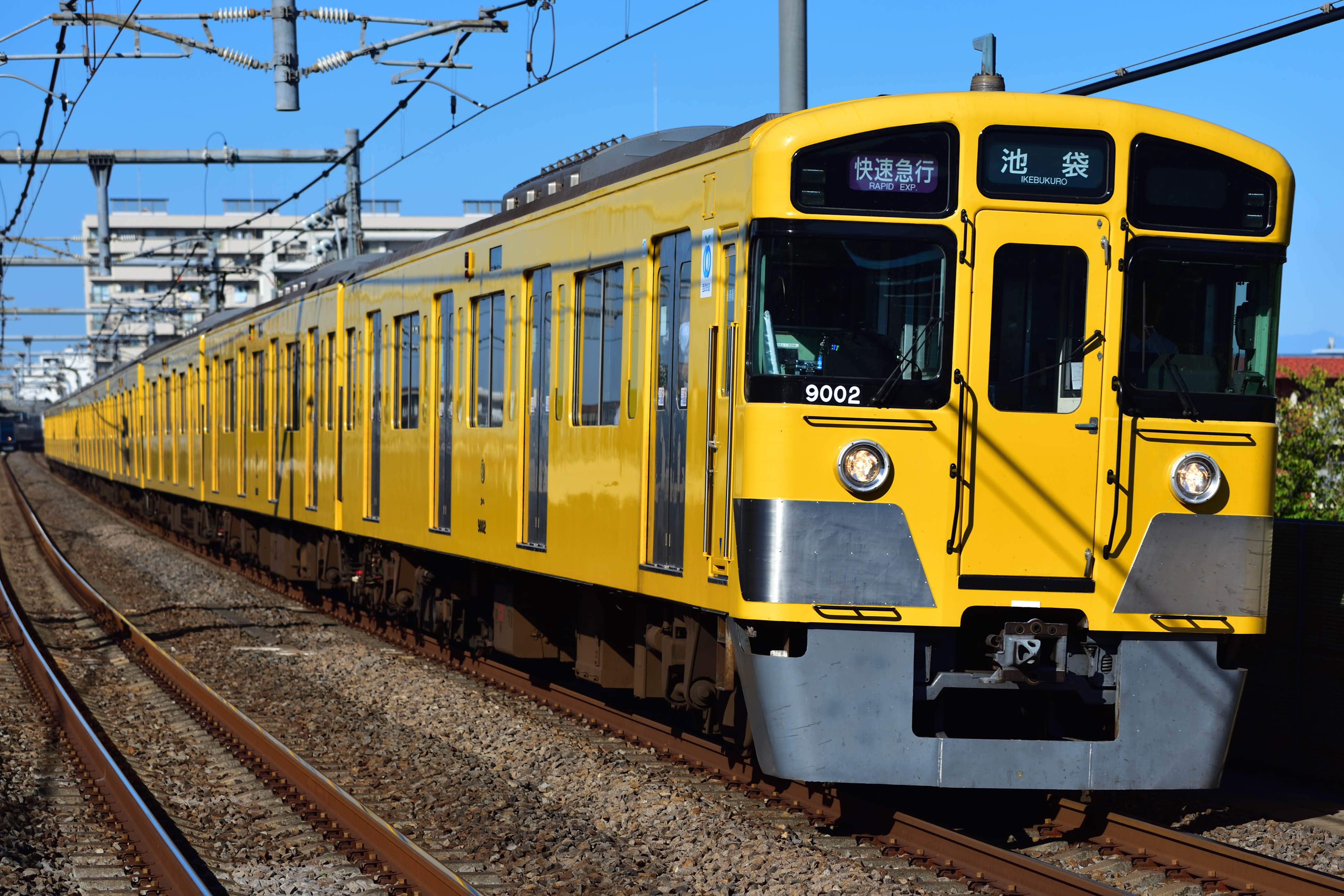
9000系

### 過去の乗り入れ車両
- 東京地下鉄
  - 07系 - 小竹向原駅と新線池袋駅（現副都心線池袋駅）にホームドアが設置されたため、ドアの間隔が他車両と異なる同車の乗り入れは事実上不可能となり、2007年10月で有楽町線での運用を離脱。現在は東西線で運用されている。
  - 7000系
- 東日本旅客鉄道（JR東日本）
  - 12系客車 - E851形電気機関車のさよなら運転列車の客車として借り入れて入線している。なお、営業運転のため、一旦西武鉄道の車両として車籍を入れている。

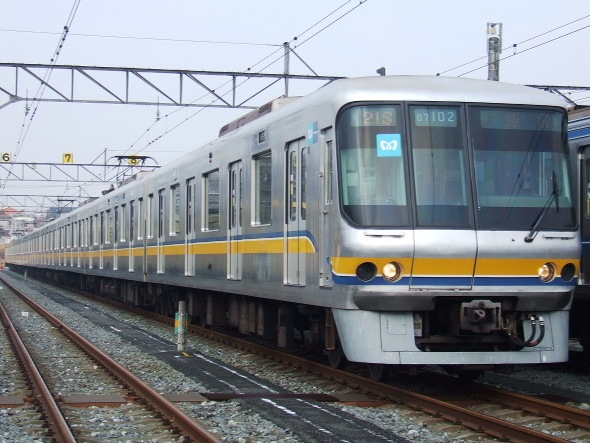
東京地下鉄07系
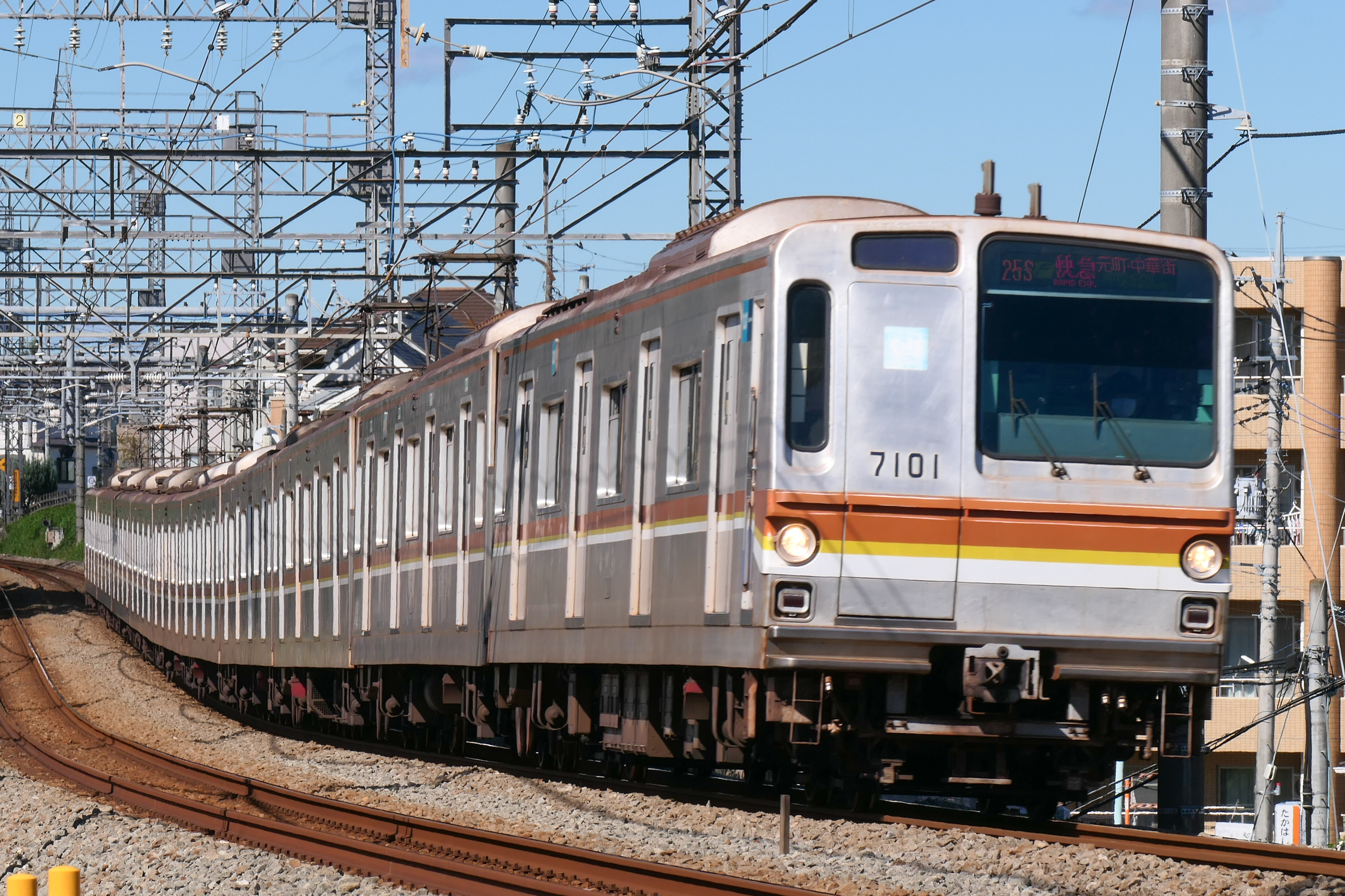
東京地下鉄7000系

## 女性専用車
本路線には、平日朝の通勤・通学時間帯において女性専用車が設定されている。
- 特急むさし、ちちぶを除く平日朝の午前7時20分から午前9時30分までの間に池袋駅へ到着する「池袋行」の10両編成の列車（快速急行・急行・通勤急行・快速・通勤準急・準急）における進行方向最後尾1号車（実施区間は運行列車の全区間）。
- 平日朝の始発から午前9時30分までの間に小竹向原駅へ到着する全列車における進行方向最後尾1号車（実施区間は運行列車の全区間）。ただし、2017年3月25日に運転を開始した「S-TRAIN」は、設定対象外とされている。なお、東京地下鉄線・東急東横線・みなとみらい線内では午前9時30分になった時点で女性専用を終了する。

女性専用車には、女性客だけではなく以下のいずれかに該当する男性客も乗車可能である。
- 体の不自由な男性客
- 体の不自由な客（男女とも）の介助者として同行する男性客
- 小学生以下の男児が単独で乗車する場合
- 小学生以下の客（男女とも）の保護者として同行する男性客

ダイヤ乱れなどが生じた場合には、女性専用車の設定を取りやめる場合がある。副都心線直通列車の8両編成にも設定されているため、新桜台 - 練馬 - 小手指間では、8両編成の最後尾乗車口付近に緑色の案内表示がなされている。
10両固定編成のほか、2000系・30000系の2両編成は原則飯能寄りに連結されるため、専用ステッカーを掲示している。
2013年3月16日に副都心線を介した東急東横線・横浜高速鉄道みなとみらい線との相互直通運転が開始され、各鉄道会社間で女性専用車両の実施内容を統一するため設定時間が拡大された。

## 利用状況
2021年度の朝ラッシュ時最混雑区間は椎名町 → 池袋間であり、ピーク時（7:27 - 8:27）の混雑率は111%である。
混雑率は1993年度まで200%を越え、当時の混雑率は民鉄路線で最も高かった。1994年に西武有楽町線の全線が、1997年に都営地下鉄大江戸線の練馬 - 新宿間がそれぞれ開業して都心方面へのバイパス路線となったことで混雑は大幅に緩和され、2002年度に160%を下回った。副都心線が開業した2008年度は、西武線池袋方面の本数を削減した反動で混雑率が180%弱まで悪化したが、その後は輸送人員が減少した。
近年の輸送実績を下表に記す。表中、最高値を赤色で、最高値を記録した年度以降の最低値を青色で、最高値を記録した年度以前の最低値を緑色で表記している。
| 年度               | 最混雑区間（椎名町 → 池袋間）輸送実績 | 最混雑区間（椎名町 → 池袋間）輸送実績 | 最混雑区間（椎名町 → 池袋間）輸送実績 | 最混雑区間（椎名町 → 池袋間）輸送実績 | 特記事項 |
| 年度               | 運転本数：本                          | 輸送力：人                            | 輸送量：人                            | 混雑率：%                             | 特記事項 |
| ------------------ | ------------------------------------- | ------------------------------------- | ------------------------------------- | ------------------------------------- | --- |
| 1955年（昭和30年） | 22                                    | 8,083                                 | 16,970                                | 210                                   | |
| 1965年（昭和40年） | 28                                    | 25,708                                | 62,842                                | 244                                   | |
| 1966年（昭和41年） | 28                                    | 27,930                                | 63,178                                | 226                                   | |
| 1967年（昭和42年） | 28                                    | 30,284                                | 67,685                                | 224                                   | |
| 1968年（昭和43年） | 28                                    | 30,780                                | 68,184                                | 222                                   | |
| 1969年（昭和44年） | 28                                    | 32,096                                | 69,261                                | 216                                   | |
| 1970年（昭和45年） | 28                                    | 32,844                                | 73,474                                | 224                                   | |
| 1971年（昭和46年） | 28                                    | 33,082                                | 72,040                                | 218                                   | |
| 1972年（昭和47年） | 28                                    | 34,160                                | 70,152                                | 205                                   | |
| 1973年（昭和48年） | 28                                    | 34,160                                | 74,904                                | 219                                   | |
| 1974年（昭和49年） | 28                                    | 34,160                                | 76,869                                | 225                                   | |
| 1975年（昭和50年） | 28                                    | 34,160                                | 76,933                                | 225                                   | |
| 1976年（昭和51年） | 28                                    | 34,270                                | 77,882                                | 224                                   | |
| 1977年（昭和52年） | 28                                    | 34,270                                | 79,848                                | 230                                   | |
| 1978年（昭和53年） | 28                                    | 34,270                                | 80,413                                | 232                                   | |
| 1979年（昭和54年） | 28                                    | 34,270                                | 81,330                                | 234                                   | |
| 1980年（昭和55年） | 28                                    | 34,270                                | 81,306                                | 234                                   | |
| 1981年（昭和56年） | 28                                    | 34,270                                | 81,884                                | 236                                   | |
| 1982年（昭和57年） | 28                                    | 34,270                                | 82,867                                | 239                                   | |
| 1983年（昭和58年） | 28                                    | 35,840                                | 72,540                                | 202                                   | 1983年6月24日、有楽町線営団成増 - 池袋間開業 |
| 1984年（昭和59年） | 28                                    | 35,840                                | 72,105                                | 201                                   | |
| 1985年（昭和60年） | 28                                    | 35,840                                | 72,754                                | 203                                   | |
| 1986年（昭和61年） | 28                                    | 35,840                                | 74,500                                | 208                                   | |
| 1987年（昭和62年） | 28                                    | 35,840                                | 75,525                                | 211                                   | |
| 1988年（昭和63年） | 29                                    | 36,960                                | 76,318                                | 206                                   | 1988年12月5日、通勤快速運転開始 |
| 1989年（平成元年） | 29                                    | 36,960                                | 77,043                                | 208                                   | |
| 1990年（平成02年） | 29                                    | 36,960                                | 77,392                                | 209                                   | |
| 1991年（平成03年） | 29                                    | 36,960                                | 76,374                                | 207                                   | |
| 1992年（平成04年） | 29                                    | 36,960                                | 76,538                                | 207                                   | |
| 1993年（平成05年） | 29                                    | 37,240                                | 76,853                                | 206                                   | |
| 1994年（平成06年） | 29                                    | 37,240                                | 73,176                                | 196                                   | 1994年12月7日、西武有楽町線全線開業 |
| 1995年（平成07年） | 29                                    | 37,240                                | 72,253                                | 194                                   | |
| 1996年（平成08年） | 29                                    | 37,240                                | 71,552                                | 192                                   | |
| 1997年（平成09年） | 29                                    | 37,240                                | 68,649                                | 184                                   | 1997年12月19日、都営地下鉄大江戸線練馬 - 新宿間開業 1998年3月26日、区間準急運転開始                                                               |
| 1998年（平成10年） | 28                                    | 35,840                                | 63,812                                | 178                                   | |
| 1999年（平成11年） | 28                                    | 35,840                                | 62,799                                | 175                                   | |
| 2000年（平成12年） | 28                                    | 35,840                                | 60,444                                | 169                                   | 2000年12月12日、都営地下鉄大江戸線全線開業 |
| 2001年（平成13年） | 28                                    | 35,840                                | 57,883                                | 162                                   | 2001年12月15日、中村橋 - 練馬高野台間複々線化 通勤快速廃止                                                                                        |
| 2002年（平成14年） | 28                                    | 35,840                                | 55,522                                | 155                                   | 2003年3月12日、練馬 - 中村橋間複々線化 区間準急廃止                                                                                               |
| 2003年（平成15年） | 28                                    | 35,840                                | 54,984                                | 153                                   | |
| 2004年（平成16年） | 28                                    | 35,840                                | 54,800                                | 153                                   | |
| 2005年（平成17年） | 28                                    | 35,840                                | 55,534                                | 155                                   | |
| 2006年（平成18年） | 28                                    | 35,840                                | 56,306                                | 157                                   | |
| 2007年（平成19年） | 28                                    | 35,840                                | 56,758                                | 158                                   | |
| 2008年（平成20年） | 24                                    | 30,240                                | 53,546                                | 177                                   | 2008年6月14日、東京メトロ副都心線開業 |
| 2009年（平成21年） | 24                                    | 30,240                                | 51,904                                | 172                                   | |
| 2010年（平成22年） | 24                                    | 30,240                                | 50,032                                | 165                                   | 東日本大震災発生年度 |
| 2011年（平成23年） | 24                                    | 30,240                                | 48,648                                | 161                                   | |
| 2012年（平成24年） | 24                                    | 30,240                                | 48,629                                | 161                                   | 2012年11月18日、練馬高野台 - 石神井公園間複々線化 2013年3月16日、西武有楽町線・東京メトロ副都心線を経由して東急東横線・みなとみらい線直通運転開始 |
| 2013年（平成25年） | 24                                    | 30,240                                | 48,138                                | 159                                   | |
| 2014年（平成26年） | 24                                    | 30,240                                | 47,548                                | 157                                   | |
| 2015年（平成27年） | 24                                    | 30,240                                | 48,060                                | 159                                   | |
| 2016年（平成28年） | 24                                    | 30,240                                | 49,220                                | 163                                   | |
| 2017年（平成29年） | 24                                    | 30,072                                | 49,098                                | 163                                   | |
| 2018年（平成30年） | 24                                    | 30,072                                | 47,807                                | 159                                   | |
| 2019年（令和元年） | 24                                    | 30,072                                | 47,397                                | 158                                   | |
| 2020年（令和02年） | 25                                    | 31,464                                | 34,340                                | 109                                   | |
| 2021年（令和03年） | 25                                    | 31,464                                | 34,847                                | 111                                   | |

## 歴史
- 1911年（明治44年）10月18日 武蔵野軽便鉄道に対し鉄道免許状下付（巣鴨-飯能間）[39]。
- 1915年（大正4年）
  - 4月15日 武蔵野鉄道が武蔵野線（JR武蔵野線とは別）池袋 - 飯能間 (44.2 km) 開業。東長崎駅、練馬駅、石神井駅、保谷駅、東久留米駅、所沢駅[注釈 20]、（旧）小手指駅、元狭山駅、豊岡町駅、仏子駅、飯能駅開業[40]。所沢駅を川越鉄道と共用開始。
開業当初の輸送人員は1日平均1,191人で、貨物輸送（1日平均102トン）を主した蒸気機関車による営業だった。
  - 9月1日 （旧）小手指駅を西所沢駅に、元狭山駅を三ヶ島村駅に改称[41]。
- 1917年（大正6年）
  - 12月12日 秋津駅、黒須駅（貨物駅）開業[42]。
- 1918年（大正7年）11月12日 加治荷扱所開業[43]。
- 1919年（大正8年）9月15日 加治荷扱所を岩沢荷扱所に改称[44]。
- 1922年（大正11年）11月1日 池袋 - 所沢間電化[45]（直流1,200 V）、江古田駅開業。
- 1924年（大正13年）
  - 6月11日 椎名町駅、中村橋駅、田無町駅、清瀬駅開業。
  - 11月1日 東大泉駅開業。
- 1925年（大正14年）
  - 3月3日 軌道特許状下付（北豊島郡西巣鴨町-同郡高田町間 軌間4ft6in）[46]。
  - 3月15日 貫井駅開業。
  - 3月15日 所沢 - 西所沢間電化。
  - 12月23日 西所沢 - 飯能間電化。
- 1926年（大正15年）
  - 4月1日 武蔵藤沢駅開業[47]。
  - 4月3日 岩沢荷扱所を一般駅に変更して元加治駅開業[47]。
- 1927年（昭和2年）6月15日 鉄道免許状下付（入間郡加治村-同郡吾野村間）[48]。
- 1928年（昭和3年）
  - 8月11日 池袋 - 練馬間複線化。
  - 11月5日 鉄道免許状下付（入間郡吾野村地内 鋼索）[49]。
  - 12月27日 鉄道免許状下付（北豊島郡高田町雑司ヶ谷旭出-同郡同町郡市境界）[50]。
- 1929年（昭和4年）
  - 3月20日 練馬 - 保谷間複線化。
  - 5月4日 鉄道免許状下付（入間郡小手指村-西多摩郡青梅村間）[51]。
  - 5月25日 上り屋敷駅開業。
  - 9月10日 飯能 - 吾野間 (14.1 km) 開業、全線開通。
- 1930年（昭和5年）12月22日 起業廃止許可（入間郡吾野村地内）[52]。
- 1931年（昭和6年）
  - 4月1日 天覧山駅開業。
  - 12月10日 東飯能駅開業。
- 1933年（昭和8年）
  - 3月1日 貫井駅を富士見台駅に、石神井駅を石神井公園駅に、東大泉駅を大泉学園駅に、三ヶ島村駅を狭山ヶ丘駅に、虎秀駅を東吾野駅に改称。
  - 4月1日 稲荷山公園駅開業。
- 1936年（昭和11年）7月10日 桜台駅開業。
- 1938年（昭和13年）
  - 2月19日 松井村駅開業。
  - 3月1日 松井村駅を所沢飛行場駅に改称。
  - 10月14日 起業廃止許可（上り屋敷-音羽〈護国寺〉間）[53]。
  - 11月14日 東京市へ軌道敷設権譲渡（許可）（池袋駅-護国寺前間）[54]。
- 1940年（昭和15年）
  - 1月2日 所沢駅-新秋津駅間で正面衝突事故が発生[55]。
  - 11月1日 所沢飛行場駅を東所沢駅に改称。
- 1941年（昭和16年）7月25日 鉄道免許失効（入間郡小手指村-西多摩郡青梅村間 指定ノ期限マテニ工事施工申請ヲ為ササルタメ）[56]。
- 1945年（昭和20年）
  - 2月3日 上り屋敷駅、桜台駅、東所沢駅、天覧山駅休止。
  - 4月1日 長江駅開業（貨物駅）。
  - 11月20日 下原駅開業（貨物駅）。
- 1946年（昭和21年）2月14日 保谷 - 田無町（現・ひばりヶ丘）間複線化。
- 1948年（昭和23年）4月1日 桜台駅営業再開。
- 1950年（昭和25年）7月1日全線電圧1,500 V昇圧を実施
- 1952年（昭和27年）3月25日 線路名称を池袋線に改称[注釈 21][57]。
- 1953年（昭和28年）
  - 1月15日 上り屋敷駅、黒須駅廃止。
  - 3月10日 長江駅を西武市場駅に改称。
  - 3月28日 田無町 - 東久留米間複線化。
  - 9月26日 東久留米 - 清瀬間複線化。
- 1954年（昭和29年）10月10日 東所沢駅、天覧山駅、武蔵横手駅廃止。
- 1958年（昭和33年）9月7日 ジョンソン基地（現入間基地）から発砲された銃弾が乗客にあたり1人が死亡[58]（ロングプリー事件参照）。
- 1959年（昭和34年）
  - 5月1日 田無町駅をひばりヶ丘駅に改称。
  - 12月21日 清瀬 - 秋津間複線化。
- 1960年（昭和35年）5月25日 秋津 - 所沢間複線化[59]。
- 1963年（昭和38年）
  - 9月1日 西武市場駅廃止。
  - 11月1日 池袋 - 所沢間で日本の私鉄として初めて10両編成列車の運行を開始[60]。
- 1965年（昭和40年）11月5日 所沢 - 西所沢間複線化。
- 1966年（昭和41年）
  - 5月16日 西所沢 - 狭山ヶ丘間に小手指ヶ原信号所開設。
  - 5月25日 西所沢 - 小手指ヶ原信号所間複線化[61]。
- 1967年（昭和42年）
  - 4月1日 豊岡町駅を入間市駅に改称。
  - 10月28日 小手指ヶ原信号所 - 武蔵藤沢間複線化。
- 1968年（昭和43年）11月13日 武蔵藤沢 - 入間市間複線化。
- 1969年（昭和44年）
  - 10月2日 仏子 - 笠縫信号所間複線化。元加治 - 飯能間に笠縫信号所開設。
  - 10月4日 武蔵横手信号所開設。
  - 10月14日 西武秩父線開業、直通運転開始。レッドアロー5000系電車で特急「ちちぶ」運転開始。
- 1970年（昭和45年）
  - 2月1日 武蔵横手信号所を駅に変更し武蔵横手駅再開業。
  - 11月20日 小手指ヶ原信号所を駅に変更し小手指駅開業。
- 1975年（昭和50年）3月20日 入間市 - 仏子間複線化。
- 1982年（昭和57年）12月20日 下原貨物駅廃止。
- 1989年（平成元年）4月1日 秩父鉄道秩父本線へ乗り入れ開始。飯能駅で系統分割される。
- 1994年（平成6年）
  - 10月8日 桜台 - 練馬間の下り線高架化[62]。
  - 12月7日 練馬高野台駅開業[63]。
- 1997年（平成9年）
  - 8月2日 桜台 - 練馬間の上り線高架化[64][65]。
  - 9月13日 中村橋 - 富士見台間上り線高架化[66][67]。
  - 12月13日 中村橋 - 富士見台間下り線高架化し、踏切8カ所廃止[68][67]。
- 1998年（平成10年）
  - 3月26日 西武有楽町線を介して帝都高速度交通営団（現・東京地下鉄）有楽町線と相互直通運転開始[69]。
  - 3月 元加治 - 飯能間の複線区間延伸に伴い、複線部分と単線部分の境界を飯能駅構内（飯能駅場内信号機の内方）とする扱いに変更、笠縫信号場廃止。名目上、池袋 - 飯能間複線化（飯能駅構内に単線部分が残存）[70][71]。
- 2001年（平成13年）
  - 3月4日 練馬 - 中村橋間で目白通りと交差部で逆立体化される[4][72]。
  - 12月6日 池袋 - 飯能間で唯一残っていた単線部分（飯能駅構内の350m）が複線化[73]。名実ともに、池袋 ‐ 飯能間完全複線化[74]。
  - 12月15日 中村橋 - 練馬高野台間複々線化[75]。
- 2003年（平成15年）3月12日 練馬 - 中村橋間複々線化[76][77]。
- 2008年（平成20年）6月14日 西武有楽町線を介して東京メトロ副都心線と相互直通運転開始。
- 2010年（平成22年）4月1日 1枚のPASMO定期券で西武池袋線練馬 - 池袋間と西武有楽町線・東京メトロ有楽町線・東京メトロ副都心線練馬 - 小竹向原 - 池袋間が利用できる特殊連絡定期券「だぶるーと」の発売が開始される[78][79]。
- 2011年（平成23年）
  - 3月14日 同月11日に発生した東北地方太平洋沖地震による発電所の停止に伴う電力供給逼迫のため、東京電力が輪番停電（計画停電）を実施。これに伴い、この日から東京メトロ有楽町線・東京メトロ副都心線との相互直通運転・秩父鉄道秩父本線との直通運転が休止され、特急レッドアローの運転が休止される。
  - 4月1日 東京メトロ有楽町線・東京メトロ副都心線との相互直通運転および特急レッドアローの運転が再開される。
- 2012年（平成24年）
  - 6月30日 石神井公園駅ホーム全面供用開始（同年6月23日）に伴い、ダイヤ改正[80]。練馬高野台発着の列車を石神井公園発着とし、下りの通勤準急を廃止[24]。
  - 11月18日 練馬高野台 - 石神井公園間複々線化。
- 2013年（平成25年）3月16日 西武有楽町線・東京メトロ副都心線を介して東急東横線・横浜高速鉄道みなとみらい線との相互直通運転を開始[81]。横浜方面発着の快速急行が練馬駅停車となる。
- 2015年（平成27年）
  - 1月25日 石神井公園 - 大泉学園付近 高架化完成[5][6]。
  - 4月15日 池袋線開業100周年を迎える[82][83]。各種記念イベントを開催[82][83]。
- 2016年（平成28年）
  - 3月26日 日中の飯能駅・小手指駅 - 元町・中華街駅間直通列車のうち、池袋線・西武有楽町線で快速急行、東京メトロ副都心線で急行、東急東横線・横浜高速鉄道みなとみらい線で特急として運転される列車に「Fライナー」の愛称が付けられる。同時に副都心線内急行が同線明治神宮前駅に全日停車開始。2日後の3月28日より、平日ラッシュ時同駅通過の列車が副都心線内通勤急行となる。
  - 4月17日 観光列車「旅するレストラン 52席の至福」運転開始[10]。
- 2017年（平成29年）3月25日 40000系営業運転開始。同車両を用いて西武秩父線 - 池袋線 - 有楽町線・副都心線 - 東横線 - みなとみらい線直通の有料座席指定列車「S-TRAIN」運転開始。
- 2019年（平成31年）3月16日 001系「Laview」が特急で営業運転開始[84][85]。
- 2023年（令和5年）9月16日 運行管理システム「セムトラック」が約18年ぶりに更新され、駅の放送案内に列車接近時の英語放送や優等列車の停車駅案内、列車遅延情報が追加される[86]。これに伴い優等列車の次駅案内が廃止された。
- 2025年（令和7年）6月9日 2028年度をめどにJR武蔵野線と相互直通運転を開始する予定と報じられる。池袋線の所沢駅とJR武蔵野線の新秋津駅近傍を結ぶ連絡線を介して行われる予定であり、西武とJRの両社間で協議が行われる[87]。

## 駅一覧
凡例
停車駅 … ●：停車、｜：通過、↑：上り方向通過（通勤急行・通勤準急・飯能以西と練馬以東の快速急行のみ）、◎：東京メトロ線直通列車に限り停車、※：平日のみ停車、△：土休日のみ停車、○：臨時停車（特急は特急列車記事も参照、快速急行・急行は表下の注記参照）、☆：平日下りのみ停車・降車のみ客扱いでそれ以外は運転停車
各駅停車は各駅に停車。
線路 … ||||：複々線区間、||：複線区間、◇：単線区間（列車交換可能）、|：単線区間（列車交換不可）、∧∧：ここより下は複々線（列車交換可能）、∧・∨∨：ここより下は複線（列車交換可能）、∨：ここより下は単線（列車交換可能）
- 駅番号は2013年3月までに順次導入された。[88]

| 路線名     | 駅番号             | 駅名         | 駅間 キロ    | 累計 キロ    | 準急 | 通勤準急 | 快速 | 通勤急行 | 急行 | 快速急行 | S-TRAIN | 特急 | 接続路線等 | 線路 | 所在地 | 所在地 |
| ---------- | ------------------ | ------------ | ------------ | ------------ | --- | --- | --- | --- | --- | --- | --- | --- | --- | --- | --- | --- |
| 池袋線     | SI01               | 池袋駅       | -            | 0.0          | ● | ● | ● | ● | ● | ● | 東京地下鉄線直通 | ● | 東日本旅客鉄道： 山手線 (JY 13)・ 埼京線 (JA 12)・ 湘南新宿ライン (JS 21) 東武鉄道： 東上線 (TJ-01) 東京地下鉄： 丸ノ内線 (M-25)・ 有楽町線 (Y-09)・ 副都心線 (F-09) | \|\| | 東京都 | 豊島区 |
| 池袋線     | SI02               | 椎名町駅     | 1.9          | 1.9          | ｜ | ↑ | ｜ | ↑ | ｜ | ↑ | 東京地下鉄線直通 | ｜ | | \|\| | 東京都 | 豊島区 |
| 池袋線     | SI03               | 東長崎駅     | 1.2          | 3.1          | ｜ | ↑ | ｜ | ↑ | ｜ | ↑ | 東京地下鉄線直通 | ｜ | | \|\| | 東京都 | 豊島区 |
| 池袋線     | SI04               | 江古田駅     | 1.2          | 4.3          | ｜ | ↑ | ｜ | ↑ | ｜ | ↑ | 東京地下鉄線直通 | ｜ | | \|\| | 東京都 | 練馬区 |
| 池袋線     | SI05               | 桜台駅       | 0.9          | 5.2          | ｜ | ↑ | ｜ | ↑ | ｜ | ↑ | 東京地下鉄線直通 | ｜ | | \|\| | 東京都 | 練馬区 |
| 池袋線     | 直通運転区間       | 直通運転区間 | 直通運転区間 | 直通運転区間 | 西武有楽町線経由で以下の路線・駅まで - 有楽町線 新木場駅まで - 副都心線・ 東急東横線経由 みなとみらい線 元町・中華街駅まで | 西武有楽町線経由で以下の路線・駅まで - 有楽町線 新木場駅まで - 副都心線・ 東急東横線経由 みなとみらい線 元町・中華街駅まで | 西武有楽町線経由で以下の路線・駅まで - 有楽町線 新木場駅まで - 副都心線・ 東急東横線経由 みなとみらい線 元町・中華街駅まで | 西武有楽町線経由で以下の路線・駅まで - 有楽町線 新木場駅まで - 副都心線・ 東急東横線経由 みなとみらい線 元町・中華街駅まで | 西武有楽町線経由で以下の路線・駅まで - 有楽町線 新木場駅まで - 副都心線・ 東急東横線経由 みなとみらい線 元町・中華街駅まで | 西武有楽町線経由で以下の路線・駅まで - 有楽町線 新木場駅まで - 副都心線・ 東急東横線経由 みなとみらい線 元町・中華街駅まで | 西武有楽町線経由で以下の路線・駅まで - 有楽町線 新木場駅まで - 副都心線・ 東急東横線経由 みなとみらい線 元町・中華街駅まで | 西武有楽町線経由で以下の路線・駅まで - 有楽町線 新木場駅まで - 副都心線・ 東急東横線経由 みなとみらい線 元町・中華街駅まで | 西武有楽町線経由で以下の路線・駅まで - 有楽町線 新木場駅まで - 副都心線・ 東急東横線経由 みなとみらい線 元町・中華街駅まで                                           | 西武有楽町線経由で以下の路線・駅まで - 有楽町線 新木場駅まで - 副都心線・ 東急東横線経由 みなとみらい線 元町・中華街駅まで | 西武有楽町線経由で以下の路線・駅まで - 有楽町線 新木場駅まで - 副都心線・ 東急東横線経由 みなとみらい線 元町・中華街駅まで | 西武有楽町線経由で以下の路線・駅まで - 有楽町線 新木場駅まで - 副都心線・ 東急東横線経由 みなとみらい線 元町・中華街駅まで |
| 池袋線     | SI06               | 練馬駅       | 0.8          | 6.0          | ● | ● | ● | ↑ | ○ | ◎ | ☆ | ○ | 都営地下鉄： 大江戸線 (E-35) 西武鉄道： 西武有楽町線（小竹向原駅から東京地下鉄 有楽町線・ 副都心線と直通運転〈上欄参照〉） 豊島線（豊島園駅まで直通運転）            | ∧∧ | 東京都 | 練馬区 |
| 池袋線     | SI07               | 中村橋駅     | 1.5          | 7.5          | ｜ | ↑ | ｜ | ↑ | ｜ | ｜ | ｜ | ｜ | | \|\|\|\| | 東京都 | 練馬区 |
| 池袋線     | SI08               | 富士見台駅   | 0.8          | 8.3          | ｜ | ↑ | ｜ | ↑ | ｜ | ｜ | ｜ | ｜ | | \|\|\|\| | 東京都 | 練馬区 |
| 池袋線     | SI09               | 練馬高野台駅 | 1.2          | 9.5          | ｜ | ↑ | ｜ | ↑ | ｜ | ｜ | ｜ | ｜ | | \|\|\|\| | 東京都 | 練馬区 |
| 池袋線     | SI10               | 石神井公園駅 | 1.1          | 10.6         | ● | ↑ | ● | ● | ● | ● | ● | ○ | | ∨∨ | 東京都 | 練馬区 |
| 池袋線     | SI11               | 大泉学園駅   | 1.9          | 12.5         | ● | ● | ｜ | ● | ｜ | ｜ | ｜ | ｜ | | \|\| | 東京都 | 練馬区 |
| 池袋線     | SI12               | 保谷駅       | 1.6          | 14.1         | ● | ● | ｜ | ● | ｜ | ｜ | ※ | ｜ | | \|\| | 東京都 | 西東京市 |
| 池袋線     | SI13               | ひばりヶ丘駅 | 2.3          | 16.4         | ● | ● | ● | ↑ | ● | ● | ｜ | ○ | | \|\| | 東京都 | 西東京市 |
| 池袋線     | SI14               | 東久留米駅   | 1.4          | 17.8         | ● | ● | ● | ● | ｜ | ｜ | ｜ | ｜ | | \|\| | 東京都 | 東久留米市 |
| 池袋線     | SI15               | 清瀬駅       | 1.8          | 19.6         | ● | ● | ● | ↑ | ｜ | ｜ | ｜ | ｜ | | \|\| | 東京都 | 清瀬市 |
| 池袋線     | SI16               | 秋津駅       | 2.2          | 21.8         | ● | ● | ● | ↑ | ○ | ○ | ｜ | ｜ | 東日本旅客鉄道： 武蔵野線（新秋津駅：JM 31） | \|\| | 東京都 | 東村山市 |
| 池袋線     | SI17               | 所沢駅       | 3.0          | 24.8         | ● | ● | ● | ● | ● | ● | ● | ● | 西武鉄道： 新宿線 (SS22) | \|\| | 埼玉県 | 所沢市 |
| 池袋線     | SI18               | 西所沢駅     | 2.4          | 27.2         | ● | ● | ● | ● | ● | ｜ | ※ | ｜ | 西武鉄道： 狭山線（西武球場前駅まで直通運転） | \|\| | 埼玉県 | 所沢市 |
| 池袋線     | SI19               | 小手指駅     | 2.2          | 29.4         | ● | ● | ● | ● | ● | ● | ※ | ｜ | | \|\| | 埼玉県 | 所沢市 |
| 池袋線     | SI20               | 狭山ヶ丘駅   | 2.2          | 31.6         | ● | | ● | ● | ● | ｜ | ｜ | ｜ | | \|\| | 埼玉県 | 所沢市 |
| 池袋線     | SI21               | 武蔵藤沢駅   | 1.3          | 32.9         | ● | | ● | ● | ● | ｜ | ｜ | ｜ | | \|\| | 埼玉県 | 入間市 |
| 池袋線     | SI22               | 稲荷山公園駅 | 3.0          | 35.9         | ● | | ● | ● | ● | ｜ | ｜ | ○ | | \|\| | 埼玉県 | 狭山市 |
| 池袋線     | SI23               | 入間市駅     | 0.9          | 36.8         | ● | | ● | ● | ● | ● | △ | ● | | \|\| | 埼玉県 | 入間市 |
| 池袋線     | SI24               | 仏子駅       | 2.9          | 39.7         | ● | | ● | ● | ● | ｜ | ｜ | ｜ | | \|\| | 埼玉県 | 入間市 |
| 池袋線     | SI25               | 元加治駅     | 1.3          | 41.0         | ● | | ● | ● | ● | ｜ | ｜ | ｜ | | \|\| | 埼玉県 | 入間市 |
| 池袋線     | SI26               | 飯能駅       | 2.7          | 43.7         | ● | | ● | ● | ● | ● | △ | ● | | ∨ | 埼玉県 | 飯能市 |
| 池袋線     | SI27               | 東飯能駅     | 0.8          | 44.5         | | | | | | ○ | ｜ | ｜ | 東日本旅客鉄道：■八高線 | \| | 埼玉県 | 飯能市 |
| 池袋線     |                    | 北飯能信号場 | 0.5          | 45.0         | | | | | | ｜ | ｜ | ｜ | | ∧ | 埼玉県 | 飯能市 |
| 池袋線     |                    | 武蔵丘信号場 | 1.5          | 46.5         | | | | | | ｜ | ｜ | ｜ | | ∨ | 埼玉県 | 日高市 |
| 池袋線     | SI28               | 高麗駅       | 2.0          | 48.5         | | | | | | ○ | ｜ | ○ | | ◇ | 埼玉県 | 日高市 |
| 池袋線     | SI29               | 武蔵横手駅   | 2.8          | 51.3         | | | | | | ○ | ｜ | ○ | | ◇ | 埼玉県 | 日高市 |
| 池袋線     | SI30               | 東吾野駅     | 2.5          | 53.8         | | | | | | ○ | ｜ | ○ | | ◇ | 埼玉県 | 飯能市 |
| 池袋線     | SI31               | 吾野駅       | 4.0          | 57.8         | | | | | | ○ | ｜ | ｜ | | ◇ | 埼玉県 | 飯能市 |
| 西武秩父線 | SI31               | 吾野駅       | 4.0          | 57.8         | | | | | | ○ | ｜ | ｜ | | ◇ | 埼玉県 | 飯能市 |
| SI32       | 西吾野駅           | 3.6          | 61.4         |              | | | | | ○ | ｜ | ○ | | ◇ | | 埼玉県 | 飯能市 |
| SI33       | 正丸駅             | 2.7          | 64.1         |              | | | | | ○ | ｜ | ○ | | ◇ | | 埼玉県 | 飯能市 |
|            | 正丸トンネル信号場 | 2.7          | 66.8         |              | | | | | ｜ | ｜ | ｜ | | ◇ | 秩父郡 横瀬町 | 埼玉県 | |
| SI34       | 芦ヶ久保駅         | 3.4          | 70.2         |              | | | | | ○ | ｜ | ○ | | ◇ | 秩父郡 横瀬町 | 埼玉県 | |
| SI35       | 横瀬駅             | 4.0          | 74.2         |              | | | | | ○ | ｜ | ● | | ◇ | 秩父郡 横瀬町 | 埼玉県 | |
| SI36       | 西武秩父駅         | 2.6          | 76.8         |              | | | | | ○ | △ | ● | 秩父鉄道：秩父本線（御花畑駅: CR31（※連絡運輸は行っていないが至近に所在））（長瀞駅及び三峰口駅まで一部直通運転）          | ∧ | 秩父市 | 埼玉県 | |

- 保谷駅は、一部が練馬区に跨っている。
- 東久留米駅と清瀬駅の間でわずかに埼玉県新座市を通るが、駅は設置されていない。
- 秋津駅は、一部が清瀬市・所沢市に跨っている。
- 元加治駅は、一部が飯能市に跨っている。
- 準急・快速・急行は12月の秩父夜祭開催時と春の芝桜のシーズン時には西武秩父駅まで延長運転される。
- 2013年から春の秩父芝桜および秋の巾着田の曼珠沙華開花時期に一部の快速急行や急行が秋津駅に臨時停車する。
- 2014年の入間基地航空祭開催時には東京メトロ副都心線・東急東横線直通の一部の快速急行が下りは快速、上りは急行（練馬駅に臨時停車）に種別変更して運行する。なお、2013年は一部の快速急行が稲荷山公園駅に臨時停車していた。
- 飯能駅 - 西武秩父駅間への快速急行の乗り入れは2022年3月改正以降の定期列車では設定されていないが、停車駅表にはそれ以降も記載されている。
- 西武池袋線の西所沢駅、狭山ヶ丘駅、武蔵藤沢駅、稲荷山公園駅、仏子駅、元加治駅、東飯能駅、高麗駅、武蔵横手駅、東吾野駅と西武秩父線の西吾野駅、正丸駅、芦ヶ久保駅は遠隔対応駅または無人駅。

### 廃駅・廃止信号所
- 上り屋敷駅（池袋駅 - 椎名町駅間 1929年5月25日開業・1945年2月3日休止・1953年1月15日廃止）
- 長江駅→西武市場駅（貨物駅 東長崎駅 - 江古田駅間 1945年4月1日開業・1963年9月1日廃止）
- 松井村駅→所沢飛行場駅→東所沢駅（秋津駅 - 所沢駅間 1938年2月19日開業・1945年2月3日休止・1954年10月10日廃止） - JR武蔵野線の「東所沢駅」とは全く別の駅
- 下原駅（貨物駅 武蔵藤沢駅 - 稲荷山公園駅間 1945年11月20日開業・1982年12月20日廃止）
- 黒須駅（貨物駅 豊岡町駅（現・入間市駅） - 仏子駅間 1917年12月12日開業・1953年1月15日廃止）
- 笠縫信号所（元加治駅 - 飯能駅間 1969年10月2日開業・1998年3月廃止） - 廃止時点では「笠縫信号場」。1993年頃「信号所」から「信号場」の呼称に変更。『'98-'99会社要覧』の「平成10年3月末現在」の路線図には同信号場の記載無し。
- 天覧山駅（東飯能駅 - 高麗駅間 1931年4月1日開業・1945年2月3日休止・1954年10月10日廃止）

## PASMO導入について
池袋線では、2007年3月18日からSuicaとの相互利用が可能なICカード「PASMO」を導入しているが、自動改札機が設置されていない武蔵横手・東吾野・吾野の各駅は簡易ICカード改札機、その他の駅は自動改札機での対応となっている。

## その他
- かつては車内放送で池袋駅接続他社線の案内を一切行っていなかった。
- 当線の営業キロは57.8キロだが、終点吾野駅の手前に58キロポストが打たれている。これは、池袋駅の起点側に線路を延長する形で特急専用のりばが設けられていることにより、実キロと営業キロとの間にずれが生じているため[要出典]である。
- 複々線区間以外での立体交差化は、道路の地下化または高架化による単独立体化が主で、連続立体交差化は進んでいないため踏切が多い。
- 当初は保谷駅までが複々線化及び高架化される予定だったが、予算の都合などにより、石神井公園駅までに短縮された。
- 大泉学園駅以東で高架化が行なわれたことで、特に大泉学園駅 - 石神井公園駅間における高架部分から富士山への眺望がきくようになった。
- 池袋駅 - 桜台駅間の各駅で8両から10両対応へホーム延長が行われた。
- 2013年3月16日より、東京メトロ副都心線と東急東横線・横浜高速鉄道みなとみらい線との相互直通運転開始により、当路線も副都心線を介して、東急東横線・みなとみらい線との直通列車運転を始めた。駅の行先表示器では、元町・中華街駅行には「元町・中華街」と「渋谷・横浜方面」を交互に表示。自動放送でも「渋谷・横浜方面 元町・中華街行」と案内する。一方で、東急車以外の武蔵小杉行、菊名行、横浜行には行先表示器に「渋谷方面」を表示しない。池袋線の運用では、準急や急行などの池袋口の優等列車は10両編成が主だが、一部の列車で8両編成（土休日の日中には多数だったが、2016年3月26日ダイヤ改正以降は午前中のほとんどが10両編成へ増強）の運用がある。